# Населення України

Статево-вікова піраміда населення України з 1989 року

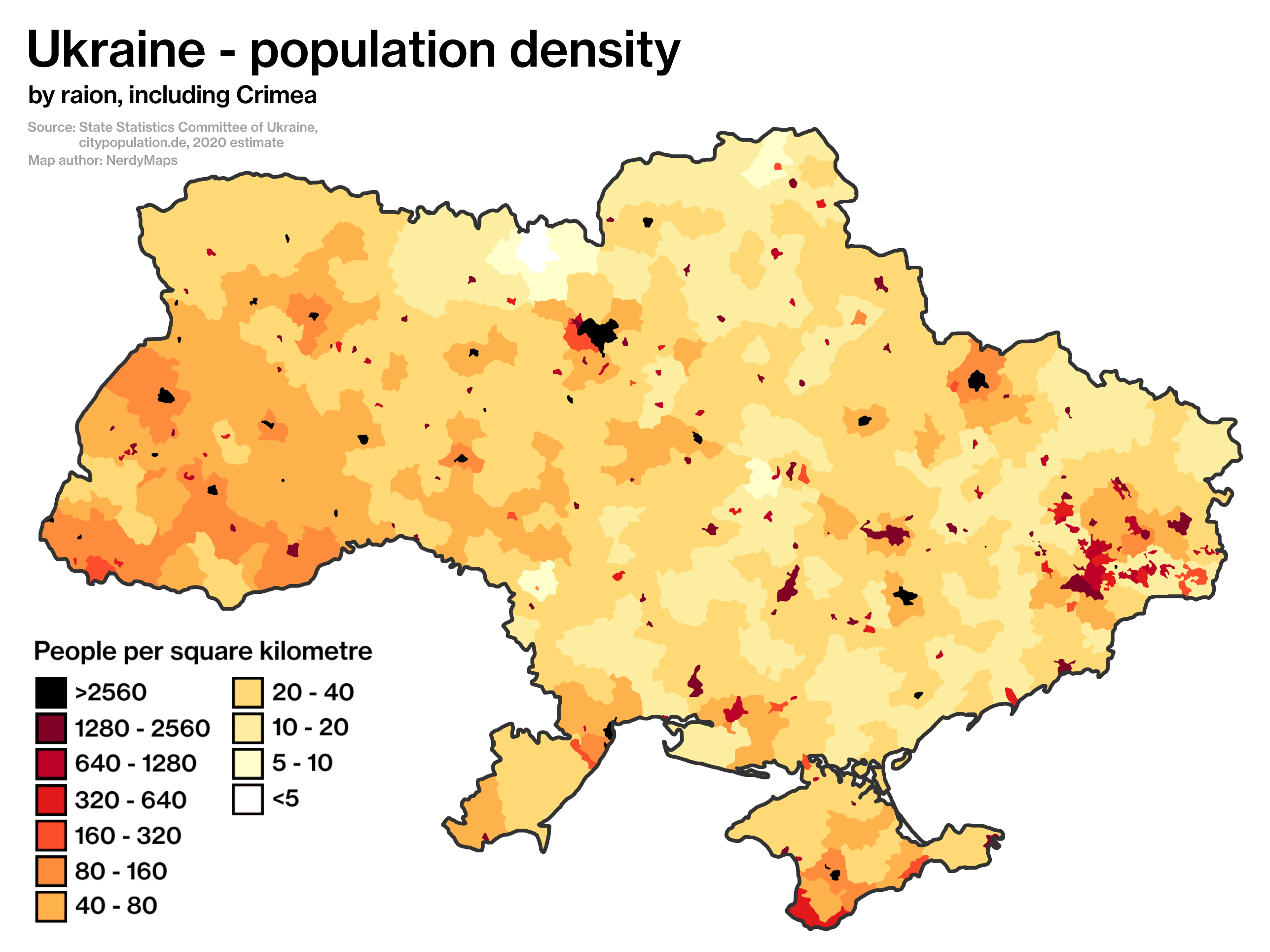
Щільність населення України за районами.

Чисельність насе́лення Украї́ни — 33,443 млн осіб наявного населення у 2024 році, не включаючи тимчасово окуповані території Донецької, Луганської, Херсонської, Запорізької областей та Автономною Республікою Крим з містом Севастополь.
Чисельність — 41 167 335 осіб наявного населення та 40 997 699 осіб постійного населення на 1 січня 2022 за оцінкою Державної служби статистики України. Важливо, що з 2014 року Державна служба статистики України не враховує дані тимчасово окупованої території Автономної Республіки Крим і міста Севастополя через Російсько-українську війну (з 2014) з посиленням російської агресії (2022), що триває. Розрахунки чисельності населення здійснює на основі наявних адміністративних даних щодо державної реєстрації народження і смерті та зміни реєстрації місця проживання. Згідно з останніми даними Державної служби статистики, на 1 лютого 2022 року чисельність наявного населення склала 41 130 432 осіб, постійного населення України становила 40 960 795 осіб; за підсумками річних даних 2021 року коефіцієнти: народжуваності становив 7,3 ‰, смертності —18,5 ‰, природного приросту — -11,2 ‰, міграційного приросту — 0,9 ‰. З 1991 року природний приріст населення має від'ємне значення — природне убуття населення, що не забезпечує заміщення поколінь. Чисельність населення України різко зменшується з 1994 року .
Населення країни розміщене нерівномірно. Велика кількість населення сконцентрована у великих промислових центрах східних областей і Центрального Придніпров'я, навколо приморських міст Північного Причорномор'я, Південного узбережжя Криму, у столиці та навколо неї. Водночас сільське населення найбільше сконцентроване в Прикарпатті, Галичині та на Поділлі .
Пересічна густота населення — 68,2 особи/км² .
Рівень урбанізованості досить високий — 65,09 %; в країні налічується 1345 міських поселень, з яких три міста-мільйонники — Київ (столиця), Харків, й Одеса. Міста Дніпро і Донецьк внаслідок депопуляції втратили частину населення і статус мільйонника .
Україну населяють переважно українці, їхня частка превалює над частками інших народів в усіх областях, окрім Криму, де частка росіян трохи більша за половину. У містах, особливо сходу та півдня, присутня певна частка росіян та представників інших народів, що обумовлено масовою імміграцією в часи перебування у складі Російської імперії та особливо Радянського Союзу. Регіонами компактного проживання національних меншин є: кримські татари — Крим, румуни й молдовани — Буковина, угорці — Закарпаття, болгари, молдовани й гагаузи — Одещина, болгари й греки — Приазов'я .
Офіційна мова — українська, поширена в ужитку російська мова, регіонально — кримськотатарська (Крим), румунська (Буковина), угорська (Закарпаття) та інші .
Більшість населення України сповідує християнську віру і відносить себе до однієї з конфесійних громад: Української православної церкви Московського патріархату, Православної церкви України, Української греко-католицької і римо-католицької церков. Стрімко розвиваються різноманітні громади протестантських церков (переважно на сході); відроджуються громади мусульман (у Криму) створюються нові (переселенцями у великі міста сходу); історично широко представлені юдейські громади у містах і містечках від Львова до Харкова, від Києва до Одеси .
У науковій дисципліні демографії спостерігають і описують склад і розвиток населення, також графічно обробляють статистичні дані та шукають пояснення довгострокових змін і спроможності розвитку. Ця стаття показує наслідки природних і штучних змін на населення України. Демографічні й соціологічні дослідження в країні ведуться рядом державних органів і науково-освітніх установ .
Після Другої світової війни (1939—45) здійснено 5 загальних переписів населення України, а також проводились регіональні. Перший повоєнний загальний перепис України відбувся у складі колишнього СРСР в 1959 році, останній — за часів незалежності у 2001 році Всеукраїнський перепис. ООН рекомендує проводити переписи кожні 10 років у перший чи останній рік десятиліття. Перепис 2010-го чи 2011-го (за рекомендацією ООН) не відбувся. Під час війни та відразу після війни перепис не проводиться .

## Природний розвиток населення, фактори впливу
Природний розвиток населення у ХХ сторіччі в Україні мав «демографічний перехід» від (як правило) сільського (рільного) населення з високим рівнем народжуваності та смертності та повільним зростанням населення (пропустив стадію падіння смертності (через прогрес медицини) та швидших темпів зростання населення) до стадії низького рівня народжуваності та смертності зі, знову ж таки, нижчими темпами зростання. Стадія покращення медичної допомоги була замінена на штучний голод, коли «унаслідок катастрофічних подій 1932—1933 рр. високий шлюбний потенціал українського села було втрачено назавжди». Процес урбанізації на початку XX століття був посилен «колективізацією» в Україні. Скеровані союзною владою обидва процеси, урбанізації в місті з комунальними квартирами та колективізації на селі з колективним господарюванням, мали повернення до племінного характеру співіснування, коли родина, як одиниця структури спільноти ще не постала.
Природний приріст населення України утворюється перевищенням народжуваності над смертністю — природний приріст. Надлишок смертності — природне убуття населення. Падіння народжуваності нижче від рівня природного відтворення населення в Україні відбулося у 1963 році, коли в репродуктивному віці (15—49 років) були жінки, що народилися у 1914—48 роках. За цей час на теренах України пройшли:
- Перша світова війна (1914—18),
- Визвольні змагання (1917—21) та Воєнний комунізм,
- Сталінські репресії (1929—50-ті),
- Голодомори (повоєнний 1921—23, штучний 1932—33, повоєнний 1946—47),
- Друга світова війна (1939—45),
- Депортації населення — примусове переселення (1914, 1930, 1939, 1941—52).

Ці чинники значно вплинули на природне відновлення виду — народжуваність в Україні .
У 1955 році була знята заборона на здійснення абортів, що діяла з 1936 року. Через народжуваність нижчу за рівень заміщення населення з 1963 року, за наступного покоління (~25 років) на 1 січня 1991 року Україна вже мала природне убуття населення. Показник оновлення поколінь (СКН) має дорівнювати 2,13—2,15 на кожну жінку в репродуктивному віці (15—49 років) — трохи більше ніж дві дитини для заміщення батьків і компенсації дитячої смертності  та бездітності. З 1963 року СКН лише у 1986 році піднявся до рівня відтворення населення за останні 60 років. Це на короткий проміжок часу покращило ситуацію з народжуваністю — єдиним чинником природного розвитку населення, зменшилось природне убуття населення у 2012 році. Зниження СКН у проміжку 1987—2001 років має відбиток на ситуацію за ~25 років (зміна вікової групи жінок репродуктивного віку) — 2012—2026 роки. На цей проміжок часу, до природних змін (що є наслідком штучно заподіяних на початку ХХ сторіччя) РФ додає штучні зміни війною (2014—24): руйнування житла, інфраструктури, вбивства, каліцтва, викрадення, депортації, заміна населення на тимчасово окупованих територіях України, кількість біженців з України, зареєстрованих для тимчасового захисту в Європі, станом на 31 січня 2023 року склала 4 мільйони 823,33 тисячі осіб .
Вплив міграційного чинника на убуття чисельності населення був значним під час війн, проте посилив вимушене «коливання» СКН у проміжку 1987—2001 року (спадок 1963—69, 1972—82 року), коли мав істотну «хвилю» міграційного убуття населення у 1994—2001 році.
Природний рух населення  разом з міграційним  складають загальний рух населення .

## Історичний огляд зміни чисельності

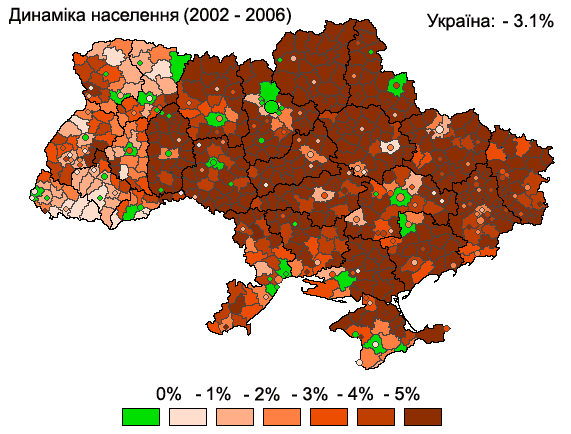
2002-2006 роки
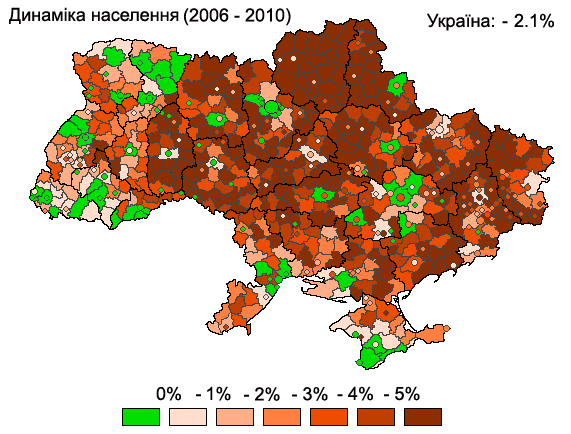
2006-2010 роки
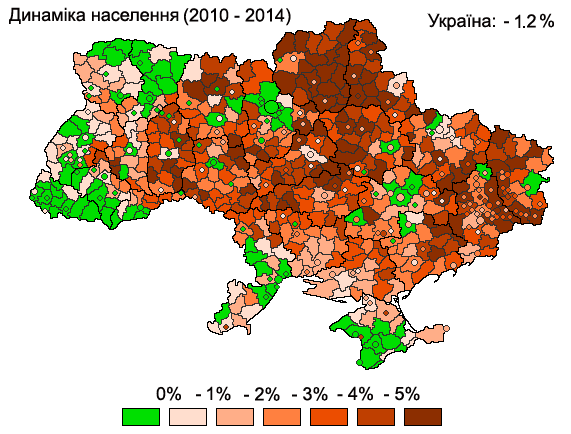
2010-2014 роки

У XX столітті  чисельність населення країни зростала так:

станом на 1917 рік на території у сучасних межах України мешкало 38,8 мільйонів осіб (11-те місце у світі серед сучасних держав);

на початок Другої світової війни, 1939 року — 39 мільйонів осіб;

після війни у межах УРСР 1959 року мешкало 42 мільйони осіб;

1970 року — 47 мільйонів осіб;
1984 року — 50,7 мільйонів осіб;

на момент здобуття незалежності, 1991 року — 52 мільйони осіб;

згідно з переписом 2001 року — 48,5 мільйонів осіб;

перед початком російсько-української війни, на початку 2014 року — 45,5 мільйонів осіб.
У першій половині XX століття, населення України, зокрема українці, пройшли нелегкі випробування війнами, репресіями, голодомором, депортаціями. За деякими оцінками демографічні втрати України за цей період становлять близько 16 мільйонів осіб.
У другій половині XX століття динаміка показників демографії України характеризується швидким відновленням населення з подальшим зниженням темпів приросту населення до убуття чисельності населення у 1993 році. У Другій світовій війні Україна втратила 14 мільйонів осіб. Лише у 1959 році, в Українській Радянській Соціалістичній Республіці, чисельність населення сягнула довоєнного періоду в 42,1 мільйони осіб. Проте, при подальшому збільшенні загальної чисельності населення, динаміка показників природного та міграційного приросту людності вже характеризується тенденцією до зниження. Упродовж першого повоєнного міжпереписного періоду (1959—1970 роки) чисельність населення зросла на 12,5 %, протягом другого (1970—1979 роки) — на 5,4 %, третього (1979—1989 роки) — лише на 3,7 %. У період 1989—1993 років чисельність населення України зросла всього на 1,5 %. Того ж 1993 року було зафіксовано найбільшу чисельність населення України — 52,2 мільйони осіб та убуття населення на 129,7 тисяч осіб. З 1993 року Україна почала втрачати населення. Кількість людності в Україні 2001 року в порівнянні з 1993 роком скоротилася на 7,2 %.
На початку XXI століття кількість населення України скорочується й далі, у 2001—2014 роках — зменшилася на 7,1 %.
| Примітка: З 2015 року дані без урахування населення тимчасово окупованих АР Крим, м. Севастополь, районів у Донецькій та Луганській областях. |

Зміна чисельності населення України
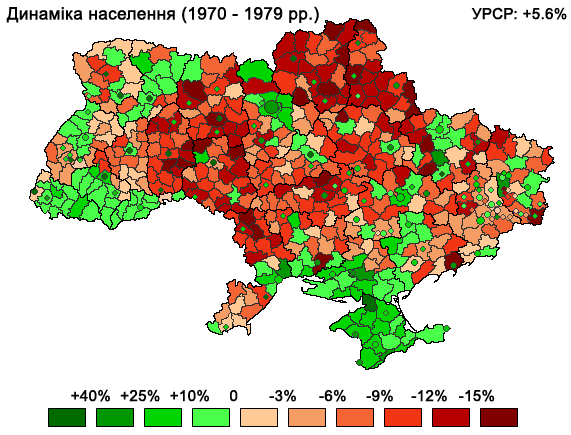
1970-1979 роки
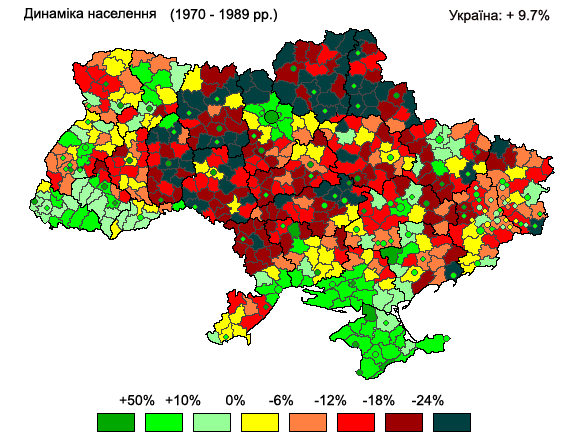
1970-1989 роки
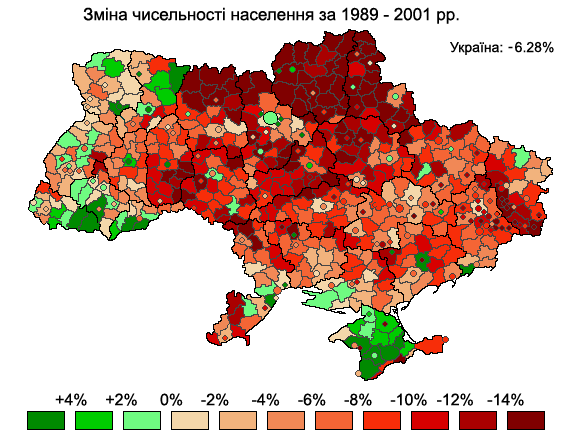
1989-2001 роки
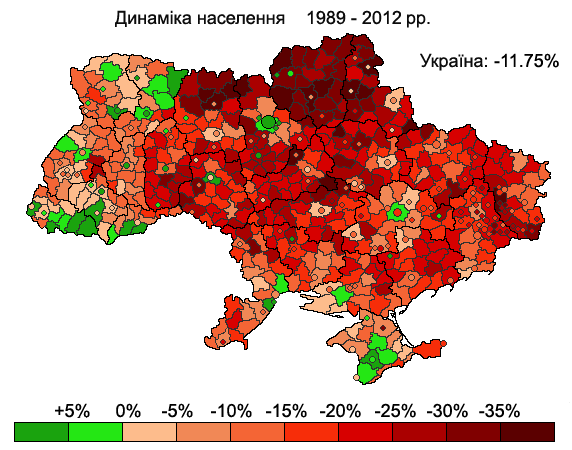
1989-2012 роки

- 2002-2006 роки
- 2006-2010 роки
- 2010-2014 роки

| Рік  | Чисельність  | Примітка             |
| ---- | ------------ | -------------------- |
| 1300 | 2 600 000 ▲  | [ 11 ] [ 12 ]        |
| 1400 | 3 600 000 ▲  | [ 12 ] [ 13 ] [ 14 ] |
| 1500 | 4 800 000 ▲  | [ 12 ] [ 13 ] [ 14 ] |
| 1550 | 4 900 000 ▲  | [ 12 ]               |
| 1600 | 5 200 000 ▲  | [ 14 ]               |
| 1719 | 5 707 000 ▲  | [ 15 ]               |
| 1764 | 8 000 000 ▲  | [ 16 ]               |
| 1795 | 10 411 000 ▲ | [ 15 ]               |
| 1811 | 11 300 000 ▲ | [ 15 ]               |
| 1838 | 13 500 000 ▲ | [ 15 ]               |
| 1851 | 14 600 000 ▲ | [ 15 ] [ 17 ]        |
| 1867 | 18 100 000 ▲ | [ b ]                |
| 1897 | 28 800 000 ▲ | [ 14 ]               |
| 1913 | 38 590 000 ▲ | [ 14 ] [ 18 ]        |
| 1926 | 37 900 000 ▼ | [ 14 ]               |
| 1930 | 41 776 000 ▲ | [ 19 ]               |
| 1934 | 36 500 000 ▼ | [ c ]                |
| 1939 | 41 300 000 ▲ | [ d ]                |
| 1945 | 28 611 000 ▼ | [ e ]                |
| 1950 | 36 588 000 ▲ | [ 20 ]               |
| 1959 | 41 869 000 ▲ | [ 20 ]               |
| 1970 | 47 127 000 ▲ | [ 20 ]               |
| 1979 | 49 609 000 ▲ | [ 20 ]               |
| 1989 | 51 452 000 ▲ | [ 20 ]               |
| 1993 | 52 244 000 ▲ | [ 20 ]               |
| 2001 | 48 457 000 ▼ | [ 20 ]               |
| 2010 | 45 963 000 ▼ | [ 20 ]               |
| 2014 | 45 426 000 ▼ |                      |
| 2018 | 44 736 804 ▼ | [ f ]                |
| 2020 | 44 264 176 ▼ | [ g ]                |

| Рік  | Позиція | Примітка                                                                                   |
| ---- | ------- | ------------------------------------------------------------------------------------------ |
| 1918 | 7 ▬     | УНР + ЗУНР + КубНР=50,23 млн осіб                                                          |
| 1950 | 14 ▼    | УРСР обійшли Індонезія, Бразилія, Велика Британія, Італія, Бангладеш, Франція та Пакистан. |
| 1955 | 14 ▬    |                                                                                            |
| 1960 | 14 ▬    |                                                                                            |
| 1965 | 15 ▼    | УРСР обійшла Нігерія.                                                                      |
| 1970 | 16 ▼    | УРСР обійшла Мексика.                                                                      |
| 1975 | 16 ▬    |                                                                                            |
| 1980 | 18 ▼    | УРСР обійшли В'єтнам і Таїланд.                                                            |
| 1985 | 19 ▼    | УРСР обійшли Філіппіни.                                                                    |
| 1990 | 22 ▼    | УРСР обійшли Єгипет, Туреччина, Іран.                                                      |
| 1995 | 23 ▼    | Україну обійшла Ефіопія.                                                                   |
| 2000 | 25 ▼    | Україну обійшли ДР Конго і М'янма.                                                         |
| 2005 | 27 ▼    | Україну обійшли Південна Корея і ПАР.                                                      |
| 2010 | 29 ▼    | Україну обійшли Колумбія, Іспанія.                                                         |
| 2015 | 32 ▼    | Україну обійшли Танзанія, Кенія і Аргентина.                                               |
| 2020 | 35 ▼    | Україну обійшли Алжир, Судан і Уганда.                                                     |

### Сучасний загальний рух

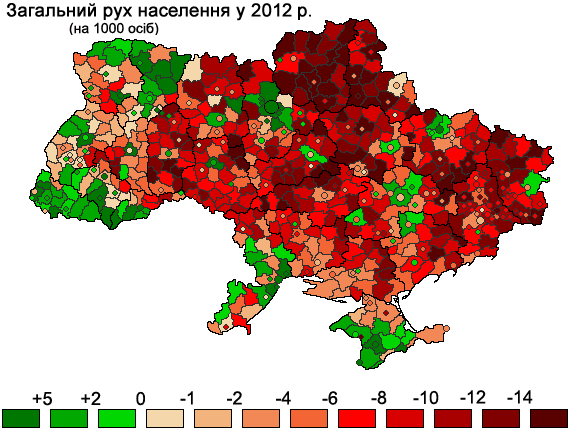
Коефіцієнти загального руху населення, 2012 рік

|                 | січень 2021 |   | січень 2022 |
| --------------- | ----------- | - | ----------- |
| Народжених      | 21 931      | ▼ | 18 062      |
| Померлих        | 57 721      | ▼ | 57 248      |
| Природний рух   | -35 790     | ▼ | -39 186     |
| Міграційний рух | 2 272       | ▲ | 2 282       |

| Рік  | Природний | Міграційний | Загальний |
| ---- | --------- | ----------- | --------- |
| 1990 | +27,6     | +78,3       | +105,9    |
| 1991 | -39,1     | +151,3      | +112,2    |
| 1992 | -100,3    | +287,8      | +187,5    |
| 1993 | -184,2    | +54,5       | -129,7    |
| 1994 | -243,1    | -142,9      | -386,0    |
| 1995 | -299,7    | -131,6      | -431,3    |
| 1996 | -309,5    | -169,2      | -478,7    |
| 1997 | -311,6    | -136,0      | -447,6    |
| 1998 | -300,7    | -152,0      | -452,7    |
| 1999 | -350,0    | -138,3      | -488,3    |
| 2000 | -373,0    | -133,6      | -506,6    |
| 2001 | -369,5    | -152,2      | -521,7    |
| 2002 | -364,2    | -33,8       | -398,0    |
| 2003 | -356,8    | -24,2       | -381,0    |
| 2004 | -334,0    | -7,6        | -341,6    |
| 2005 | -355,9    | +4,6        | -351,3    |
| 2006 | -297,7    | +14,2       | -283,5    |
| 2007 | -290,2    | +16,8       | -273,4    |
| 2008 | -243,9    | +14,9       | -229,0    |
| 2009 | -194,2    | +13,4       | -180,8    |
| 2010 | -200,5    | +16,1       | -184,4    |
| 2011 | -162,0    | +17,1       | -144,9    |
| 2012 | -142,4    | +61,8       | -80,6     |
| 2013 | -158,7    | +31,9       | -126,8    |
| 2014 | -166,8    | +22,6       | -144,2    |
| 2015 | -183,0    | +14,2       | -168,8    |
| 2016 | -186,6    | +10,6       | -176,0    |
| 2017 | -210,1    | +11,9       | -198,1    |
| 2018 | -251,8    | +18,6       | -233,2    |
| 2019 | -272,3    | +21,5       | -250,8    |
| 2020 | -323,4    | +9,3        | -314,1    |
| 2021 | -442,2    | +21,2       | -421,0    |

## Природний рух
| Рік | Чисельність населення (тис. осіб) | Живих народжень | Смертей   | Природний приріст | Природний приріст (‰) | Природний приріст (‰) | Природний приріст (‰) | Фертильність (СКН) # | Фертильність (СКН) # | Фертильність (СКН) # | Офіційних абортів |
| Рік | Чисельність населення (тис. осіб) | Живих народжень | Смертей   | Природний приріст | Народжуваність        | Смертність            | Приріст               | Загальна             | Міська               | Сільська             | Офіційних абортів |
| --- | --------------------------------- | --------------- | --------- | ----------------- | --------------------- | --------------------- | --------------------- | -------------------- | -------------------- | -------------------- | ----------------- |
| 1950 | 36 905                            | 844 585         | 315 300   | 529 300           | 22,9                  | 8,5                   | 14,3                  | 2,81                 |                      |                      |                   |
| 1951 | 37 569                            | 858 052         | 327 500   | 530 600           | 22,8                  | 8,7                   | 14,1                  |                      |                      |                      |                   |
| 1952 | 38 141                            | 846 434         | 325 700   | 520 700           | 22,2                  | 8,5                   | 13,7                  |                      |                      |                      |                   |
| 1953 | 38 678                            | 795 652         | 326 800   | 468 900           | 20,6                  | 8,4                   | 12,1                  |                      |                      |                      |                   |
| 1954 | 39 131                            | 845 128         | 318 500   | 526 600           | 21,6                  | 8,1                   | 13,5                  |                      |                      |                      |                   |
| 1955 | 39 506                            | 792 696         | 296 200   | 496 500           | 20,1                  | 7,5                   | 12,6                  | 2,70                 |                      |                      |                   |
| 1956 | 40 082                            | 822 569         | 293 000   | 529 600           | 20,5                  | 7,3                   | 13,2                  |                      |                      |                      |                   |
| 1957 | 40 800                            | 847 781         | 304 800   | 543 000           | 20,8                  | 7,5                   | 13,3                  |                      |                      |                      |                   |
| 1958 | 41 512                            | 873 483         | 286 700   | 586 800           | 21,0                  | 6,9                   | 14,1                  | 2,30                 |                      |                      |                   |
| 1959 | 42 155                            | 880 552         | 316 800   | 563 800           | 20,9                  | 7,5                   | 13,4                  | 2,29                 |                      |                      |                   |
| 1960 | 42 469                            | 878 768         | 296 171   | 582 597           | 20,7                  | 7,0                   | 13,7                  | 2,24                 |                      |                      |                   |
| 1961 | 43 097                            | 843 482         | 304 346   | 539 136           | 19,6                  | 7,1                   | 12,5                  | 2,17                 |                      |                      |                   |
| 1962 | 43 559                            | 823 151         | 331 454   | 491 697           | 18,9                  | 7,6                   | 11,3                  | 2,14                 |                      |                      |                   |
| 1963 | 44 088                            | 794 969         | 323 556   | 471 413           | 17,9                  | 7,3                   | 10,6                  | 2,06                 |                      |                      |                   |
| 1964 | 44 664                            | 741 668         | 315 340   | 426 328           | 16,5                  | 7,0                   | 9,5                   | 1,96                 |                      |                      |                   |
| 1965 | 45 133                            | 692 153         | 342 717   | 349 436           | 15,3                  | 7,6                   | 7,7                   | 1,99                 |                      |                      |                   |
| 1966 | 45 548                            | 713 492         | 344 850   | 368 642           | 15,6                  | 7,5                   | 8,1                   | 2,02                 |                      |                      |                   |
| 1967 | 45 997                            | 699 381         | 368 573   | 330 808           | 15,1                  | 8,0                   | 7,2                   | 2,01                 |                      |                      |                   |
| 1968 | 46 408                            | 693 064         | 374 440   | 318 624           | 14,9                  | 8,0                   | 6,8                   | 1,99                 |                      |                      |                   |
| 1969 | 46 778                            | 687 991         | 404 151   | 283 840           | 14,7                  | 8,6                   | 6,0                   | 2,04                 |                      |                      |                   |
| 1970 | 47 127                            | 719 213         | 418 679   | 300 534           | 15,2                  | 8,9                   | 6,4                   | 2,10                 |                      |                      | 1 130 315         |
| 1971 | 47 507                            | 736 691         | 424 717   | 311 974           | 15,4                  | 8,9                   | 6,5                   | 2,12                 |                      |                      |                   |
| 1972 | 47 903                            | 745 696         | 443 038   | 302 658           | 15,5                  | 9,2                   | 6,3                   | 2,08                 |                      |                      |                   |
| 1973 | 48 274                            | 719 560         | 449 351   | 270 209           | 14,9                  | 9,3                   | 5,6                   | 2,04                 |                      |                      |                   |
| 1974 | 48 571                            | 736 616         | 455 970   | 280 646           | 15,1                  | 9,4                   | 5,8                   | 2,04                 |                      |                      |                   |
| 1975 | 48 881                            | 738 857         | 489 550   | 249 307           | 15,1                  | 10,0                  | 5,1                   | 2,02                 |                      |                      | 1 110 223         |
| 1976 | 49 151                            | 747 069         | 500 584   | 246 485           | 15,2                  | 10,2                  | 5,0                   | 1,99                 |                      |                      |                   |
| 1977 | 49 388                            | 726 217         | 517 967   | 208 250           | 14,7                  | 10,5                  | 4,2                   | 1,94                 |                      |                      |                   |
| 1978 | 49 578                            | 732 187         | 529 681   | 202 506           | 14,7                  | 10,7                  | 4,1                   | 1,96                 |                      |                      |                   |
| 1979 | 49 755                            | 735 188         | 552 019   | 183 169           | 14,7                  | 11,1                  | 3,7                   | 1,96                 |                      |                      |                   |
| 1980 | 50 044                            | 742 489         | 568 243   | 174 246           | 14,8                  | 11,4                  | 3,5                   | 1,95                 |                      |                      | 1 197 000         |
| 1981 | 50 222                            | 733 183         | 568 789   | 164 394           | 14,6                  | 11,3                  | 3,3                   | 1,93                 |                      |                      | 1 112 734         |
| 1982 | 50 388                            | 745 591         | 568 231   | 177 360           | 14,8                  | 11,3                  | 3,5                   | 1,94                 |                      |                      | 1 131 437         |
| 1983 | 50 573                            | 807 111         | 583 496   | 223 615           | 16,0                  | 11,6                  | 4,4                   | 2,11                 |                      |                      | 1 125 686         |
| 1984 | 50 768                            | 792 035         | 610 338   | 181 697           | 15,6                  | 12,0                  | 3,6                   | 2,08                 |                      |                      | 1 127 627         |
| 1985 | 50 941                            | 762 775         | 617 548   | 145 227           | 15,0                  | 12,1                  | 2,9                   | 2,02                 |                      |                      | 1 179 000         |
| 1986 | 51 143                            | 792 574         | 565 150   | 227 424           | 15,5                  | 11,1                  | 4,4                   | 2,13                 |                      |                      | 1 166 039         |
| 1987 | 51 373                            | 760 851         | 586 387   | 174 464           | 14,8                  | 11,4                  | 3,4                   | 2,07                 |                      |                      | 1 168 136         |
| 1988 | 51 593                            | 744 056         | 600 725   | 143 331           | 14,4                  | 11,6                  | 2,8                   | 2,04                 |                      |                      | 1 080 029         |
| 1989 | 51 770                            | 690 981         | 600 590   | 90 391            | 13,3                  | 11,6                  | 1,7                   | 1,92                 | 1,78                 | 2,33                 | 1 058 414         |
| 1990 | 51 838                            | 657 202         | 629 602   | 27 600            | 12,7                  | 12,1                  | 0,6                   | 1,84                 | 1,69                 | 2,27                 | 1 019 038         |
| 1991 | 51 944                            | 630 813         | 669 960   | −39 147           | 12,1                  | 12,9                  | −0,8                  | 1,77                 | 1,61                 | 2,33                 | 957 022           |
| 1992 | 52 056                            | 596 785         | 697 110   | −100 325          | 11,4                  | 13,4                  | −2,0                  | 1,67                 | 1,48                 | 2,19                 | 932 272           |
| 1993 | 52 244                            | 557 467         | 741 662   | −184 195          | 10,7                  | 14,2                  | −3,5                  | 1,56                 | 1,37                 | 2,07                 | 860 996           |
| 1994 | 52 114                            | 521 545         | 764 669   | −243 124          | 10,0                  | 14,7                  | −4,7                  | 1,47                 | 1,28                 | 1,97                 | 798 538           |
| 1995 | 51 728                            | 492 861         | 792 587   | −299 726          | 9,6                   | 15,4                  | −5,8                  | 1,40                 | 1,22                 | 1,86                 | 740 172           |
| 1996 | 51 297                            | 467 211         | 776 717   | −309 506          | 9,2                   | 15,2                  | −6,1                  | 1,33                 | 1,16                 | 1,77                 | 687 035           |
| 1997 | 50 818                            | 442 581         | 754 151   | −311570           | 8,7                   | 14,9                  | −6,2                  | 1,27                 | 1,11                 | 1,68                 | 596 740           |
| 1998 | 50 370                            | 419 238         | 719 954   | −300 716          | 8,4                   | 14,4                  | −6,0                  | 1,20                 | 1,04                 | 1,62                 | 525 329           |
| 1999 | 49 918                            | 389 208         | 739 170   | −349 962          | 7,8                   | 14,9                  | −7,0                  | 1,12                 | 0,97                 | 1,51                 | 495 760           |
| 2000 | 49 429                            | 385 126         | 758 082   | −372 956          | 7,8                   | 15,4                  | −7,6                  | 1,11                 | 0,96                 | 1,49                 | 434 223           |
| 2001 | 48 923                            | 376 479         | 745 953   | −369 474          | 7,7                   | 15,3                  | −7,6                  | 1,085                | 0,96                 | 1,41                 | 369 750           |
| 2002 ¹ | 48 457                            | 390 687         | 754 911   | −364 224          | 8,1                   | 15,7                  | −7,6                  | 1,12                 | 1,03                 | 1,47                 | 345 967           |
| 2003 | 48 003                            | 408 591         | 765 408   | −356 817          | 8,5                   | 16,0                  | −7,5                  | 1,17                 | 1,09                 | 1,48                 | 315 835           |
| 2004 | 47 622                            | 427 259         | 761 263   | −334 004          | 9,0                   | 16,0                  | −7,0                  | 1,21                 | 1,12                 | 1,53                 | 289 065           |
| 2005 | 47 280                            | 426 085         | 781 964   | −355 879          | 9,0                   | 16,6                  | −7,6                  | 1,21                 | 1,16                 | 1,48                 | 263 950           |
| 2006 | 46 929                            | 460 368         | 758 093   | −297 725          | 9,8                   | 16,2                  | −6,4                  | 1,31                 | 1,21                 | 1,61                 | 229 618           |
| 2007 | 46 646                            | 472 657         | 762 877   | −290 220          | 10,2                  | 16,4                  | −6,2                  | 1,34                 | 1,28                 | 1,69                 | 210 454           |
| 2008 | 46 372                            | 510 588         | 754 462   | −243 874          | 11,0                  | 16,3                  | −5,3                  | 1,46                 | 1,31                 | 1,72                 | 201 087           |
| 2009 | 46 143                            | 512 526         | 706 740   | −194 214          | 11,1                  | 15,3                  | −4,2                  | 1,46                 | 1,33                 | 1,77                 | 194 845           |
| 2010 | 45 962                            | 497 689         | 698 235   | −200 546          | 10,8                  | 15,2                  | −4,4                  | 1,44                 | 1,31                 | 1,78                 | 176 774           |
| 2011 | 45 778                            | 502 595         | 664 588   | −161 993          | 11,0                  | 14,5                  | −3,5                  | 1,46                 | 1,32                 | 1,80                 | 156 193           |
| 2012 | 45 633                            | 520 704         | 663 139   | −142 435          | 11,4                  | 14,5                  | −3,1                  | 1,53                 | 1,39                 | 1,87                 | 141 396           |
| 2013 | 45 553                            | 503 656         | 662 368   | −158 712          | 11,1                  | 14,6                  | −3,5                  | 1,51                 | 1,37                 | 1,83                 |                   |
| 2014 | 45 426                            | 465 882 ³       | 632 296 ³ | −166 414 ³        | 10,8 ³                | 14,7 ³                | −3,9 ³                | 1,50 ³               | 1,35 ³               | 1,83 ³               | 70 694            |
| 2015 | 42 844 ²                          | 411 783 ³       | 594 795 ³ | −183 012 ³        | 10,7 4                | 14,9 4                | −4,2 4                | 1,51 4               | 1,39 4               | 1,71 4               |                   |
| 2016 | 42 672 ²                          | 397 039 ³       | 583 631 ³ | −186 592 ³        | 10,3 4                | 14,7 4                | −4,4 4                | 1,47 4               | 1,36 4               | 1,64 4               |                   |
| 2017 | 42 386 ²                          | 363 987 ³       | 574 123 ³ | −210 136 ³        | 9,4 4                 | 14,5 4                | −5,1 4                | 1,37 4               | 1,28 4               | 1,52 4               |                   |
| 2018 | 42 153 ²                          | 335 900 ³       | 587 700 ³ | −233 200 ³        | 8,7 4                 | 14,8 4                | −6,1 4                | 1,30 4               | 1,22 4               | 1,43 4               | 46 552            |
| 2019 | 41 902 ²                          | 308 817 ³       | 581 114 ³ | −272 297 ³        | 8,1 4                 | 14,7 4                | −6,6 4                | 1,23 4               | 1,16 4               | 1,34 4               | 74 606            |
| 2020 | 41 588 ²                          | 293 457 ³       | 616 835 ³ | −323 378 ³        | 7,8 4                 | 15,9 4                | −8,1 4                | 1,22 4               | 1,13 4               | 1,36 4               | 64 574            |
| 2021 | 41 167 ²                          | 271 983 ³       | 714 263 ³ | −442 280 ³        | 7,3 4                 | 18,5 4                | −11,2 4               | 1,16 4               | 1,08 4               | 1,29 4               |                   |
| Рік | Чисельність населення (тис. осіб) | Живих народжень | Смертей   | Природний приріст | Народжуваність        | Смертність            | Приріст               | Загальна             | Міська               | Сільська             | Офіційних абортів |
| Рік | Чисельність населення (тис. осіб) | Живих народжень | Смертей   | Природний приріст | Природний приріст (‰) | Природний приріст (‰) | Природний приріст (‰) | Фертильність (СКН) # | Фертильність (СКН) # | Фертильність (СКН) # | Офіційних абортів |
| Примітки: # На одну жінку. Чисельність населення — на 1 січня року з 1990. Червоним — убуття населення. Синім — значення на рівні відтворення населення. ¹ За даними Всеукраїнського перепису населення на 5 грудня 2001 року. ² Без урахування тимчасово окупованої території АР Крим, м. Севастополя. ³ Без урахування тимчасово окупованої території АР Крим, м. Севастополя та адміністративних даних тимчасово окупованих районів у Донецькій та Луганській областях. 4 Без урахування тимчасово окупованої території АР Крим, м. Севастополя та даних по Донецькій і Луганській областях. |                                   |                 |           |                   |                       |                       |                       |                      |                      |                      |                   |

Природний рух населення України
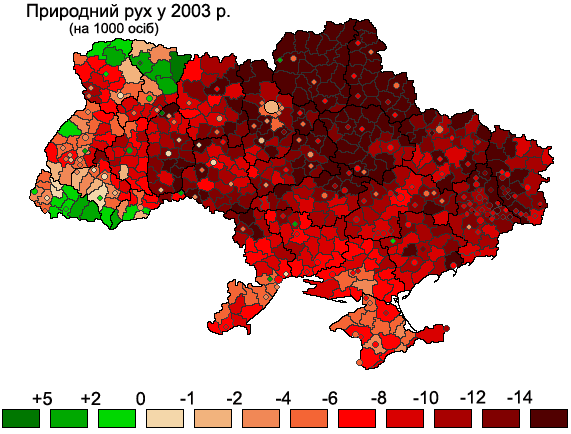
2003 рік
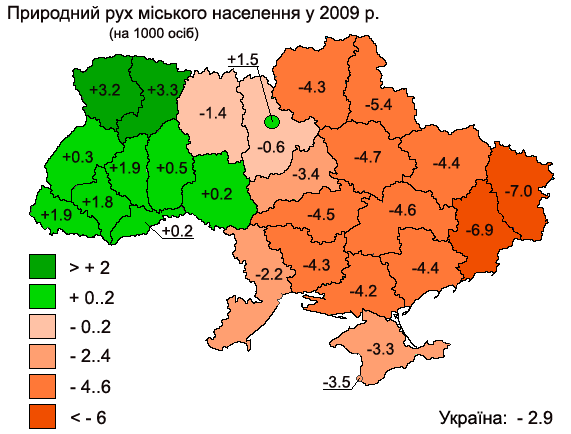
Міське населення областей, 2009 рік
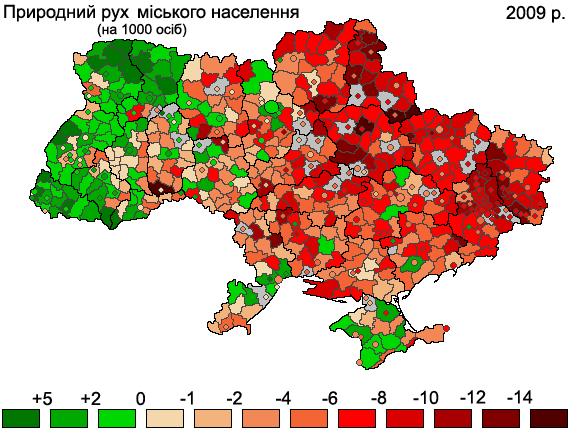
Міське населення районів, 2009 рік
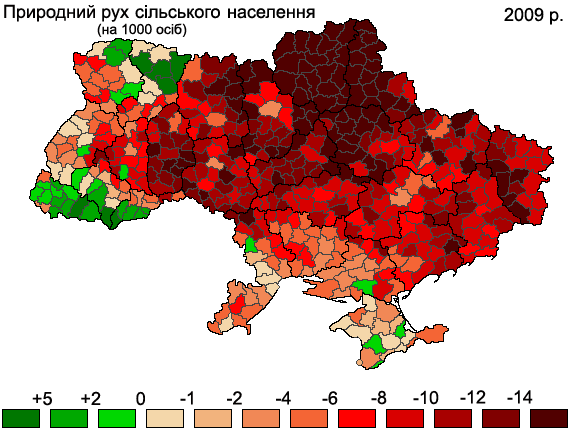
Сільське населення, 2009 рік
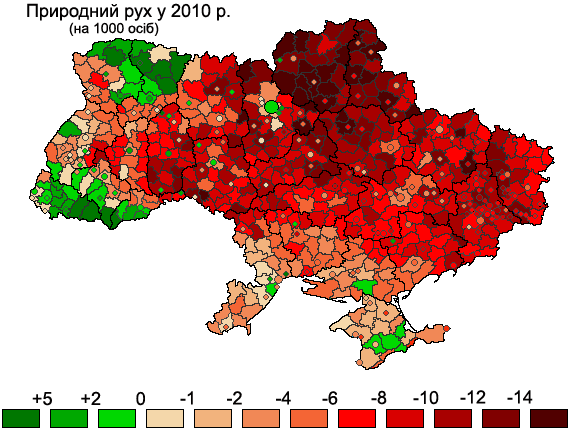
2010 рік
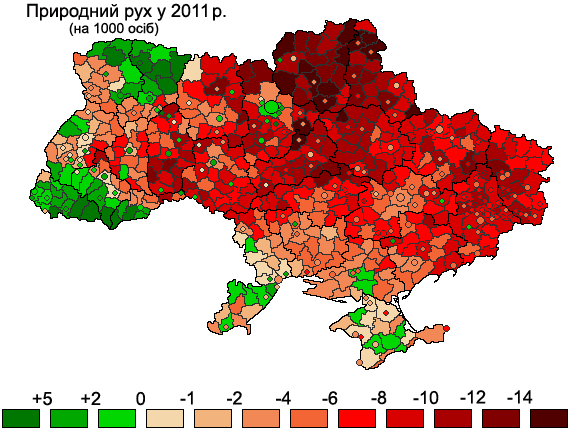
2011 рік
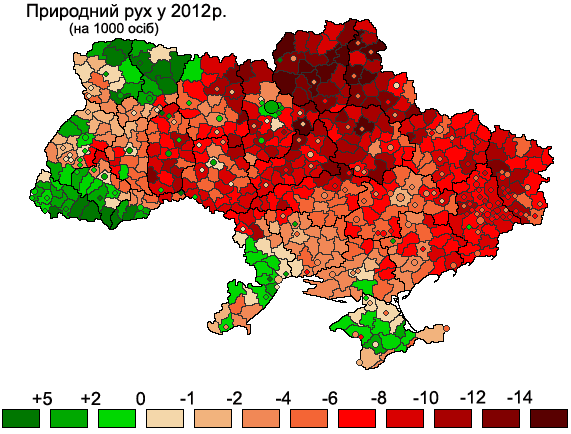
2012 рік

| Коефіцієнт природного руху населення України (на 1000 осіб)                                                                    | Коефіцієнт природного руху населення України (на 1000 осіб) | Коефіцієнт природного руху населення України (на 1000 осіб) | Коефіцієнт природного руху населення України (на 1000 осіб) | Коефіцієнт природного руху населення України (на 1000 осіб) | Коефіцієнт природного руху населення України (на 1000 осіб) | Коефіцієнт природного руху населення України (на 1000 осіб) | Коефіцієнт природного руху населення України (на 1000 осіб) | Коефіцієнт природного руху населення України (на 1000 осіб) | Коефіцієнт природного руху населення України (на 1000 осіб) | Коефіцієнт природного руху населення України (на 1000 осіб) | Коефіцієнт природного руху населення України (на 1000 осіб) | Коефіцієнт природного руху населення України (на 1000 осіб) | Коефіцієнт природного руху населення України (на 1000 осіб) | Коефіцієнт природного руху населення України (на 1000 осіб) | Коефіцієнт природного руху населення України (на 1000 осіб) | Коефіцієнт природного руху населення України (на 1000 осіб) | Коефіцієнт природного руху населення України (на 1000 осіб) |
| Рік | Рік                                                         | Рік                                                         | Рік                                                         | Рік                                                         | Рік                                                         | Рік                                                         | Рік                                                         | Рік                                                         | Рік                                                         | Рік                                                         | Рік                                                         | Рік                                                         | Рік                                                         | Рік                                                         | Рік                                                         | Рік                                                         | Рік                                                         |
| --- | ----------------------------------------------------------- | ----------------------------------------------------------- | ----------------------------------------------------------- | ----------------------------------------------------------- | ----------------------------------------------------------- | ----------------------------------------------------------- | ----------------------------------------------------------- | ----------------------------------------------------------- | ----------------------------------------------------------- | ----------------------------------------------------------- | ----------------------------------------------------------- | ----------------------------------------------------------- | ----------------------------------------------------------- | ----------------------------------------------------------- | ----------------------------------------------------------- | ----------------------------------------------------------- | ----------------------------------------------------------- |
| |                                                             |                                                             |                                                             |                                                             |                                                             |                                                             |                                                             |                                                             |                                                             |                                                             |                                                             |                                                             |                                                             |                                                             |                                                             |                                                             |                                                             |
| 1860 | 1911                                                        | 1926                                                        | 1940                                                        | 1950                                                        | 1955                                                        | 1960                                                        | 1970                                                        | 1975                                                        | 1980                                                        | 1985                                                        | 1990                                                        | 1995                                                        | 2000                                                        | 2005                                                        | 2010                                                        | 2015¹                                                       |                                                             |
| +15,0 | +17,5                                                       | +24,0                                                       | +13,0                                                       | +14,3                                                       | +12,6                                                       | +13,6                                                       | +6,4                                                        | +5,1                                                        | +3,5                                                        | +2,9                                                        | +0,5                                                        | –5,8                                                        | –7,6                                                        | –7,6                                                        | –4,4                                                        | –4,2                                                        |                                                             |
| |                                                             |                                                             |                                                             |                                                             |                                                             |                                                             |                                                             |                                                             |                                                             |                                                             |                                                             |                                                             |                                                             |                                                             |                                                             |                                                             |                                                             |
| 2019¹ |                                                             |                                                             |                                                             |                                                             |                                                             |                                                             |                                                             |                                                             |                                                             |                                                             |                                                             |                                                             |                                                             |                                                             |                                                             |                                                             |                                                             |
| –6,6 |                                                             |                                                             |                                                             |                                                             |                                                             |                                                             |                                                             |                                                             |                                                             |                                                             |                                                             |                                                             |                                                             |                                                             |                                                             |                                                             |                                                             |
| Примітки: ¹ Без урахування тимчасово окупованої території АР Крим, м. Севастополя та даних по Донецькій і Луганській областях. |                                                             |                                                             |                                                             |                                                             |                                                             |                                                             |                                                             |                                                             |                                                             |                                                             |                                                             |                                                             |                                                             |                                                             |                                                             |                                                             |                                                             |

### Народжуваність

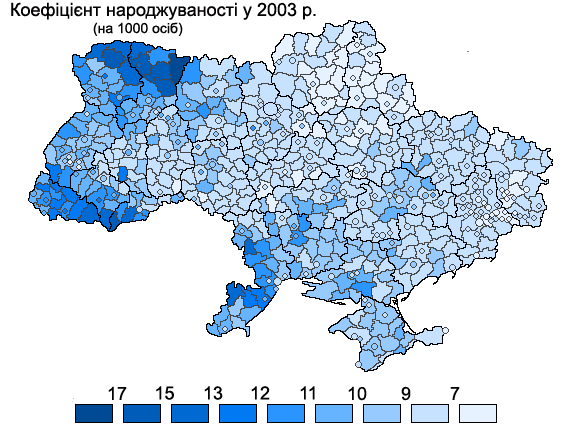
Коефіцієнт народжуваності у 2003 році

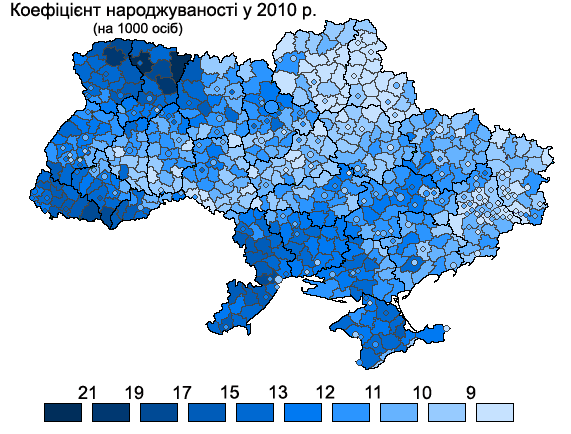
Коефіцієнт народжуваності у 2010 році

Народжуваність в Україні дорівнює 9 народжень на 1000 осіб (203-тє місце у світі) за оцінкою 2022 року, що враховує тимчасово окуповані території.
Народжуваність в Україні дорівнює 7,3 народжень на 1000 осіб у 2021 році за розрахунками Державної служби статистики України. У 2021 році в Україні народилося 271 983 дитини: 175 257 живонароджених у міській місцевості, 96 726 живонароджених у сільській місцевості.
2012 року середній коефіцієнт народжуваності становив 11,4 ‰ (народжень на 1000 осіб). Народжуваність у сільській місцевості є традиційно вищою — 12,6 ‰ проти 10,9 ‰ у міських поселеннях. Найвищий коефіцієнт народжуваності спостерігається у західних областях — Рівненській (15,9 ‰), Закарпатській (15,1 ‰), Волинській (14,8 ‰). 2012 року найбільша народжуваність в Україні була зафіксована на півночі Рівненської області: у Рокитнівському (25,8 ‰), Володимирецькому (22,5 ‰) та Березнівському (22,0 ‰) районах. Найнижчий коефіцієнт народжуваності спостерігається у північних та східних областях: Чернігівській (9,4 ‰), Луганській (9,6 ‰), Сумській (9,7 ‰), Донецькій (9,8 ‰). 2012 року найнижча народжуваність в Україні була зафіксована у деяких сільських районах лівобережних областей та в містах Донбасу (менш як 8 ‰).
| Регіон            | 1950 | 1960 | 1970 | 1990 | 2000 | 2012 | 2014 | 2019 |
| ----------------- | ---- | ---- | ---- | ---- | ---- | ---- | ---- | ---- |
| Крим              | 23,0 | 20,6 | 16,0 | 13,0 | 7,3  | 12,6 | —    | —    |
| Вінницька         | 22,4 | 19,2 | 14,2 | 12,4 | 8,4  | 11,2 | 10,9 | 7,6  |
| Волинська         | 24,7 | 25,0 | 17,9 | 15,3 | 11,2 | 14,8 | 14,1 | 10,1 |
| Дніпропетровська  | 20,4 | 20,4 | 15,1 | 12,3 | 7,1  | 11,2 | 11,1 | 7,1  |
| Донецька          | 27,1 | 21,4 | 14,0 | 10,9 | 6,1  | 9,8  | 8,2  | —    |
| Житомирська       | 26,1 | 22,3 | 15,9 | 12,9 | 8,9  | 12,2 | 12,0 | 7,9  |
| Закарпатська      | 31,4 | 27,3 | 20,7 | 16,8 | 11,5 | 15,1 | 14,6 | 10,4 |
| Запорізька        | 21,9 | 19,7 | 15,0 | 12,4 | 7,1  | 10,6 | 10,6 | 6,8  |
| Івано-Франківська | 24,3 | 24,8 | 18,2 | 15,5 | 10,3 | 12,4 | 12,2 | 8,8  |
| Київська          | 20,4 | 18,9 | 15,6 | 12,3 | 7,3  | 12,2 | 12,1 | 8,0  |
| Кіровоградська    | 21,6 | 17,1 | 14,5 | 12,6 | 7,9  | 11,0 | 10,8 | 6,8  |
| Луганська         | 26,2 | 23,5 | 14,4 | 11,6 | 6,2  | 9,6  | 5,1  | —    |
| Львівська         | 23,4 | 24,0 | 17,1 | 14,0 | 9,1  | 11,9 | 11,9 | 8,7  |
| Миколаївська      | 21,1 | 19,4 | 15,5 | 13,7 | 8,0  | 11,5 | 11,2 | 7,1  |
| Одеська           | 24,1 | 19,2 | 14,8 | 12,6 | 8,0  | 12,7 | 12,3 | 8,8  |
| Полтавська        | 18,6 | 16,3 | 13,1 | 11,8 | 7,0  | 9,9  | 10,0 | 6,5  |
| Рівненська        | 26,9 | 26,7 | 19,3 | 15,8 | 11,8 | 15,9 | 14,8 | 10,7 |
| Сумська           | 21,6 | 18,4 | 13,2 | 11,5 | 7,0  | 9,7  | 9,2  | 6,0  |
| Тернопільська     | 21,3 | 21,6 | 15,7 | 14,2 | 9,2  | 11,3 | 10,9 | 7,6  |
| Харківська        | 19,7 | 17,3 | 14,0 | 11,4 | 6,8  | 9,9  | 10,1 | 6,8  |
| Херсонська        | 20,8 | 21,4 | 16,6 | 14,3 | 8,5  | 11,7 | 11,5 | 8,1  |
| Хмельницька       | 23,4 | 19,8 | 14,8 | 12,9 | 8,5  | 11,3 | 11,2 | 7,9  |
| Черкаська         | 20,5 | 17,9 | 14,4 | 12,3 | 7,5  | 10,0 | 9,8  | 6,4  |
| Чернівецька       | 24,7 | 21,8 | 17,0 | 14,8 | 10,1 | 12,8 | 12,9 | 9,2  |
| Чернігівська      | 22,0 | 18,3 | 12,7 | 10,8 | 6,9  | 9,4  | 9,0  | 6,1  |
| Київ              |      | 17,4 | 15,9 | 12,0 | 7,3  | 12,0 | 12,1 | 11,0 |
| Севастополь       |      |      |      | 12,5 | 7,0  | 12,0 | —    | —    |
| Україна           | 22,8 | 20,5 | 15,2 | 12,6 | 7,8  | 11,4 | 11,1 | 8,1  |

#### Фертильність

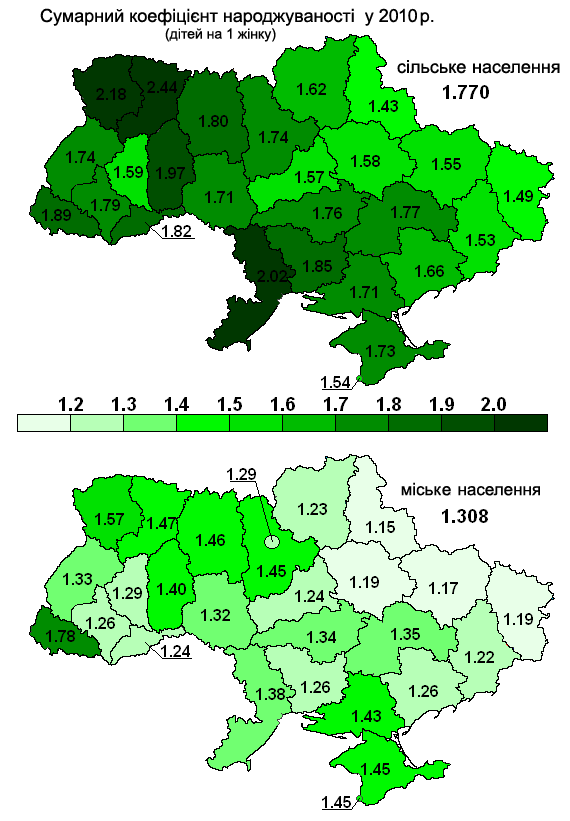
Коефіцієнт фертильності міського та сільського населення, 2010 рік

Фертильність у демографії — здатність жінки до дітонародження. Сумарний коефіцієнт народжуваності (СКН) або коефіцієнт фертильності — демографічний показник, що показує потенційну кількість народжень кожною жінкою в репродуктивному віці (15—49 років).
Коефіцієнт фертильності — 1,56 народжень у середньому на кожну жінку (193-тє місце у світі) за оцінкою 2022 року. Середній вік матері при народженні першої дитини становив 26,2 роки за оцінкою 2019 року, що враховує тимчасово окуповані території.
Коефіцієнт фертильності — 1,16 живонароджень у середньому на кожну жінку у 2021 році за розрахунками Державної служби статистики України.
У 2012 році був найвищий коефіцієнт фертильності з 1994 року — 1,53. У західних і південних областях, особливо у Волинській, Рівненській та Закарпатській, де рівень народжуваності — 1,92—2,08 народжень на 1 жінку у 2012 році, був близький до рівня відтворення населення (2,13—2,15). Найнижча фертильність традиційно характерна для областей Донбасу, Лівобережжя та міста Києва — 1,32—1,40 народжень у середньому на 1 жінку репродуктивного віку.

Коефіцієнт фертильності (кількість дітей на 1 жінку)
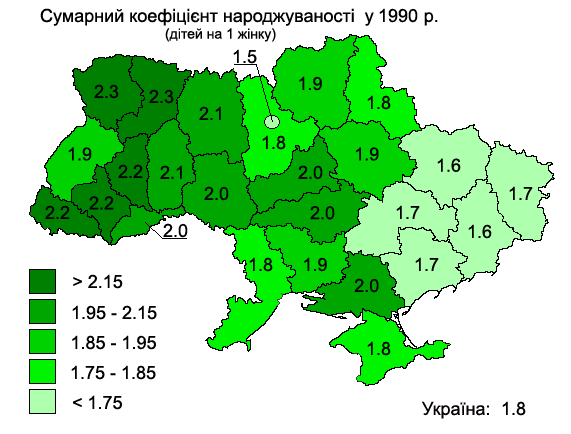
1990 рік
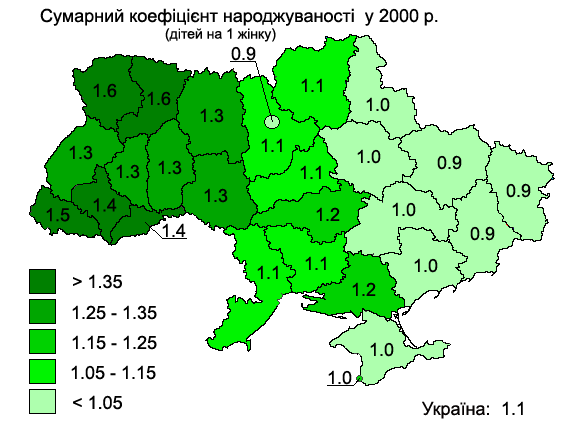
2000 рік
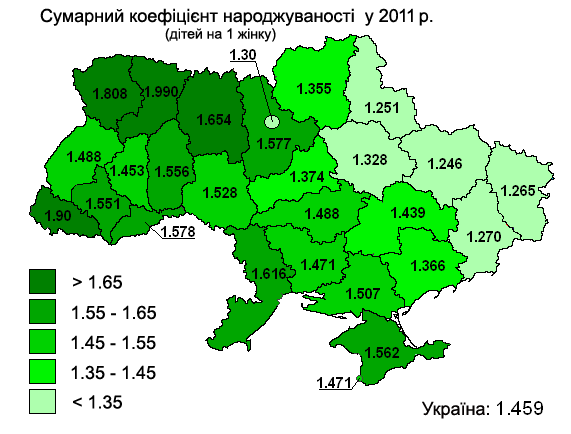
2011 рік
2020 рік¹

Примітка: ¹Здійснення розрахунку коефіцієнта є некоректним у зв'язку з відсутністю інформації по частині тимчасово окупованих територій.
| Коефіцієнт фертильності в Україні (на 1 жінку) | Коефіцієнт фертильності в Україні (на 1 жінку) | Коефіцієнт фертильності в Україні (на 1 жінку) | Коефіцієнт фертильності в Україні (на 1 жінку) | Коефіцієнт фертильності в Україні (на 1 жінку) | Коефіцієнт фертильності в Україні (на 1 жінку) | Коефіцієнт фертильності в Україні (на 1 жінку) | Коефіцієнт фертильності в Україні (на 1 жінку) | Коефіцієнт фертильності в Україні (на 1 жінку) | Коефіцієнт фертильності в Україні (на 1 жінку) | Коефіцієнт фертильності в Україні (на 1 жінку) | Коефіцієнт фертильності в Україні (на 1 жінку) | Коефіцієнт фертильності в Україні (на 1 жінку) | Коефіцієнт фертильності в Україні (на 1 жінку) | Коефіцієнт фертильності в Україні (на 1 жінку) | Коефіцієнт фертильності в Україні (на 1 жінку) | Коефіцієнт фертильності в Україні (на 1 жінку) |
| Рік | Рік                                            | Рік                                            | Рік                                            | Рік                                            | Рік                                            | Рік                                            | Рік                                            | Рік                                            | Рік                                            | Рік                                            | Рік                                            | Рік                                            | Рік                                            | Рік                                            | Рік                                            | Рік                                            |
| --- | ---------------------------------------------- | ---------------------------------------------- | ---------------------------------------------- | ---------------------------------------------- | ---------------------------------------------- | ---------------------------------------------- | ---------------------------------------------- | ---------------------------------------------- | ---------------------------------------------- | ---------------------------------------------- | ---------------------------------------------- | ---------------------------------------------- | ---------------------------------------------- | ---------------------------------------------- | ---------------------------------------------- | ---------------------------------------------- |
| |                                                |                                                |                                                |                                                |                                                |                                                |                                                |                                                |                                                |                                                |                                                |                                                |                                                |                                                |                                                |                                                |
| 1913 | …                                              | 1925                                           | 1927                                           | 1929                                           | …                                              | 1950                                           | 1951                                           | 1952                                           | 1953                                           | 1954                                           | 1955                                           | 1956                                           | 1957                                           | 1958                                           | 1959                                           | 1960                                           |
| 6,00 | …                                              | 5,39                                           | 4,96                                           | 4,24                                           | …                                              | 2,81                                           | 2,76                                           | 2,64                                           | 2,41                                           | 2,48                                           | 2,70                                           | 2,29                                           | 2,29                                           | 2,30                                           | 2,29                                           | 2,24                                           |
| |                                                |                                                |                                                |                                                |                                                |                                                |                                                |                                                |                                                |                                                |                                                |                                                |                                                |                                                |                                                |                                                |
| 1961 | 1962                                           | 1963                                           | 1964                                           | 1965                                           | 1966                                           | 1967                                           | 1968                                           | 1969                                           | 1970                                           | 1971                                           | 1972                                           | 1973                                           | 1974                                           | 1975                                           | 1976                                           | 1977                                           |
| 2,17 | 2,14                                           | 2,06                                           | 1,96                                           | 1,99                                           | 2,02                                           | 2,01                                           | 1,99                                           | 2,04                                           | 2,10                                           | 2,12                                           | 2,08                                           | 2,04                                           | 2,04                                           | 2,02                                           | 1,99                                           | 1,94                                           |
| |                                                |                                                |                                                |                                                |                                                |                                                |                                                |                                                |                                                |                                                |                                                |                                                |                                                |                                                |                                                |                                                |
| 1978 | 1979                                           | 1980                                           | 1981                                           | 1982                                           | 1983                                           | 1984                                           | 1985                                           | 1986                                           | 1987                                           | 1988                                           | 1989                                           | 1990                                           | 1991                                           | 1992                                           | 1993                                           | 1994                                           |
| 1,96 | 1,96                                           | 1,95                                           | 1,93                                           | 1,94                                           | 2,11                                           | 2,08                                           | 2,02                                           | 2,13                                           | 2,07                                           | 2,04                                           | 1,92                                           | 1,85                                           | 1,77                                           | 1,67                                           | 1,56                                           | 1,47                                           |
| |                                                |                                                |                                                |                                                |                                                |                                                |                                                |                                                |                                                |                                                |                                                |                                                |                                                |                                                |                                                |                                                |
| 1995 | 1996                                           | 1997                                           | 1998                                           | 1999                                           | 2000                                           | 2001                                           | 2002                                           | 2003                                           | 2004                                           | 2005                                           | 2006                                           | 2007                                           | 2008                                           | 2009                                           | 2010                                           | 2011                                           |
| 1,40 | 1,36                                           | 1,27                                           | 1,21                                           | 1,13                                           | 1,12                                           | 1,08                                           | 1,10                                           | 1,17                                           | 1,22                                           | 1,21                                           | 1,31                                           | 1,35                                           | 1,46                                           | 1,47                                           | 1,44                                           | 1,46                                           |
| |                                                |                                                |                                                |                                                |                                                |                                                |                                                |                                                |                                                |                                                |                                                |                                                |                                                |                                                |                                                |                                                |
| 2012 | 2013                                           | 2014¹                                          | 2015²                                          | 2016²                                          | 2017²                                          | 2018²                                          | 2019²                                          | 2020²                                          | 2021²                                          |                                                |                                                |                                                |                                                |                                                |                                                |                                                |
| 1,53 | 1,51                                           | 1,50                                           | 1,51                                           | 1,47                                           | 1,37                                           | 1,30                                           | 1,23                                           | 1,22                                           | 1,16                                           |                                                |                                                |                                                |                                                |                                                |                                                |                                                |
| |                                                |                                                |                                                |                                                |                                                |                                                |                                                |                                                |                                                |                                                |                                                |                                                |                                                |                                                |                                                |                                                |
| Примітки: ¹ Без урахування тимчасово окупованої території АР Крим, м. Севастополя та адміністративних даних частини тимчасово окупованих територій у Донецькій та Луганській областях. ² Без урахування тимчасово окупованої території АР Крим, м. Севастополя та даних по Донецькій і Луганській областях. |                                                |                                                |                                                |                                                |                                                |                                                |                                                |                                                |                                                |                                                |                                                |                                                |                                                |                                                |                                                |                                                |

#### Планування сім'ї
Рівень застосування контрацепції 65,4 % (станом на 2012 рік). Позашлюбна народжуваність 2011 року серед міського населення становила 21,1 %, серед сільського — 23,3 %. Кількість абортів в Україні останні півстоліття невпинно знижується, особливо сильно за часів незалежності, що пов'язане з підвищеним рівнем обізнаності про сімейне планування і контрацепцію, а також доступністю різноманітних засобів останньої в порівнянні з радянськими часами. Так 1960 року в Україні було здійснено 1,2 мільйон абортів, 1980 року — 1,1 мільйон, 1990 року — 1 мільйон, 2000 року — 0,4 млн, а 2010 року лише 0,18 млн.

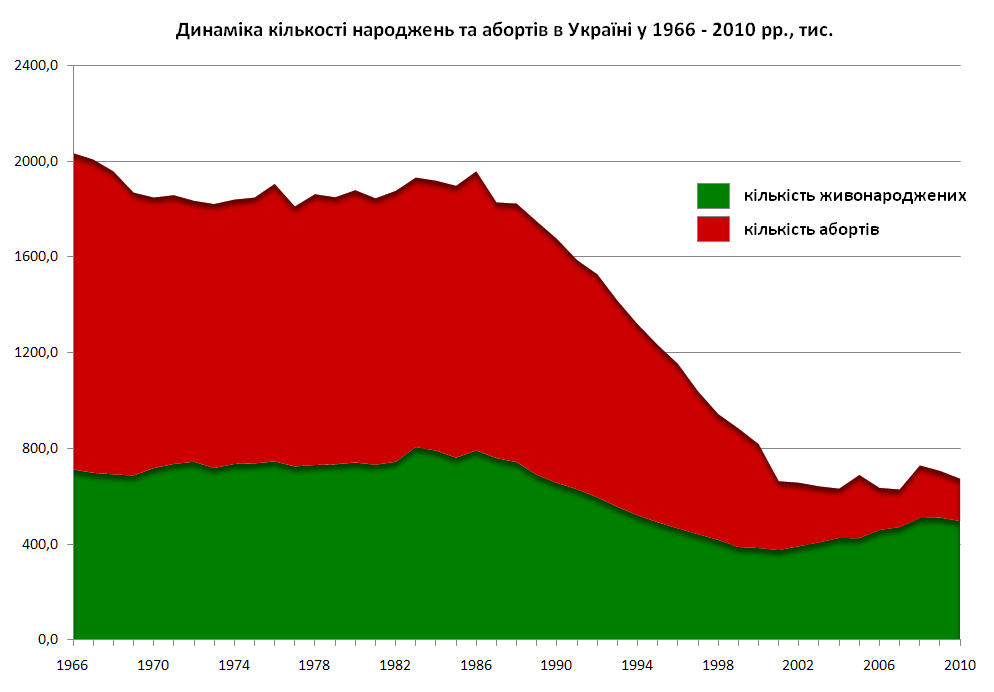
Народження й аборти в Україні у 1966—2010 роках
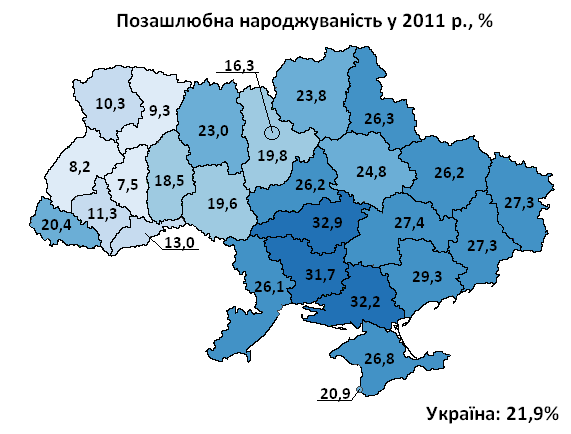
Позашлюбна народжуваність, 2011 рік

| 1960 | 1966 | 1970 | 1975 | 1980 | 1985 | 1990 | 1995 | 1997 | 2000 | 2002 | 2004 | 2006 | 2008 | 2010 |
| ---- | ---- | ---- | ---- | ---- | ---- | ---- | ---- | ---- | ---- | ---- | ---- | ---- | ---- | ---- |
| 138  | 185  | 157  | 150  | 153  | 149  | 155  | 150  | 135  | 113  | 68   | 48   | 38   | 43   | 36   |

#### Історична динаміка
До 1860—1870-х років українські землі характеризувалися традиційним типом народжуваності, яка була надзвичайно високою. У 1859—1863 роках становила приблизно 50 ‰ (50 народжень на 1000 осіб), тоді як у західноєвропейських державах народжуваність була значно нижчою — 40 ‰ в Австрії та Пруссії, 35—36 ‰ в Італії та Великій Британії, 32—33 ‰ у Швеції та Норвегії й тільки 27 ‰ у Франції. Найбільшою народжуваність була у лівобережних і степових губерніях (50—55 народжень на 1000 осіб). Дещо нижчою (45—47 ‰) була в правобережних губерніях, серед населення яких більший відсоток становили євреї, поляки, німці та інші народи з нижчими показниками народжуваності. З цієї ж причини нижчою була народжуваність і на території Західної України у складі Австро-Угорщини.
Економічне зростання та швидка урбанізація наприкінці XIX століття призводили до поступового зменшення народжуваності, хоча абсолютна кількість народжень постійно зростала. З 1860 по 1913 кількість народжень збільшилась більше ніж вдвічі. У 1906 році на українських землях народилося приблизно 1 мільйон 460 тисяч дітей, з них 1 мільйон 243,3 тисячі в межах губерній Російської імперії і 210—220 тисяч — в Австро-Угорщині. До 1911 року кількість народжень в російській частині збільшилася — до 1 мільйона 260,0 тисяч, хоча коефіцієнт народжуваності зменшився — з 44 до 40 живонароджень на 1000 осіб. Кількість народжень на західноукраїнських землях майже не змінювалась через велику перенаселеність та еміграцію.
| Рік  | Кількість народжень | Коефіцієнт народжуваності | Коефіцієнт фертильності |
| ---- | ------------------- | ------------------------- | ----------------------- |
| 1860 | —                   | ~50,0                     | —                       |
| 1896 | —                   | ~47,5                     | —                       |
| 1906 | —                   | ~44,0                     | —                       |
| 1913 | ~1500,0             | ~40,0                     | ~6,00                   |
| 1925 | ~1400,0             | ~38,0                     | 5,39                    |
| 1940 | ~1100,0             | 27,3                      | —                       |
| 1950 | 841,4               | 22,8                      | 2,81                    |
| 1955 | 790,1               | 20,0                      | —                       |
| 1960 | 870,6               | 20,5                      | 2,24                    |
| 1965 | 690,5               | 15,3                      | —                       |
| 1970 | 716,3               | 15,2                      | 2,10                    |
| 1975 | 738,1               | 15,1                      | —                       |
| 1980 | 740,6               | 14,8                      | 1,95                    |
| 1985 | 764,2               | 15,0                      | —                       |
| 1990 | 657,2               | 12,7                      | 1,84                    |
| 1995 | 492,9               | 9,6                       | 1,33                    |
| 2000 | 385,1               | 7,8                       | 1,11                    |
| 2005 | 428,3               | 9,0                       | 1,22                    |
| 2010 | 497,7               | 15,2                      | 1,44                    |
| 2015 | 411,8               | 10,7                      | 1,50                    |
| 2020 | 293,5               | 7,8                       | 1,22                    |

Попри значне скорочення коефіцієнту народжуваності (приблизно з 50 ‰ до 40 ‰ за 1860—1910 роки), розрив у народжуваності між українськими землями та європейськими країнами збільшився. У 1911—1914 роках народжуваність у Німеччині становила 28 ‰, Швеції й Великій Британії — 24 ‰, у Франції тільки 19 ‰. Найбільша народжуваність 1911 року, як і в середині XIX століття спостерігалася у південно-східних губерніях — Катеринославській (51,3 ‰), Харківській (45,6 ‰). Найнижчою вона була у Чернігівській (37,7 ‰), Полтавській (36,9 ‰), Волинській (37,7 ‰) та Подільській (31,1 ‰), в яких проживала значна кількість народів з порівняно низькою народжуваністю (у 1910 році в губерніях європейської частини імперії народжуваність серед православних і мусульман становила 47,1 ‰, католиків — 30,5 ‰, а серед протестантів та євреїв тільки 22,3 ‰ і 21,7 ‰ відповідно).
Перша світова війна, громадянська війна призвели до катастрофічного зниження народжуваності, яка у 1919 році зменшилась на третину порівняно з 1913 роком. Довоєнний рівень народжуваності відновився у 1925 році, але з кінця 20-х років знову почав знижуватися. Коефіцієнт фертильності в УРСР за 1925—1929 роки зменшився з 5,4 до 4,2 живонароджень у середньому кожною жінкою упродовж репродуктивного віку і продовжував зменшуватись. У 1958–1959 сумарний коефіцієнт народжуваності в УРСР (2,3) був одним з найнижчих у СРСР і за цим показником поступався всім республікам, за винятком Латвії (1,94) та Естонії (1,95). У 1963 році коефіцієнт фертильності опустився нижче рівня відтворення населення (2,06) і 1990 року знизився до 1,85.
У 1990-ті роки спад народжуваності значно прискорився і на початку XXI століття коефіцієнт народжуваності в Україні став одним із найнижчих у Європі (7,7 ‰ у 2001). З 2001 року народжуваність почала збільшуватися, через збільшення кількості жінок репродуктивного віку. За 2001—2009 кількість народжень збільшилась на 36 % і перевищила рівень 1995 року. На 34 % збільшився і коефіцієнт фертильності, досягнувши у 2008 році майже 1,5 живонароджень у середньому кожною жінкою репродуктивного віку.
У 2008—2009 роках сумарний коефіцієнт народжуваності в Україні становив у середньому 1,46 народжень на кожну жінку. Традиційно він є вищим у сільського населення (1,8 проти 1,3 у міського). У порівнянні з 1988—1989 роками коефіцієнт фертильності скоротився більш ніж на 20 % — з 1,9. Найбільше скорочення (близько 30 %) було характерне для міського населення. У сільського населення сумарний коефіцієнт народжуваності скоротився приблизно на 20 %. Найвищий сумарний коефіцієнт народжуваності спостерігається у сільського населення Рівненської (2,5), Волинської (2,2), Одеської (2,0) областей. Найнижчий рівень народжуваності (1,2) характерний для міського населення Луганської, Сумської, Харківської, Полтавської, Черкаської, Чернівецької областей.

### Смертність
Смертність в Україні 2017 року становила 14,4 ‰ (5-те місце у світі). 2013 року в Україні померло 662 368 осіб, що становить 14,6 випадків на 1000 осіб. У порівнянні з 2012 роком кількість померлих зменшилась на 0,1 %, у порівнянні з 2005 роком, коли був зафіксований найбільший пік смертності з 1995 року — на 15,3 %. У регіонах показник смертності коливався від 9,9 на 1000 осіб у Києві до 18,7 ‰ у Чернігівській області. Найвищі показники смертності характерні для північно-східних районів Чернігівської та Сумської областей, де найбільш виражений процес старіння населення і де коефіцієнт смертності перевищує 25 померлих на 1000 осіб. Смертність сільського населення перевищує смертність міського населення. 2012 року середній коефіцієнт смертності у містах був на рівні 13,1 випадків на 1000 осіб (від 9,5 у Рівненській області до 15,8 у Донецькій), тоді як у селах коефіцієнт смертності дорівнював 17,7 смертей на 1000 осіб, від 12,1 ‰ у Закарпатській області до понад 27,2 ‰ у Чернігівській області. Найнижча смертність (менше 7—8 випадків на 1000 осіб) традиційно фіксується у містах Вараш, Теплодар, Нетішин, Південноукраїнськ, Енергодар, які характеризуються молодою структурою населення.

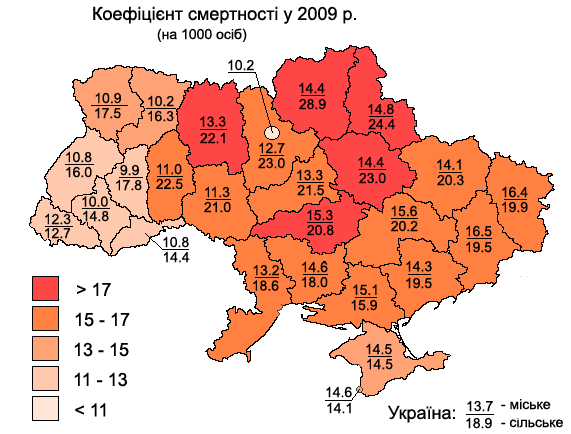
Смертність міського/сільського населення, 2009 рік
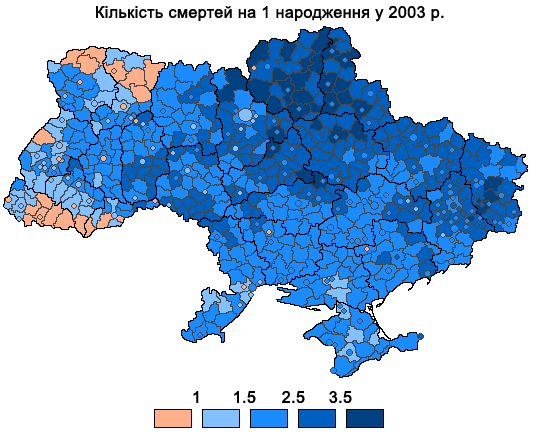
Кількість смертей на 1 народження у районах та містах, 2003 рік
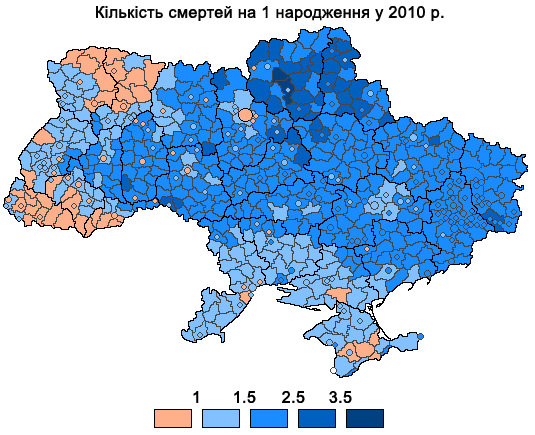
Кількість смертей на 1 народження у районах та містах, 2010 рік
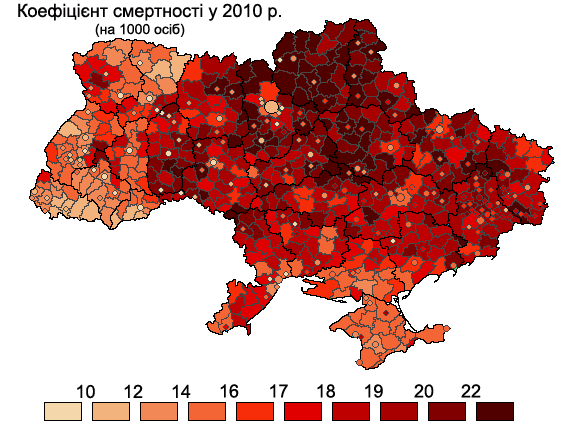
Коефіцієнт смертності у районах та містах, 2010 рік

| Рік | Загалом  | Коефіцієнт смертності (‰) | Померло дітей у віці до 1 року | Коефіцієнт смертності дітей (‰) |
| --- | -------- | ------------------------- | ------------------------------ | ------------------------------- |
| 1990 | 629 602  | 12,1                      | 8 525                          | 12,8                            |
| 1991 | 669 960  | 12,9                      | 8 831                          | 13,9                            |
| 1992 | 697 110  | 13,3                      | 8 429                          | 14,0                            |
| 1993 | 741 662  | 14,2                      | 8 431                          | 14,9                            |
| 1994 | 764 669  | 14,7                      | 7 683                          | 14,5                            |
| 1995 | 792 587  | 15,4                      | 7 314                          | 14,7                            |
| 1996 | 776 717  | 15,2                      | 6 779                          | 14,3                            |
| 1997 | 754 151  | 14,9                      | 6 282                          | 14,0                            |
| 1998 | 719 954  | 14,4                      | 5 423                          | 12,8                            |
| 1999 | 739 170  | 14,9                      | 5 065                          | 12,8                            |
| 2000 | 758 082  | 15,4                      | 4 606                          | 11,9                            |
| 2001 | 745 952  | 15,3                      | 4 283                          | 11,3                            |
| 2002 | 754 911  | 15,7                      | 4 023                          | 10,3                            |
| 2003 | 765 408  | 16,0                      | 3 882                          | 9,6                             |
| 2004 | 761 261  | 16,0                      | 4 024                          | 9,5                             |
| 2005 | 781 961  | 16,6                      | 4 259                          | 10,0                            |
| 2006 | 758 092  | 16,2                      | 4 433                          | 9,8                             |
| 2007 | 762 877  | 16,4                      | 5 188                          | 11,0                            |
| 2008 | 754 460  | 16,3                      | 5 049                          | 10,0                            |
| 2009 | 706 739  | 15,3                      | 4 801                          | 9,4                             |
| 2010 | 698 235  | 15,2                      | 4 564                          | 9,1                             |
| 2011 | 664 588  | 14,5                      | 4 511                          | 9,0                             |
| 2012 | 663 139  | 14,5                      | 4 371                          | 8,4                             |
| 2013 | 662 368  | 14,6                      | 4 030                          | 7,9                             |
| 2014 | 632 667¹ | 14,7¹                     | 3603¹                          | 7,7¹                            |
| 2015 | 594 796¹ | 14,9²                     | 3318¹                          | 7,9²                            |
| 2016 | 583 631¹ | 14,7²                     | 2955¹                          | 7,4²                            |
| 2017 | 574 123¹ | 14,5²                     | 2786¹                          | 7,6²                            |
| 2018 | 587 665¹ | 14,8²                     | 2397¹                          | 7,0²                            |
| 2019 | 581 114¹ | 14,7²                     | 2189¹                          | 7,0²                            |
| 2020 | 616 835¹ | 15,9²                     | 1988¹                          | 6,7²                            |
| Примітки: ¹ Без урахування тимчасово окупованої території АР Крим, м. Севастополя та частини тимчасово окупованих територій у Донецькій та Луганській областях. ² Без урахування тимчасово окупованої території АР Крим, м. Севастополя та даних по Донецькій і Луганській областях. |          |                           |                                |                                 |

| Коефіцієнт смертності (на 1000 осіб)                                                                                           | Коефіцієнт смертності (на 1000 осіб) | Коефіцієнт смертності (на 1000 осіб) | Коефіцієнт смертності (на 1000 осіб) | Коефіцієнт смертності (на 1000 осіб) | Коефіцієнт смертності (на 1000 осіб) | Коефіцієнт смертності (на 1000 осіб) | Коефіцієнт смертності (на 1000 осіб) | Коефіцієнт смертності (на 1000 осіб) | Коефіцієнт смертності (на 1000 осіб) | Коефіцієнт смертності (на 1000 осіб) | Коефіцієнт смертності (на 1000 осіб) | Коефіцієнт смертності (на 1000 осіб) | Коефіцієнт смертності (на 1000 осіб) | Коефіцієнт смертності (на 1000 осіб) | Коефіцієнт смертності (на 1000 осіб) | Коефіцієнт смертності (на 1000 осіб) | Коефіцієнт смертності (на 1000 осіб) |
| Рік | Рік                                  | Рік                                  | Рік                                  | Рік                                  | Рік                                  | Рік                                  | Рік                                  | Рік                                  | Рік                                  | Рік                                  | Рік                                  | Рік                                  | Рік                                  | Рік                                  | Рік                                  | Рік                                  | Рік                                  |
| --- | ------------------------------------ | ------------------------------------ | ------------------------------------ | ------------------------------------ | ------------------------------------ | ------------------------------------ | ------------------------------------ | ------------------------------------ | ------------------------------------ | ------------------------------------ | ------------------------------------ | ------------------------------------ | ------------------------------------ | ------------------------------------ | ------------------------------------ | ------------------------------------ | ------------------------------------ |
| |                                      |                                      |                                      |                                      |                                      |                                      |                                      |                                      |                                      |                                      |                                      |                                      |                                      |                                      |                                      |                                      |                                      |
| 1860 | 1878                                 | 1898                                 | 1911                                 | 1926                                 | 1940                                 | 1950                                 | 1955                                 | 1960                                 | 1965                                 | 1970                                 | 1975                                 | 1980                                 | 1985                                 | 1990                                 | 1995                                 | 2000                                 | 2005                                 |
| 33,0 | 32,0                                 | 28,0                                 | 23,0                                 | 18,1                                 | 14,3                                 | 8,5                                  | 7,4                                  | 6,9                                  | 7,6                                  | 8,9                                  | 10,0                                 | 11,4                                 | 12,1                                 | 12,1                                 | 15,4                                 | 15,4                                 | 16,6                                 |
| |                                      |                                      |                                      |                                      |                                      |                                      |                                      |                                      |                                      |                                      |                                      |                                      |                                      |                                      |                                      |                                      |                                      |
| 2010 | 2015¹                                | 2020¹                                |                                      |                                      |                                      |                                      |                                      |                                      |                                      |                                      |                                      |                                      |                                      |                                      |                                      |                                      |                                      |
| 15,2 | 14,9                                 | 15,9                                 |                                      |                                      |                                      |                                      |                                      |                                      |                                      |                                      |                                      |                                      |                                      |                                      |                                      |                                      |                                      |
| Примітки: ¹ Без урахування тимчасово окупованої території АР Крим, м. Севастополя та даних по Донецькій і Луганській областях. |                                      |                                      |                                      |                                      |                                      |                                      |                                      |                                      |                                      |                                      |                                      |                                      |                                      |                                      |                                      |                                      |                                      |

| Захворювання                        | Кількість смертей (тис.) | %     |
| ----------------------------------- | ------------------------ | ----- |
| Серцево-судинна система (I00-I99)   | 425,6                    | 67,3  |
| Новоутворення (C00-D48)             | 83,9                     | 13,3  |
| Зовнішні причини смерті (V01-Y98)   | 40,1                     | 6,3   |
| Органи травлення (K00-K93)          | 25,2                     | 4,0   |
| Органи дихання (J00-J99)            | 14,8                     | 2,3   |
| Інфекційні та паразитарні (A00-B99) | 11,0                     | 1,7   |
| Інші                                | 31,7                     | 5,0   |
| Загалом                             | 632,3                    | 100,0 |

#### Дитяча смертність
Смертність немовлят, до 1 року, становила 7,33 на 1000 живонароджених: хлопчиків — 8,26 ‰, дівчаток — 6,33 ‰ (157-ме місце у світі), за оцінкою 2022 року, що враховує тимчасово окуповані території.
Смертність немовлят, до 1 року, становила 7,2 на 1000 живонароджених у 2021 році за розрахунками Державної служби статистики України.
Висока смертність серед дітей була головною причиною надвисокої смертності серед населення в Російській імперії. У 1867–1881 році 58 % всіх смертей припадало на дітей у віці до 5 років, тоді як на осіб після 55 років припадало лише 16 % смертей. Особливо високою була смертність серед дітей до 1 року. По 50 губерніях європейської частини Російської імперії у 1867—1910 вона становила близько 260 випадків на 1000 живонароджених. В українських губерніях ситуації з дитячою смертністю була дещо кращою. Так, у 1867–1881 найбільша смертність серед дітей серед українських губерній спостерігалась у Чернігівській (216 на 1000) і Харківській губерніях (205), а найнижча — у Катеринославській (152) та Таврійській (160). В середньому по губерніях європейської частини Російської імперії вона становила 271 на 1000 і збільшувалась із заходу на схід — від 150 у прибалтійських губерніях до 350 у нечорноземних великоросійських губерніях.
| 1898 | 1908 | 1925 | 1960 | 1965 | 1970 | 1975 | 1980 | 1985 | 1990 | 1995 | 2000 | 2005 | 2010 | 2015 | 2020 |
| ---- | ---- | ---- | ---- | ---- | ---- | ---- | ---- | ---- | ---- | ---- | ---- | ---- | ---- | ---- | ---- |
| 235  | 192  | 146  | 30   | 20   | 17   | 20   | 17   | 16   | 13   | 15   | 12   | 10   | 9,1  | 7,9  | 6,7  |

## Вікова структура

Анімована статево-вікова піраміда українського населення з 1989 року

Середній вік населення України становить 41.2 рік (45-те місце у світі): для чоловіків — 38.2 років, для жінок — 44.3 роки, за оцінкою 2020 року, що враховує тимчасово окуповані території.
На 1 січня 2022 року середній вік населення України становить 42,2 роки: чоловіки — 39,4 років, жінки — 44,7 роки.
Для сучасної демографічної ситуації характерне поступове старіння населення України. Внаслідок постійного зниження народжуваності впродовж останнього століття частка дітей знизилась з приблизно 40 % на початку XX століття до 15 % на початку XXI століття. Частка працездатного населення змінювалася повільно і коливалась у межах 60—62 %. Натомість, зі збільшенням тривалості життя і зниженням смертності, спостерігалося зростання частки населення віком за 60 років  — від 3—4 % на початку XX століття до 21 % на початку XXI століття.

Статево-вікові піраміди населення України
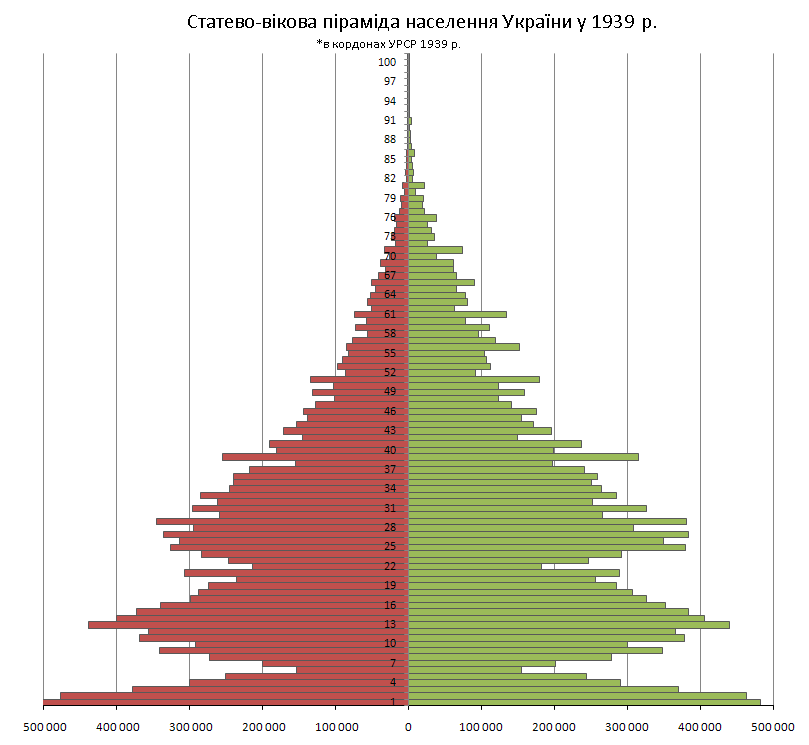
1939 рік
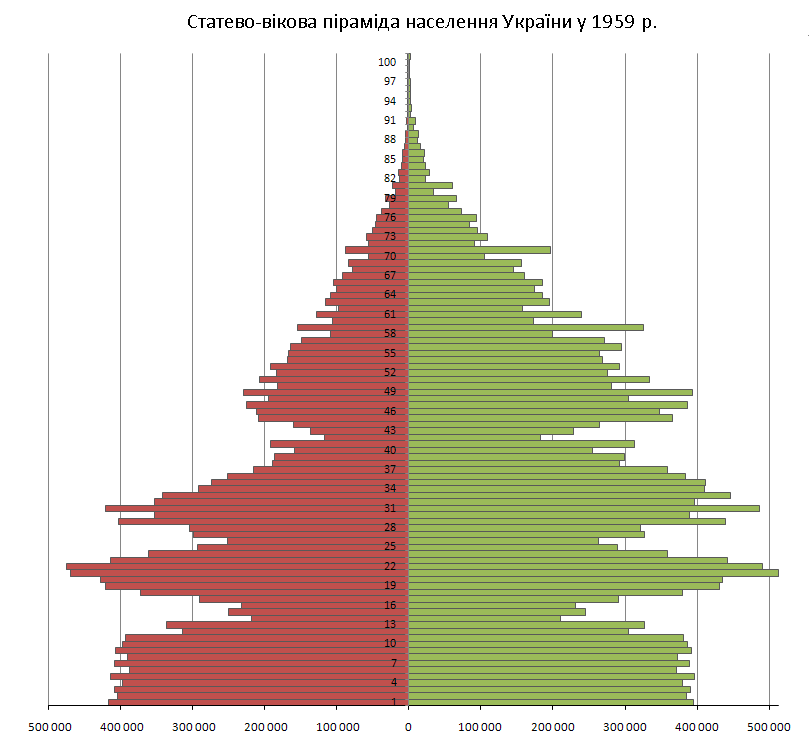
1959 рік
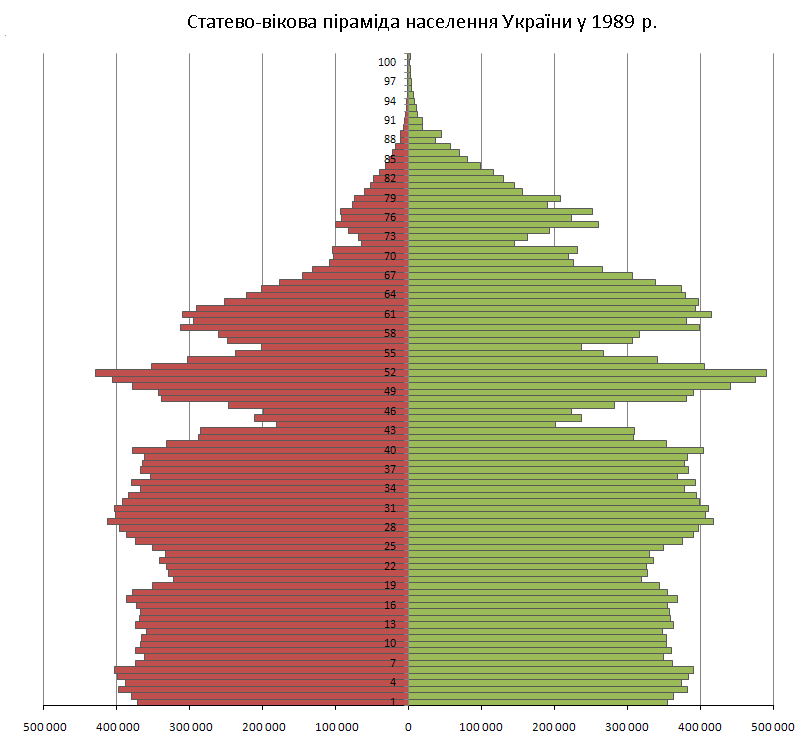
1989 рік
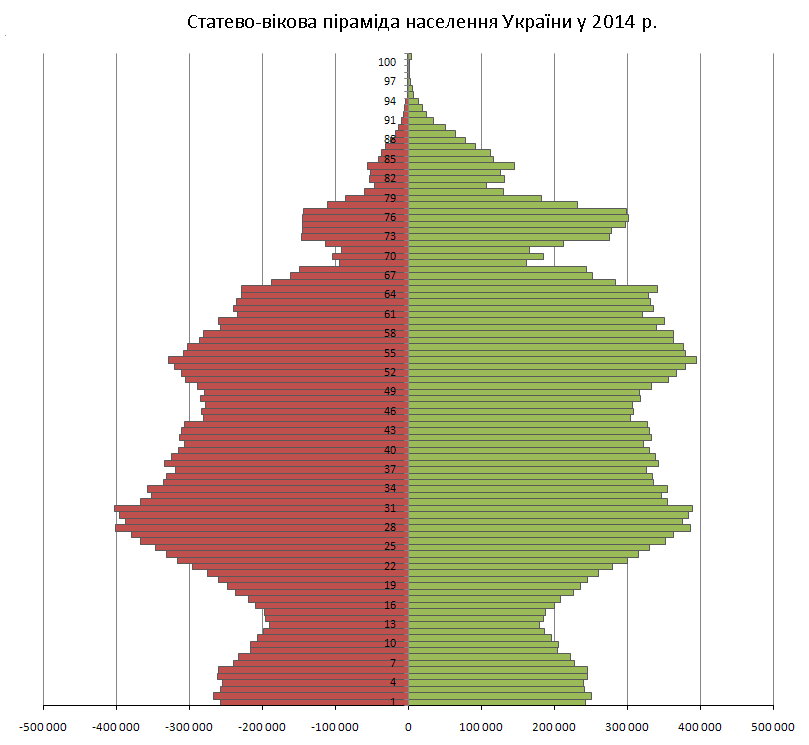
2013 рік

Вікова структура населення України має такий вигляд:

за оцінкою 2020 року, що враховує тимчасово окуповані території,
- діти віком до 14 років — 16.16 % (3 658 127 чоловіків, 3 438 887 жінок);
- молодь віком 15—24 роки — 9.28 % (2 087 185 чоловіків, 1 987 758 жінок);
- дорослі віком 25—54 роки — 43.66 % (9 456 905 чоловіків, 9 718 758 жінок);
- особи передпохилого віку (55—64 роки) — 13.87 % (2 630 329 чоловіків, 3 463 851 жінка);
- особи похилого віку (65 років і старіші) — 17.03 % (2 523 600 чоловіків, 4 957 539 жінок)[2];

на 1 січня 2022 року за розрахунками Державної служби статистики України
- діти віком до 14 років — 14,93 %;
- дорослі віком 15—64 роки — 67,43 %;
- особи похилого віку (65 років і старіші) — 17,64 % [1].

В Україні спостерігаються відмінності у віковій структурі населення між різними регіонами. Станом на 1 січня 2009 року найбільш молоде населення було характерне для Закарпатської (середній вік — 36,2 років), Рівненської (36,7), Волинської (37,3) областей. Закарпатська та Рівненська області — єдині в Україні, в яких кількість дітей до 15 років перевищує кількість осіб, старшого за працездатний вік. Найстаріше населення — у Чернігівській області (середній вік 42,7 роки), Донецькій, Сумській (41,7), Луганській (41,6).

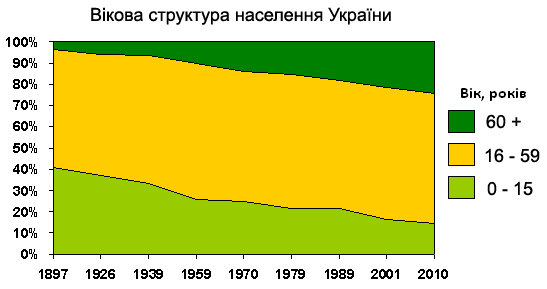
Динаміка вікової структури населення України
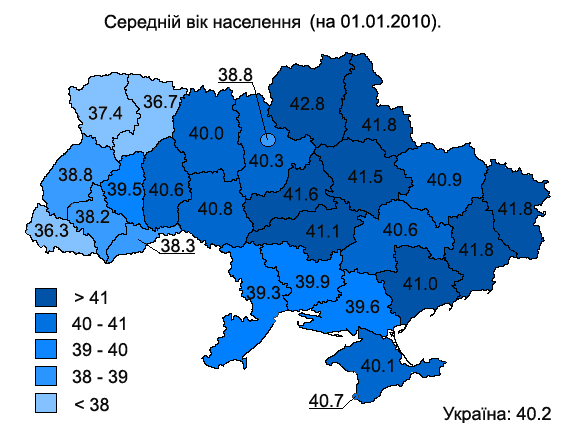
Середній вік населення, 2010 рік

Старіння населення найхарактерніше для областей центральної України та Донбасу. У Чернігівській, Сумській, Полтавській областях особи старші за працездатний вік становлять 27—30 %, а середній вік коливається в межах 41—43 роки. Найбільше старіння характерне для сільських районів цих областей. В областях Донбасу спостерігається найнижча частка дітей — 12—13 %.
За 1989—2013 роки середній вік населення України збільшився на 4 роки, з 36,5 до 40,5 років. Особливо швидко цей процес проходив серед міського населення, де середній вік збільшився на 5,6 років, з 34,8 до 40,4, тоді як серед сільського лише на 0,9 років — з 39,8 до 40,7. Середній вік жінок у 2013 році становив 42,9 роки, на 5,2 років більше ніж у чоловіків (37,7), що пов'язано з вищою смертністю та нижчою тривалістю життя чоловічого населення.

Вікова структура населення України на 1 січня 2013 року
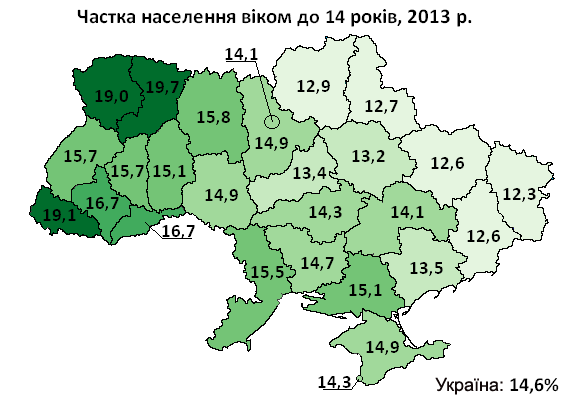
Населення віком 0—14 років
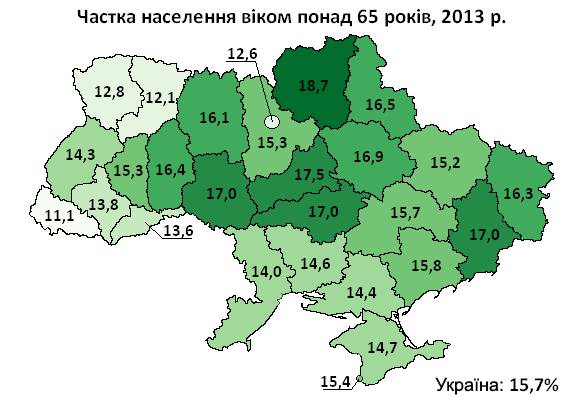
Населення віком після 65 років
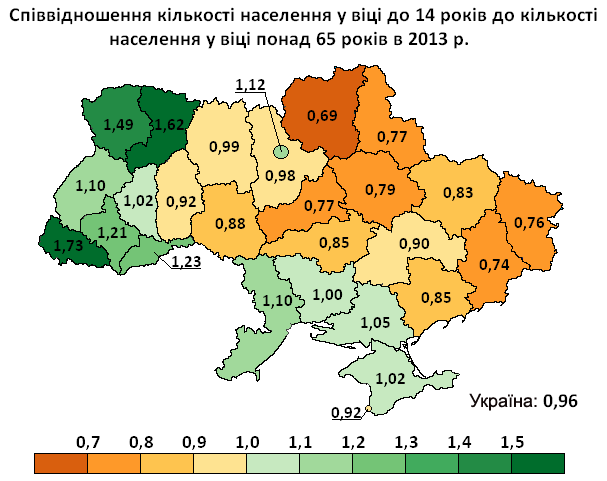
Відношення кількості населення віком до 14 років до групи за 65 років

| Населення | 1989 | 1991 | 1993 | 1995 | 1997 | 1999 | 2001 | 2003 | 2005 | 2007 | 2009 | 2011 | 2013 | 2014 | 2020 |
| --------- | ---- | ---- | ---- | ---- | ---- | ---- | ---- | ---- | ---- | ---- | ---- | ---- | ---- | ---- | ---- |
| Міське    | 34,8 | 35,2 | 35,5 | 36   | 36,6 | 37,2 | 37,9 | 38,5 | 39,0 | 39,4 | 39,7 | 40,1 | 40,4 | 40,5 | 42,0 |
| Сільське  | 39,8 | 39,8 | 39,8 | 39,8 | 39,8 | 40   | 40,1 | 40,3 | 40,6 | 40,7 | 40,8 | 40,8 | 40,7 | 40,7 | 41,3 |
| Загалом   | 36,5 | 36,7 | 36,9 | 37,2 | 37,6 | 38,1 | 38,6 | 39,1 | 39,5 | 39,8 | 40,1 | 40,3 | 40,5 | 40,6 | 41,8 |

### Тривалість життя
Очікувана середня тривалість життя в Україні потроху збільшується та у 2021 році становить 69,8 років: для жінок — 74,4 роки, для чоловіків — 65,2 років.
Середня очікувана тривалість життя в Україні у 2008—2009 роках становила 69,3 років, в тому числі у міських поселеннях — 70,0 років, сільських — 67,8 років.
Тривалість життя у міських поселеннях на 2,2 роки вища, ніж у сільських (69,0 проти 66,8 років), Це характерно для всіх регіонів України, за винятком Закарпатської області, де тривалість життя в сільській місцевості на 0,9 років вища, ніж у містах. Найбільше перевищення тривалості життя у міських поселеннях над сільськими зафіксоване у Чернігівській (5,5 років) і Житомирській (4,4 роки) областях.
Середня тривалість життя жінок на 11,1 років більша, ніж у чоловіків (74,9 та 63,8 відповідно). Цей розрив є більшим у сільських поселеннях (11,9 років), ніж у міських (10,6 років). Найбільше перевищення (13,8 років) спостерігається у Чернігівській області, причому серед сільського населення воно становить 15,9 років). Найменші відмінності у тривалості життя чоловіків і жінок характерні для міста Києва (9 років) та Чернівецької області (9,6 років).

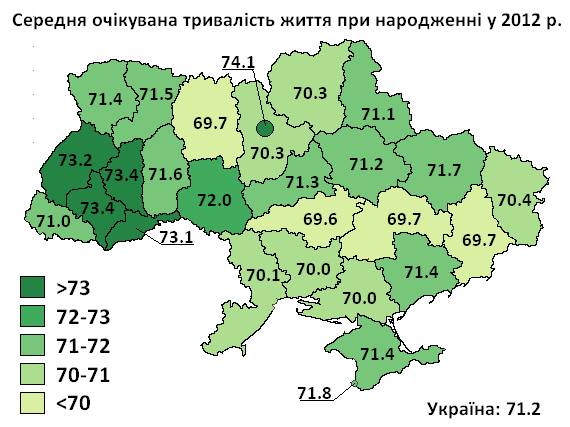
Середня очікувана тривалість життя при народженні, 2012 рік
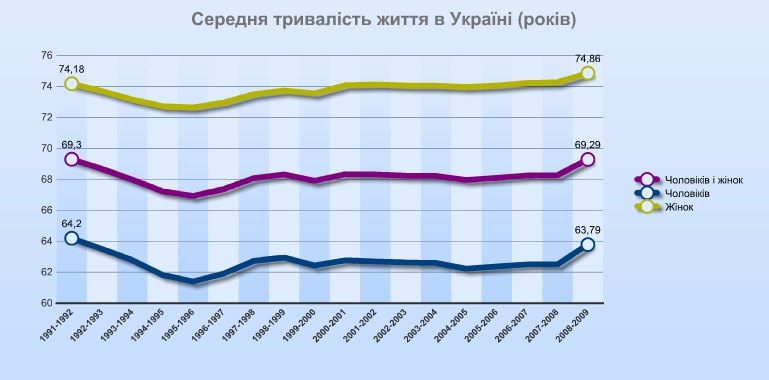
Динаміка зміни середньої тривалості життя населення України (1991—2009)

| Рік  | Загалом | Загалом  | Загалом | Міське населення | Міське населення | Міське населення | Сільське населення | Сільське населення | Сільське населення |
| ---- | ------- | -------- | ------- | ---------------- | ---------------- | ---------------- | ------------------ | ------------------ | ------------------ |
| Рік  | Загалом | Чоловіки | Жінки   | Загалом          | Чоловіки         | Жінки            | Загалом            | Чоловіки           | Жінки              |
| 2002 | 68,32   | 62,70    | 74,13   | 68,60            | 63,08            | 74,21            | 67,64              | 61,93              | 73,89              |
| 2003 | 68,24   | 62,64    | 74,06   | 68,53            | 62,94            | 74,16            | 67,62              | 62,01              | 73,81              |
| 2004 | 68,22   | 62,60    | 74,05   | 68,57            | 63,00            | 74,19            | 67,44              | 61,78              | 73,76              |
| 2005 | 67,96   | 62,23    | 73,97   | 68,47            | 62,81            | 74,18            | 66,89              | 61,07              | 73,51              |
| 2006 | 68,10   | 62,38    | 74,06   | 68,67            | 63,05            | 74,33            | 66,85              | 61,06              | 73,47              |
| 2007 | 68,25   | 62,51    | 74,22   | 68,86            | 63,22            | 74,50            | 66,90              | 61,05              | 73,57              |
| 2008 | 68,27   | 62,51    | 74,28   | 68,95            | 63,31            | 74,57            | 66,77              | 60,86              | 73,58              |
| 2009 | 69,29   | 63,79    | 74,86   | 69,98            | 64,60            | 75,21            | 67,78              | 62,14              | 74,09              |
| 2010 | 70,44   | 65,28    | 75,50   |                  |                  |                  |                    |                    |                    |
| 2011 | 71,02   | 65,98    | 75,88   |                  |                  |                  |                    |                    |                    |
| 2012 | 71,15   | 66,11    | 76,02   |                  |                  |                  |                    |                    |                    |
| 2013 | 71,37   | 66,34    | 76,22   |                  |                  |                  |                    |                    |                    |
| 2014 | 71,37   | 66,25    | 76,37   |                  |                  |                  |                    |                    |                    |
| 2015 | 71,38   | 66,37    | 76,25   |                  |                  |                  |                    |                    |                    |
| 2016 | 71,68   | 66,73    | 76,46   |                  |                  |                  |                    |                    |                    |
| 2017 | 71,98   | 67,02    | 76,78   |                  |                  |                  |                    |                    |                    |
| 2018 | 71,76   | 66,69    | 76,72   |                  |                  |                  |                    |                    |                    |
| 2019 | 72,01   | 66,92    | 76,98   |                  |                  |                  |                    |                    |                    |
| 2020 | 71,35   | 66,39    | 76,22   |                  |                  |                  |                    |                    |                    |
| 2021 | 69,77   | 65,16    | 74,36   |                  |                  |                  |                    |                    |                    |

#### Історична динаміка
Середня очікувана тривалість життя на території губерній Російської імперії, до якої входила більша частина території України, становила у 1838—1850 роках приблизно 26 років (чоловіки — 24,6, жінки — 27,0 років). Темпи зростання тривалості життя були невисокими — у 1874—1883 роках вона становила приблизно 29 років (чоловіки 28,0, жінки 30,2 років), у 1904—1913 — приблизно 33 роки (чоловіки 32,4, жінки 34,5 роки). Тривалість життя в українських губерніях була істотно вищою, ніж у середньому в європейській частині Російської імперії. Так, у 1896—1897 роках середня тривалість життя в українських губерніях становила для чоловіків — 35,9 років, для жінок — 36,9 років, що на 4 роки більше, ніж у середньому по Російської імперії (31,3 і 33,4 роки, відповідно). Водночас найнижчою тривалість життя була в губерніях центральної Росії, Поволжя та Уралу — 29,4 років в чоловіків, 31,7 у жінок, а найвищою — у прибалтійських губерніях — 40,4 і 44,4 роки, відповідно.
| Рік      | 1950 | 1955 | 1960 | 1965 | 1970 | 1975 | 1980 | 1985 | 1990 | 1995 | 2000 | 2004 | 2008 | 2013 |
| -------- | ---- | ---- | ---- | ---- | ---- | ---- | ---- | ---- | ---- | ---- | ---- | ---- | ---- | ---- |
| Чоловіки | 61,3 | 65,4 | 67,4 | 67,9 | 66,3 | 65,5 | 64,6 | 65,2 | 65,7 | 61,3 | 62,3 | 62,0 | 62,2 | 66,3 |
| Жінки    | 69,7 | 72,2 | 73,9 | 74,6 | 74,3 | 74,2 | 74,0 | 74,0 | 75,0 | 72,6 | 73,6 | 73,6 | 74,2 | 76,2 |

## Статевий склад
Чисельність постійного населення
від 15 років за статтю та віком, 2001 рік
За результатами Всеукраїнського перепису населення 2001 року:
кількість чоловіків становила 22 мільйони 441 тисяча осіб, або 46,3 % загальної кількості населення країни,

жінок — 26 мільйонів 16 тисяч осіб, або 53,7 %.
Станом на 1 січня 2014 року, в Україні налічувалося 20 918 288 чоловіків (46,2 %) та 24 327 606 жінок (53,8 %).

Серед міського населення чоловіки становлять 45,8 %, жінки 54,2 %, серед сільського населення — 47,1 % та 52,9 % відповідно.
Станом на 1 січня 2022 року, в Україні налічувалося 19 006 979 чоловіків (46,4 %) та 21 990 719 жінок (53,6 %).

Серед міського населення чоловіки становлять 45,8 %, жінки 54,2 %, серед сільського населення — 47,6 % та 52,4 % відповідно.
Статеве співвідношення населення України (оцінка 2022 року):
- при народженні — 1,06 особи чоловічої статі на 1 особу жіночої;
- у віці до 14 років — 1,06 особи чоловічої статі на 1 особу жіночої;
- у віці 15—24 роки — 1,05 особи чоловічої статі на 1 особу жіночої;
- у віці 25—54 роки — 0,98 особи чоловічої статі на 1 особу жіночої;
- у віці 55—64 роки — 0,77 особи чоловічої статі на 1 особу жіночої;
- у віці за 64 роки — 0,42 особи чоловічої статі на 1 особу жіночої;
- загалом — 0,86 особи чоловічої статі на 1 особу жіночої[2].

Частка чоловіків у населенні країни
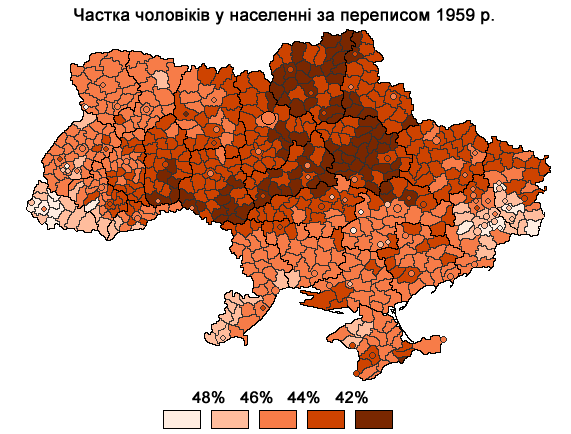
1959 рік
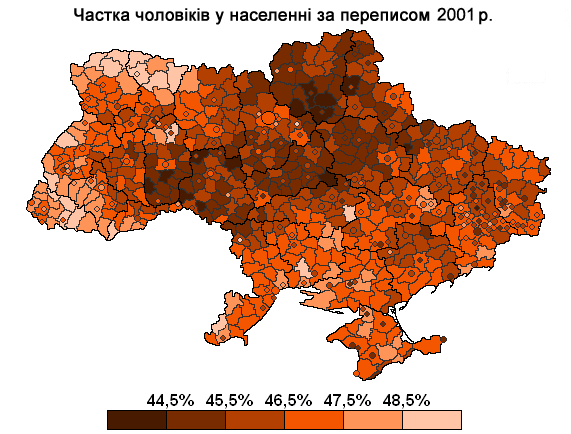
2001 рік

| Рік      | 1926 | 1939 | 1959 | 1970 | 1979 | 1989 | 2001 | 2013 | 2021 |
| -------- | ---- | ---- | ---- | ---- | ---- | ---- | ---- | ---- | ---- |
| Чоловіки | 48,4 | 47,7 | 44,4 | 45,2 | 45,6 | 46,2 | 46,3 | 46,2 | 46,4 |
| Жінки    | 51,6 | 52,3 | 55,6 | 54,8 | 54,4 | 53,9 | 53,7 | 53,8 | 53,6 |

| Вікові групи (років) | Чисельність чоловіків | у % чоловіки | Чисельність жінок | у % жінки | Обидві статі | у %  |
| -------------------- | --------------------- | ------------ | ----------------- | --------- | ------------ | ---- |
| 0–15                 | 3 408 159             | 51,5         | 3 206 128         | 48,5      | 6 614 287    | 16,1 |
| 16—59                | 12 031 204            | 49,2         | 12 425 713        | 50,8      | 24 456 917   | 59,3 |
| 60 і старше          | 3 661 815             | 36,1         | 6 475 189         | 63,9      | 10 137 004   | 24,6 |
| Всього               | 19 101 178            |              | 22 107 030        |           | 41 208 208   |      |
| у %                  | 46,4                  |              | 53,6              |           |              |      |

## Шлюбність— розлучуваність
Шлюбність — розлучуваність,
на 1000 осіб наявного населення
Коефіцієнт шлюбності, тобто кількість шлюбів на одну тисячу осіб за календарний рік, дорівнює 6,7;

коефіцієнт розлучуваності — 2,8;

індекс розлучуваності, тобто відношення шлюбів до розлучень за календарний рік — 42 (дані за 2010 рік).

Середній вік, коли чоловіки беруть перший шлюб, дорівнює 27 років, для жінок — 25 років, загалом — 26 років (дані за 2014 рік).
2012 року в Україні було зареєстровано 278,3 тисяч шлюбів (що на 21,8 % менше, ніж у 2011 році). Коефіцієнт шлюбності становив 6,1 на 1000 осіб населення і коливався від 5,1 на 1000 у Сумській та Чернігівській областях до 8,2 ‰ у Севастополі. Коефіцієнт шлюбності міського населення (6,8 на 1000) перевищив відповідний показник сільського населення (4,7 на 1000). Максимальний рівень шлюбності було зафіксовано серед міського населення Чернівецької області (8,4 на 1000 осіб), мінімальний — серед сільського населення Донецької області (2,3 на 1000).
Розлучень 2012 року було зареєстровано 49,8 тисяч, що на 19,5 % менше ніж 2011 року. Середній коефіцієнт розлучуваності становив 1,1 на 1000 осіб населення, від 0,5 ‰ у Закарпатській області до 1,8 ‰ у Севастопольській міськраді. Найнижча розлучуваність спостерігалася 2012 року серед сільського населення Волинської, Закарпатської, Львівської та Рівненської областей (0,4 ‰), найвища — серед міського населення Севастополя (1,8 ‰) та Дніпропетровської області (1,6 ‰).

Співвідношення кількості зареєстрованих шлюбів і розлучень
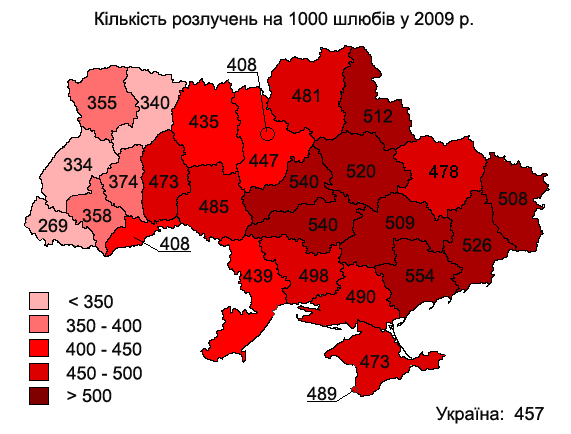
2009 рік
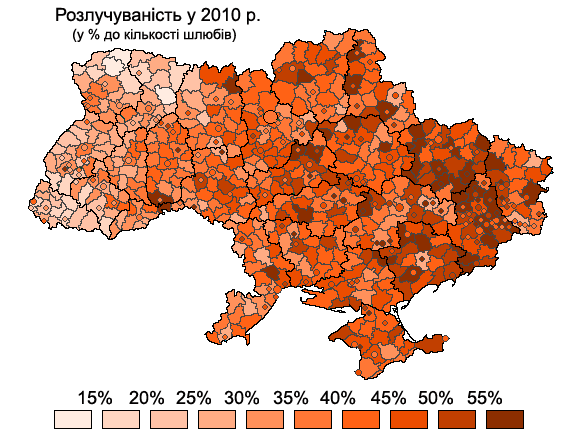
2010 рік

| 1960 | 1965 | 1970 | 1975 | 1980 | 1985 | 1990 | 1992 | 1995 | 1997 | 2000 | 2003 | 2006 | 2009 | 2010 | 2011 | 2012 |
| ---- | ---- | ---- | ---- | ---- | ---- | ---- | ---- | ---- | ---- | ---- | ---- | ---- | ---- | ---- | ---- | ---- |
| 1,2  | 1,7  | 2,9  | 3,4  | 3,6  | 3,6  | 3,7  | 4,3  | 3,8  | 3,7  | 4,0  | 3,7  | 3,8  | 3,2  | 2,7  | 4,0  | 3,7  |

| 1990 | 1992 | 1994 | 1996 | 1998 | 2000 | 2002 | 2004 | 2006 | 2008 | 2010 | 2011 | 2012 | 2013 |
| ---- | ---- | ---- | ---- | ---- | ---- | ---- | ---- | ---- | ---- | ---- | ---- | ---- | ---- |
| 39,8 | 56,6 | 51,9 | 63,3 | 58,1 | 71,4 | 57,6 | 61,0 | 51,0 | 51,4 | 40,3 | 51,3 | 60,5 | 54,2 |

## Розселення

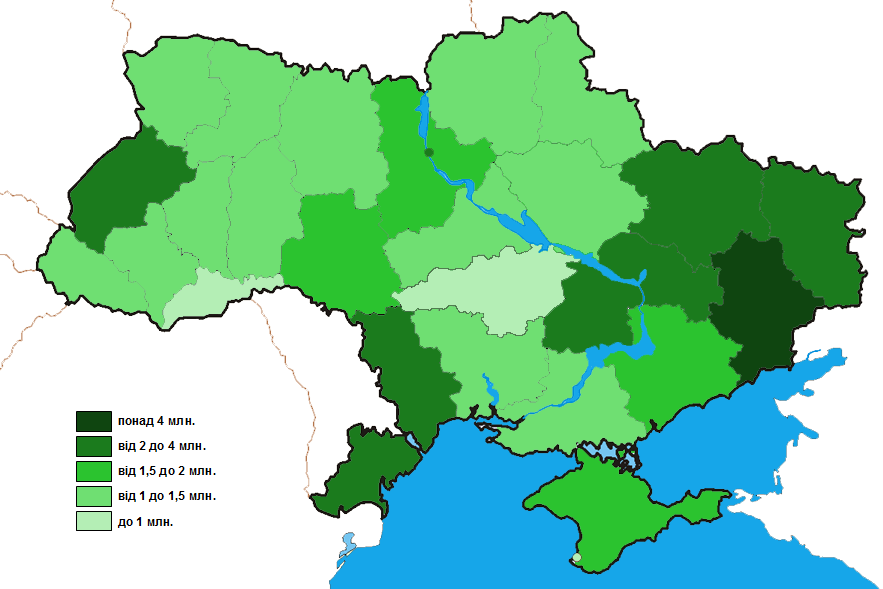
Кількість населення за регіонами, 2012 рік

Населення країни розміщене нерівномірно. Велика кількість населення сконцентрована у великих промислових центрах східних областей (Донецька, Луганська, Харківська) і Центрального Придніпров'я, навколо приморських міст Північного Причорномор'я, Південного узбережжя Криму, у столиці та навколо неї. Водночас сільське населення найбільше сконцентроване в Прикарпатті, Галичині та на Поділлі. Найменш заселеними залишаються заболочена лісова частина Полісся, вершини Карпат, Східна Слобожанщина, окремі степові райони на півдні та у Криму. На північ від Києва навколо Чорнобильської атомної електростанції 30-км зона відчуження, звідки внаслідок аварії на ЧАЕС населення було відселене в інші місця. Наприклад, місто Прип'ять було відселене в новозбудоване на території Чернігівської області місто Славутич (адміністративний анклав Київської області).

### Густота
Густота населення країни 2015 року становила 77,4 особи/км² (131-ше місце у світі); на 1 січня 2018 року — 75,15 осіб/км². Найбільша густота населення спостерігається на сході (Донбас) і заході (Прикарпаття), а також у Київській області (разом з Києвом). Значна кількість населення групується навколо великих міст: Київ, Харків, Львів, Дніпро, Кривий Ріг, Одеса, Донецьк, Запоріжжя, Горлівка. Досить низька густота населення у поліських і степових областях України. Максимальна густота населення (165,0 осіб/км²) зафіксована у Донецькій області, мінімальна (33,8 осіб/км²) — у Чернігівській.
| Область/Регіон            | Площа (км²) | Населення (осіб) | Густота (осіб/км²) |
| ------------------------- | ----------- | ---------------- | ------------------ |
| Автономна Республіка Крим | 26 081      | 1 967 200        | 75,43              |
| Вінницька область         | 26 513      | 1 507 738        | 56,87              |
| Волинська область         | 20 143      | 1 020 770        | 50,68              |
| Дніпропетровська область  | 31 914      | 3 093 151        | 96,92              |
| Донецька область          | 26 517      | 4 056 405        | 152,97             |
| Житомирська область       | 29 832      | 1 177 564        | 39,47              |
| Закарпатська область      | 12 777      | 1 243 721        | 97,34              |
| Запорізька область        | 27 180      | 1 636 322        | 60,2               |
| Івано-Франківська область | 13 928      | 1 350 565        | 96,97              |
| Київська область          | 28 131      | 1 795 542        | 63,83              |
| Кіровоградська область    | 24 588      | 902 275          | 36,7               |
| Луганська область         | 26 684      | 2 101 653        | 78,76              |
| Львівська область         | 21 833      | 2 476 113        | 113,41             |
| Миколаївська область      | 24 598      | 1 090 492        | 44,33              |
| Одеська область           | 33 310      | 2 349 749        | 70,54              |
| Полтавська область        | 28 748      | 1 350 564        | 46,98              |
| Рівненська область        | 20 047      | 1 140 902        | 56,91              |
| Сумська область           | 23 834      | 1 034 364        | 43,4               |
| Тернопільська область     | 13 823      | 1 020 953        | 73,86              |
| Харківська область        | 31 415      | 2 596 250        | 82,64              |
| Херсонська область        | 28 461      | 1 000 370        | 35,15              |
| Хмельницька область       | 20 629      | 1 227 474        | 59,5               |
| Черкаська область         | 20 900      | 1 159 200        | 55,46              |
| Чернівецька область       | 8 097       | 889 928          | 109,91             |
| Чернігівська область      | 31 865      | 957 665          | 30,05              |
| Київ                      | 839         | 2 950 702        | 3516,93            |
| Севастополь               | 1 079       | 385 900          | 357,65             |
| Україна                   | 603 628     | 45 363 300       | 75,15              |

| Рік  | Міське | Сільське | Загалом |
| ---- | ------ | -------- | ------- |
| 1900 | 5,7    | 42,0     | 47,7    |
| 1913 | 9,6    | 54,3     | 63,9    |
| 1930 | 12,9   | 54,9     | 67,7    |
| 1940 | 23,2   | 45,0     | 68,2    |
| 1950 | 21,2   | 39,4     | 60,6    |
| 1959 | 31,7   | 37,6     | 69,4    |
| 1970 | 42,6   | 35,5     | 78,1    |
| 1979 | 50,2   | 32,2     | 82,4    |
| 1989 | 57,2   | 28,4     | 85,7    |
| 2001 | 54,0   | 26,3     | 80,3    |
| 2014 | 51,9   | 23,3     | 75,3    |

Певний вплив на густоту населення мають природні показники. Так, у наш час найменша густота населення характерна для північних районів країни, де найвищий коефіцієнт лісистості території, значна заболоченість, ґрунти мають низьку родючість. До таких регіонів належать північні частини Волинської, Рівненської, Житомирської, Київської, Чернігівської та Сумської областей.
Природні умови визначають низьку густоту населення також у високогірних районах Карпатських і Кримських гір. Це стосується окремих частин Закарпатської, Львівської, Чернівецької областей та Автономної Республіки Крим. Низькі показники густоти населення характерні для посушливих районів степових областей: Херсонській області (38,4 осіб на 1 км²), а також в окремих частинах Одеської, Миколаївської, Запорізької, Кіровоградської областей.
З другої половини XX століття на розміщення населення України все більший вплив мало поступове загострення екологічної кризи й особливо чорнобильська катастрофа. Так, у 1986 р. були повністю відселені мешканці міст і сіл 30-кілометрової зони навколо Чорнобильської АЕС. Пізніше було визначено й інші території безумовного (обов'язкового) відселення та гарантованого добровільного відселення. Населення залишає й інші зони екологічної біди, які займають близько 15 % території України.

Історія змін густоти населення районів та повітів України
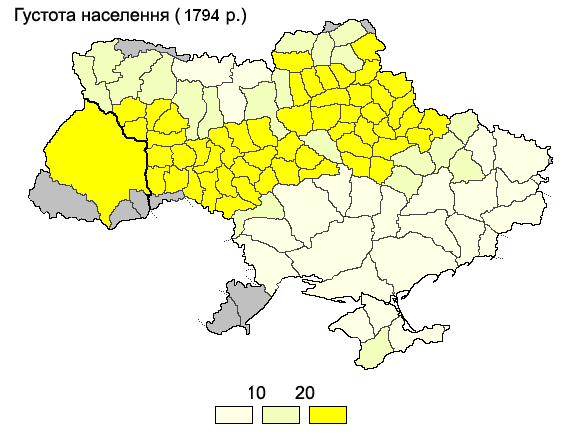
1794 рік
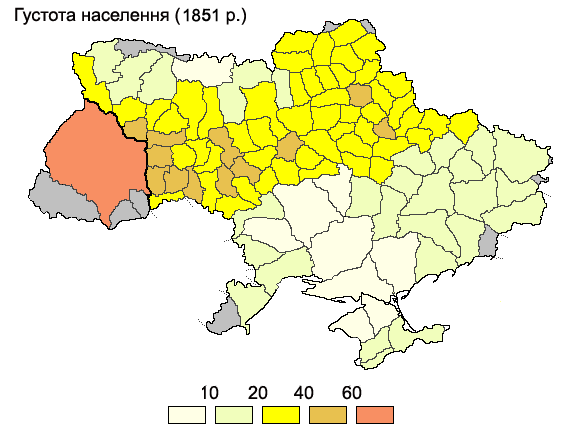
1851 рік
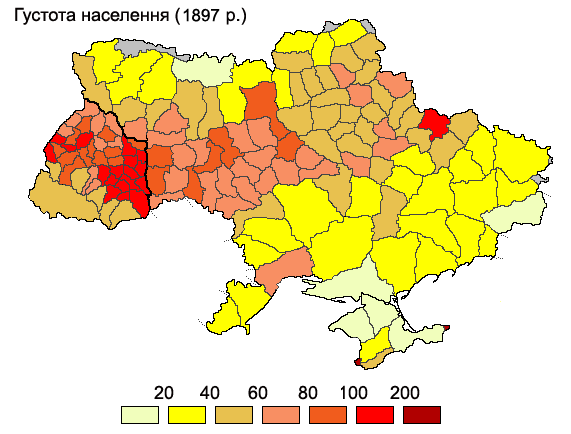
1897 рік
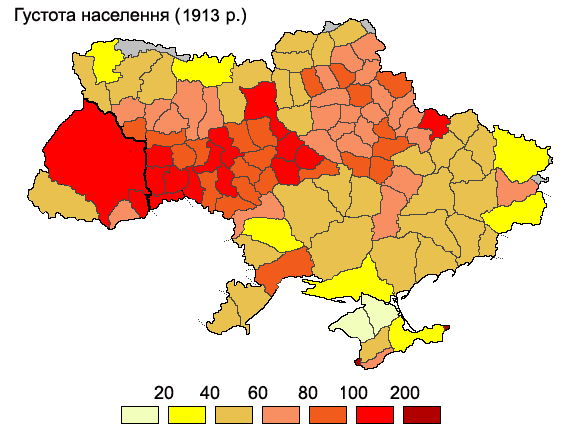
1913 рік
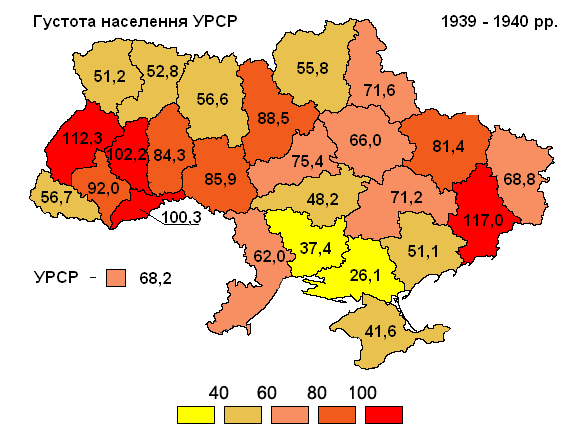
1939 рік
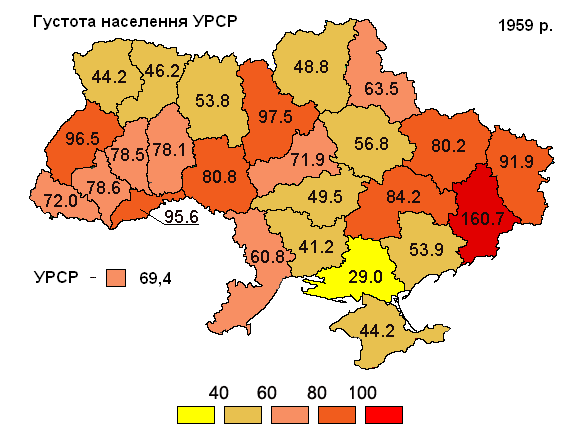
1959 рік
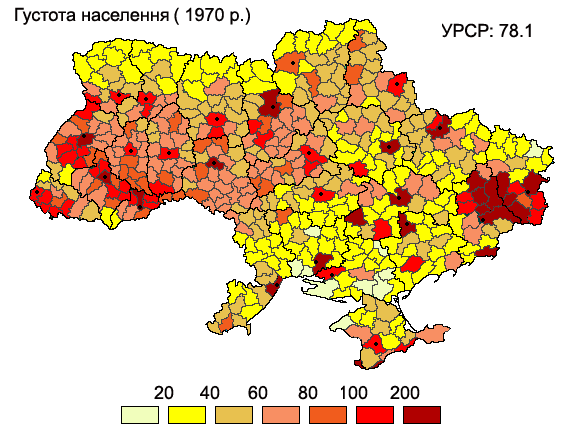
1970 рік
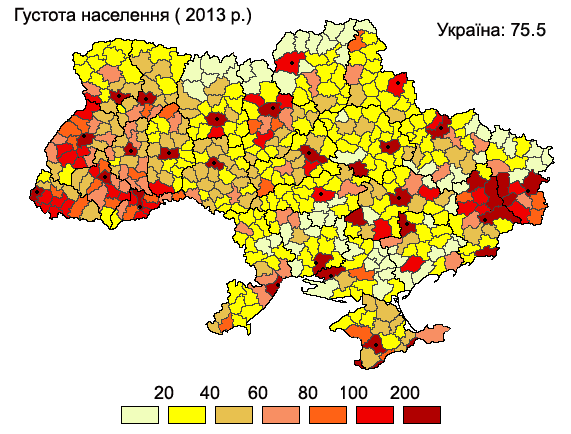
2010 рік
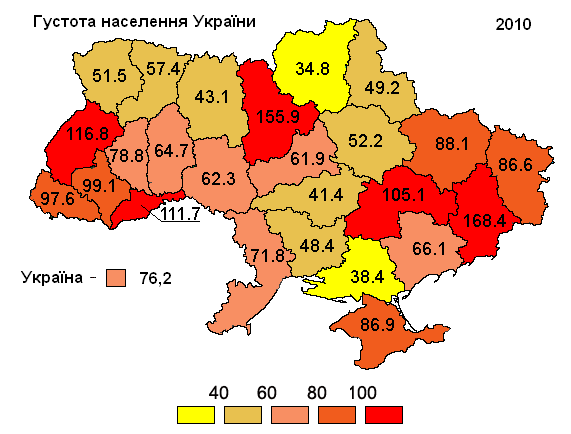
2010 рік
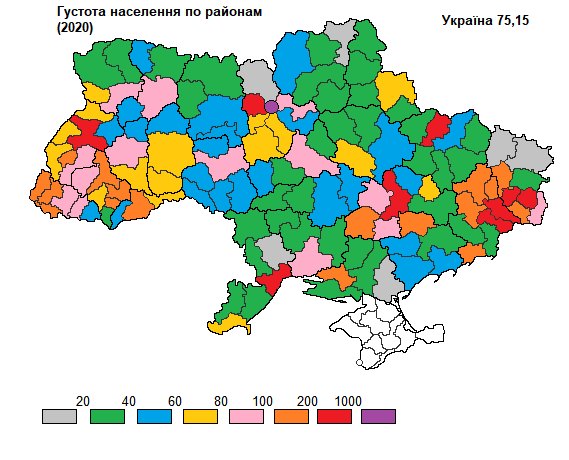
2020 рік

### Домогосподарства
Станом на 2001 рік в Україні налічувалося 18 200 567 домогосподарств (12 471 210 домогосподарств у міських поселеннях і 5 729 357 — у сільських). Середня величина становила 3,2 особи (3,1 — в міських поселеннях, 3,4 — в сільських).
Міські домогосподарства є меншими за сільські. На малі домогосподарства (1—2 особи) у них припадає 52,6 % загальної кількості (у сільських — 52,2 %), на середні (3—4 особи) — 40,0 % (у сільських 33,2 %), на великі (5 і більше осіб) — 7,4 % проти 14,6 % у сільських домогосподарств.
У 2001 році налічувалось 6 935 309 домогосподарств (38,1 % загальної кількості), які мали дітей у віці до 18 років. У порівнянні з 1989 їхня кількість зменшилася на 12,6 %. Найвищий відсоток таких домогосподарств спостерігався у Закарпатській (52,4 %), Івано-Франківській (44,9 %), Волинській, Рівненській (44,0 %) областях, найнижчий — у Чернігівській (32,4 %), Харківській (35,0 %), Полтавській (35,3 %), Черкаській та Луганській (35,4 %).
Серед домогосподарств, які мають дітей, переважають малодітні — з однією дитиною — 64,1 %, та двома — 30,2 %. 4,3 % домогосподарств мають трьох дітей, 0,9 % — чотирьох, 0,5 % — п'ять і більше.
Кількість дітей у сім'ях зменшується з заходу на схід. Серед домогосподарств, у складі яких є діти, частка сімей з однією дитиною становила у 2001 році у західних областях 49—52 %, з двома — 38—40 %, з трьома і більше — 9—14 %. У центральних та південних 60-64 % з однією дитиною, 28—34 % — з двома, 4—6 % — з трьома і більше. У східних областях налічується 69—72 % домогосподарств з 1 дитиною, 25—26 % — з двома, 3—4 % — з трьома і більше. Найбільш малодітні домогосподарства характерні для міст Києва та Севастополя — у 74—75 % домогосподарств — 1 дитина, 23 % — 2 дитини, 2—3 % — 3 дитини і більше.
| Склад           | Домогосподарств | %    |
| --------------- | --------------- | ---- |
| 1 особа         | 4 721 241       | 25,9 |
| 2 особи         | 4 832 090       | 26,5 |
| 3 особи         | 4.005 830       | 22,0 |
| 4 особи         | 2 885 032       | 15,9 |
| 5 осіб          | 1 105 256       | 6,1  |
| 6 осіб          | 438 974         | 2,4  |
| 7 осіб          | 133 429         | 0,7  |
| 8 і більше осіб | 78 715          | 0,4  |

### Урбанізація

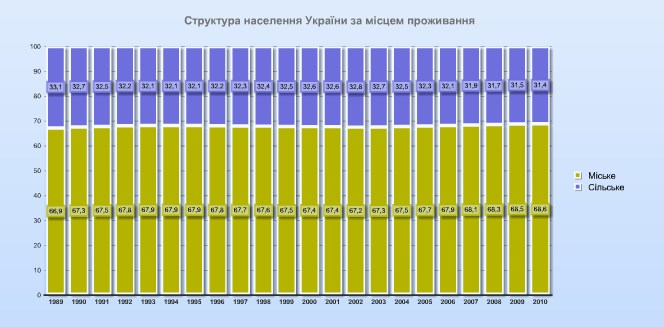
Динаміка чисельності сільського та міського населення України

Україна високоурбанізована країна. Рівень урбанізованості становить 70,1 % населення країни (станом на 2017 рік), темпи збільшення частки міського населення — 0,35 % % (оцінка тренду на 2015—2020 роки). Процес урбанізації на території України розпочався у XIX столітті. Особливо він прискорився після скасування кріпацтва в 1861 році та початку швидкого розвитку промисловості. Але міське населення й далі становило незначну частку всього населення: Частка міського населення 1897 року.
- Волинська губернія — 7,8 %;
- Катеринославська губернія — 11,4 %;
- Київська губернія — 12,9 %;
- Курська губернія — 9,3 %;
- Подільська губернія — 7,4 %;
- Полтавська губернія — 9,9 %;
- Таврійська губернія — 20,0 %;
- Харківська губернія — 14,7 %;
- Херсонська губернія — 28,9 %;
- Чернігівська губернія — 9,1 %.

За переписом населення 1926 року в УРСР міське населення становило 5,37 млн осіб (18,5 %) від усього населення в 29,0 млн осіб.

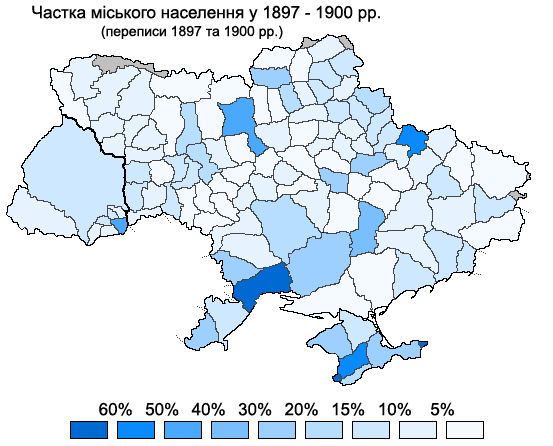
Частка міського населення, 1897—1900 роки
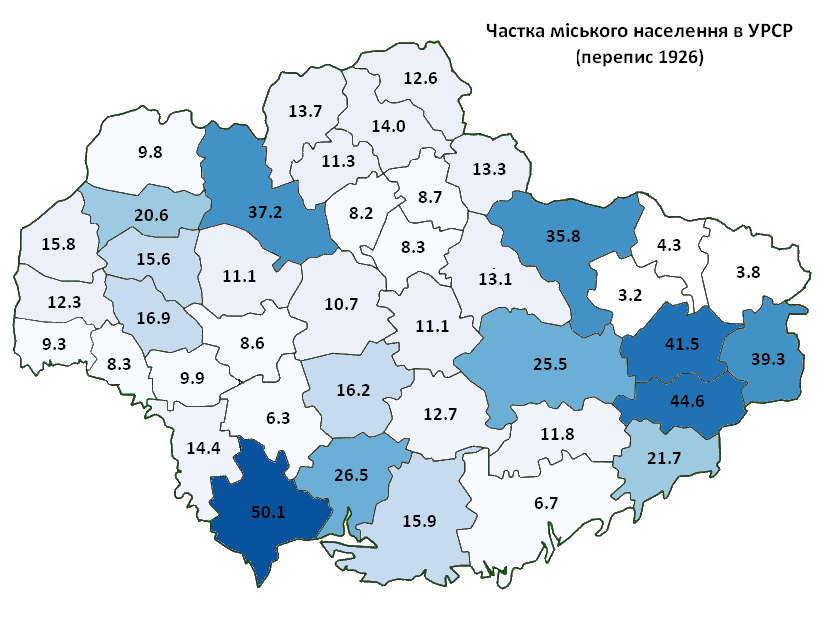
Частка міського населення, 1926 рік
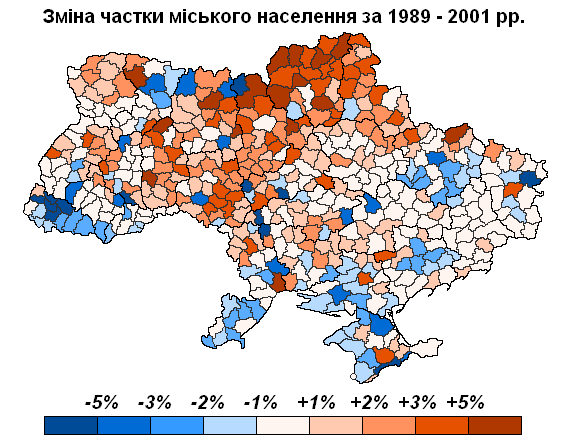
Зміна частки міського населення впродовж 1989-2001 років
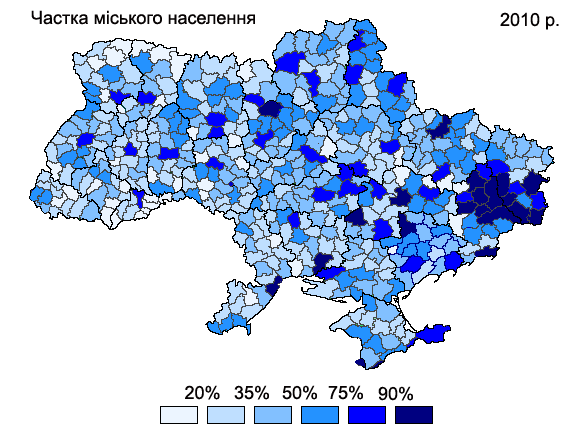
Частка міського населення, 2010 рік
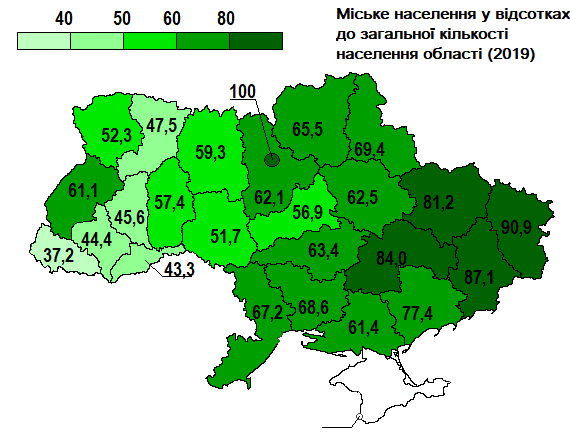
Частка міського населення по областях, 2019 рік

| Підрайон           | Міське населення        | Міське населення | Сільське населення      | Сільське населення |
| Підрайон           | Чисельність (тис. осіб) | %                | Чисельність (тис. осіб) | %                  |
| ------------------ | ----------------------- | ---------------- | ----------------------- | ------------------ |
| Подільський        | 429,0                   | 14,5             | 2530,0                  | 85,5               |
| Правобережний      | 1450,0                  | 16,1             | 7547,7                  | 83,9               |
| Лівобережний       | 1117,2                  | 15,8             | 5949,7                  | 84,2               |
| Степовий           | 1061,6                  | 19,1             | 4506,7                  | 80,9               |
| Дніпропетровський  | 464,0                   | 19,4             | 1927,1                  | 80,6               |
| Гірничопромисловий | 851,6                   | 41,8             | 1184,6                  | 58,2               |

| Область/Регіон     | 1926  | 1939  | 1959  | 1970  | 1979  | 1989  | 2001  | 2014  | 2019  |
| ------------------ | ----- | ----- | ----- | ----- | ----- | ----- | ----- | ----- | ----- |
| Вінницька          | 11,2  | 11,9  | 17,0  | 25,4  | 34,4  | 43,9  | 45,9  | 50,0  | 51,7  |
| Волинська          |       | 16,3  | 25,9  | 32,1  | 39,2  | 48,6  | 49,8  | 51,8  | 52,3  |
| Дніпропетровська   | 22,1  | 53,1  | 70,2  | 76,2  | 80,3  | 83,2  | 82,9  | 83,5  | 84,0  |
| Донецька           | 39,4  | 78,0  | 85,8  | 87,4  | 89,0  | 90,2  | 90,0  | 90,6  | 90,9  |
| Житомирська        | 16,3  | 20,5  | 25,8  | 34,9  | 43,9  | 52,9  | 55,6  | 58,4  | 59,3  |
| Закарпатська       |       |       | 28,8  | 29,7  | 36,7  | 40,7  | 36,7  | 36,8  | 37,2  |
| Запорізька         | 11,6  | 39,3  | 56,6  | 65,7  | 70,9  | 75,6  | 75,4  | 76,9  | 77,4  |
| Івано-Франківська  |       | 22,9  | 22,8  | 30,7  | 35,6  | 41,7  | 41,7  | 43,1  | 44,4  |
| Київська           | 9,0   | 12,2  | 25,5  | 35,7  | 45,0  | 53,3  | 57,2  | 61,6  | 62,1  |
| Кіровоградська     | 10,8  | 18,4  | 30,4  | 43,8  | 51,6  | 59,5  | 60,0  | 62,4  | 63,4  |
| Луганська          | 21,6  | 65,8  | 79,3  | 82,6  | 84,4  | 86,3  | 86,0  | 86,8  | 87,1  |
| Львівська          |       | 31,7  | 38,9  | 47,3  | 52,4  | 59,1  | 58,9  | 60,4  | 61,1  |
| Миколаївська       | 17,9  | 27,0  | 39,6  | 52,7  | 60,1  | 65,5  | 66,1  | 67,7  | 68,6  |
| Одеська            | 37,9  | 37,7  | 47,0  | 55,9  | 61,7  | 65,7  | 65,3  | 66,5  | 67,2  |
| Полтавська         | 12,4  | 20,2  | 29,7  | 39,8  | 49,5  | 56,1  | 58,2  | 61,2  | 62,5  |
| Рівненська         |       | 13,2  | 17,0  | 27,5  | 35,6  | 45,2  | 46,4  | 47,4  | 47,5  |
| Сумська            | 12,9  | 19,1  | 32,4  | 43,5  | 52,6  | 61,5  | 64,6  | 67,9  | 69,4  |
| Тернопільська      |       | 14,4  | 16,6  | 23,3  | 30,6  | 40,5  | 42,2  | 44,0  | 45,6  |
| Харківська         | 25,5  | 52,6  | 62,5  | 69,3  | 74,7  | 78,4  | 78,3  | 80,2  | 81,2  |
| Херсонська         | 13,6  | 22,5  | 49,3  | 53,9  | 57,7  | 61,1  | 59,9  | 61,0  | 61,4  |
| Хмельницька        | 11,4  | 11,8  | 19,0  | 26,7  | 35,4  | 47,1  | 50,7  | 55,5  | 57,4  |
| Черкаська          | 10,5  | 14,0  | 23,0  | 36,7  | 43,7  | 52,5  | 53,4  | 56,3  | 56,9  |
| Чернівецька        |       | 20,4  | 26,2  | 34,6  | 37,5  | 41,9  | 40,1  | 42,3  | 43,3  |
| Чернігівська       | 12,1  | 15,7  | 22,4  | 34,6  | 43,9  | 53,1  | 58,0  | 63,5  | 65,5  |
| Київ               | 100,0 | 100,0 | 100,0 | 100,0 | 100,0 | 100,0 | 100,0 | 100,0 | 100,0 |
| Крим і Севастополь | 46,3  | 52,1  | 64,5  | 63,2  | 66,1  | 69,3  | 67,2  | 67,4  | —     |
| Україна            | 19,2  | 33,5  | 45,7  | 54,5  | 60,8  | 66,7  | 66,9  | 68,7  | 69,5  |

| Рік  | Міське                  | Міське | Сільське                | Сільське |
| Рік  | Чисельність (тис. осіб) | %      | Чисельність (тис. осіб) | %        |
| ---- | ----------------------- | ------ | ----------------------- | -------- |
| 1926 | 5374                    | 18,5   | 23 645                  | 81,5     |
| 1939 | 11 190                  | 36,2   | 19 756                  | 63,8     |
| 1959 | 19 147                  | 45,7   | 22 722                  | 54,3     |
| 1970 | 25 689                  | 54,5   | 21 438                  | 45,5     |
| 1979 | 30 169                  | 60,8   | 19 440                  | 39,2     |
| 1989 | 34 297                  | 66,7   | 17 155                  | 33,3     |
| 2001 | 32 574                  | 67,2   | 15 883                  | 32,8     |
| 2011 | 31 442                  | 68,7   | 14 337                  | 31,3     |
| 2020 | 29 139                  | 69,5   | 12 763                  | 30,5     |

| Тип населених пунктів         | Загальне населення | % від населення України |
| ----------------------------- | ------------------ | ----------------------- |
| Міста > 1 млн мешканців       | 5 263 782          | 11,53                   |
| Міста 500—1000 тис. мешканців | 4 117 289          | 9,02                    |
| Міста 100—500 тис. мешканців  | 8 699 378          | 19,06                   |
| Міста 50—100 тис. мешканців   | 3 002 027          | 6,58                    |
| Міста 20—50 тис. мешканців    | 3 502 016          | 7,67                    |
| Міста 10—20 тис. мешканців    | 2 267 791          | 4,97                    |
| Міста < 10 тис. мешканців     | 677 793            | 1,49                    |
| смт > 10 тис. мешканців       | 551 460            | 1,21                    |
| смт < 10 тис. мешканців       | 3 299 337          | 7,23                    |
| Села                          | 14 252 764         | 31,23                   |

Зміна чисельності населення районних центрів та міст обласного підпорядкування
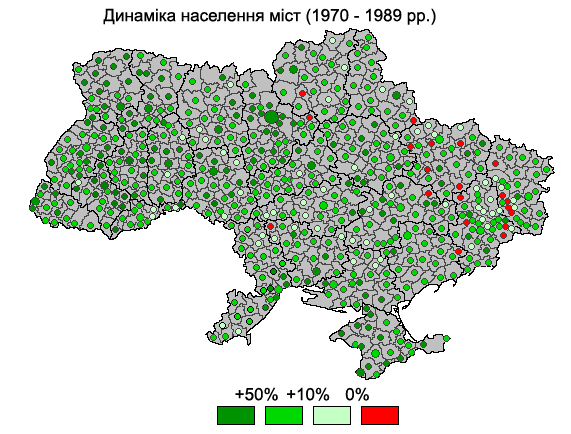
1970—1989 роки
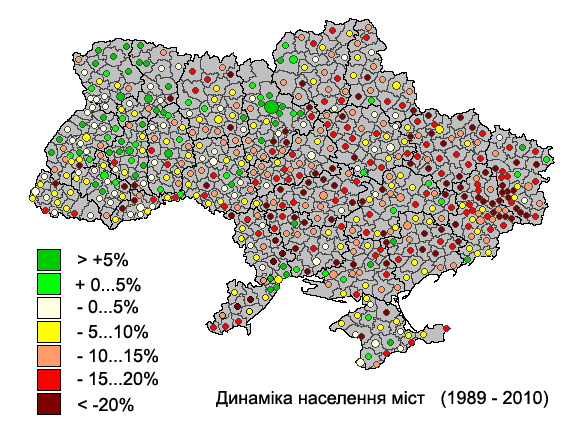
1989—2010 роки

Станом на 1 січня 2009 року в Україні налічується 1345 міських поселень. З них 459 міст (з яких 159 — міста республіканського або обласного значення) та 886 селищ міського типу. Найбільша кількість міст у Донецькій (52), Львівській (44), Луганській (37), Київській (без Києва) (26), Дніпропетровській (20) областях. Найменше міст у Херсонській, Миколаївській (по 9), Волинській, Житомирській, Рівненській, Чернівецькій (по 11) областях. Головні міста держави: Київ (столиця) — 2,94 мільйони осіб, Харків — 1,44 мільйон осіб, Одеса — 1,01 мільйон осіб, Дніпро — 957,0 тисяч осіб, Донецьк — 934,0 тисячі осіб, Запоріжжя — 753,0 тисячі осіб (дані за 2014 рік).
Згідно з даними перепису 2001 року, в Україні налічувалося 454 міста, в яких проживало 28,185 мільйонів осіб, та 889 селищ міського типу з населенням 4,105 мільйони осіб. Серед міських поселень переважали малі міста (з населенням до 50 тисяч осіб) — 1246. У малих поселеннях мешкало 10434,6 тис. осіб (32,3 % міського населення). У 52 середніх містах (з населенням від 50 тис. до 100 тис.) мешкало 3603,4 тис. осіб (11,2 % міського населення). У 20 великих містах (з населенням від 100 тис. до 250 тис.) мешкало 3235,9 тис. осіб (10,0 % міського населення). У 16 надвеликих містах (з населенням від 250 тис. до 500 тис.) мешкало 5216,6 тис. осіб (16,2 % міського населення). У 4 найбільших містах (з населенням від 500 тис. до 1 млн) мешкало 2711,7 тис. осіб (8,4 % міського населення). У 5 містах-мільйонерах (з населенням понад 1 млн) мешкало 7088,5 тис. осіб (22,0 % міського населення).

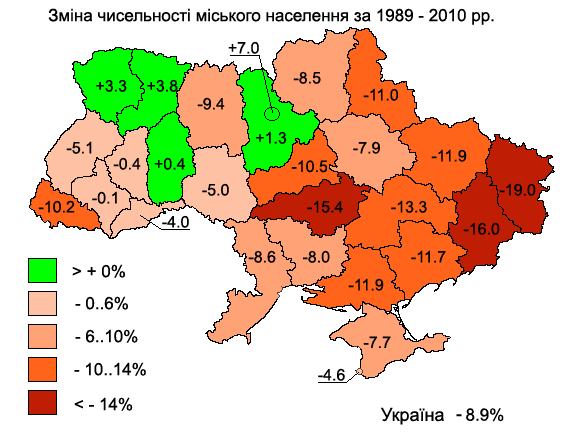
Динаміка чисельності міського населення (1989-2010 роки)
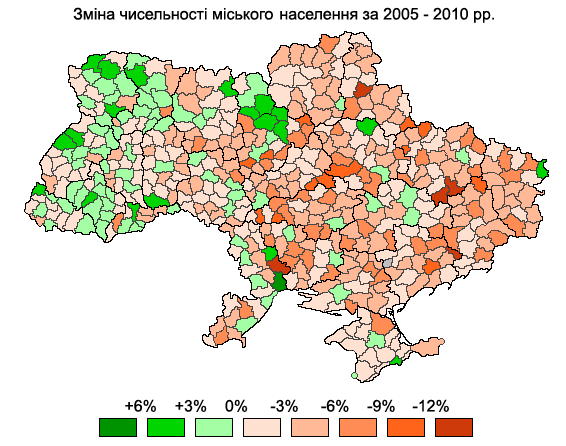
Динаміка чисельності міського населення (2005-2010 роки)
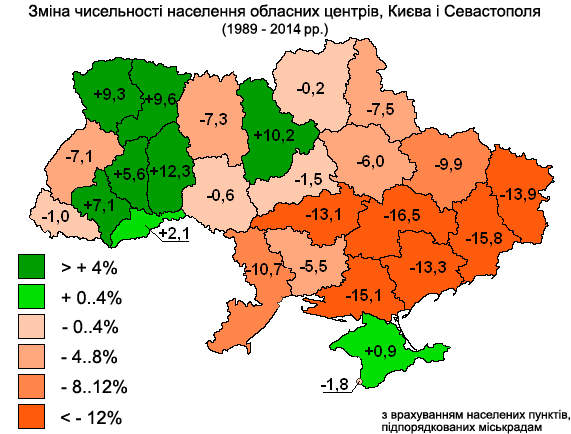
Зміна чисельності населення обласних центрів у 1989—2014 роках
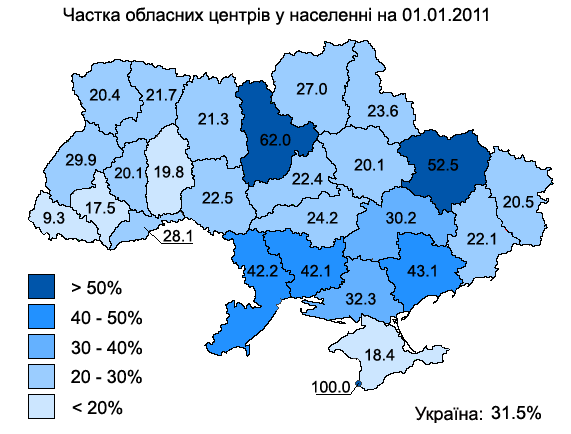
Частка населення обласних центрів у населенні регіонів, 2011 рік

Найбільша концентрація селищ міського типу у східних областях — Донецькій (131), Луганській (109), Харківській (61). Найменша у Чернівецькій (8), Черкаській (15), Рівненській (16), Миколаївській (17).

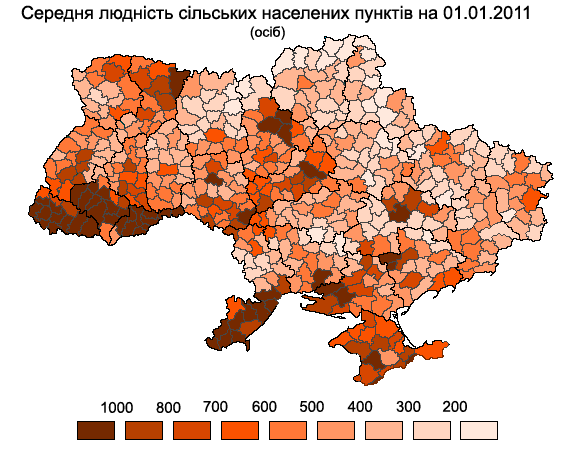
Середня людність сільських населених пунктів, 2011 рік
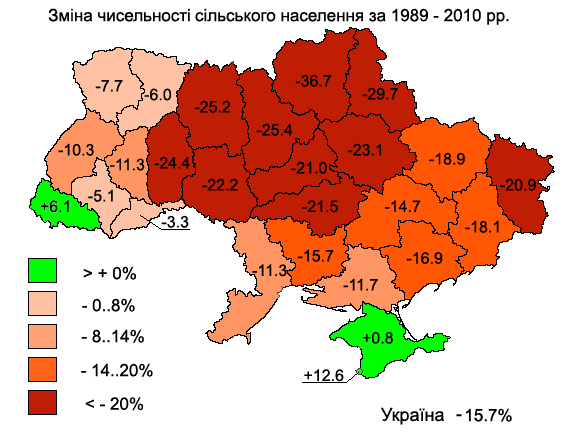
Динаміка чисельності сільського населення (1989-2010)
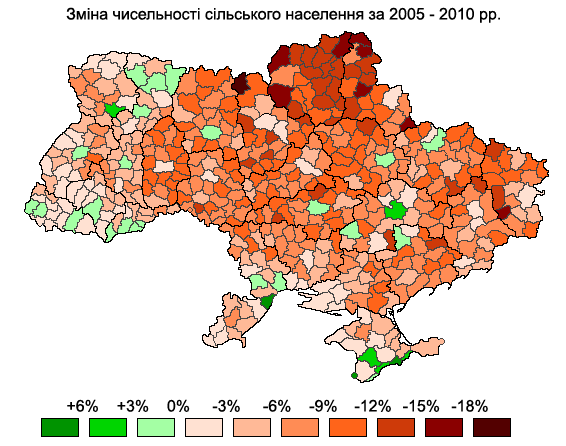
Динаміка чисельності сільського населення (2005-2010)

## Міграція

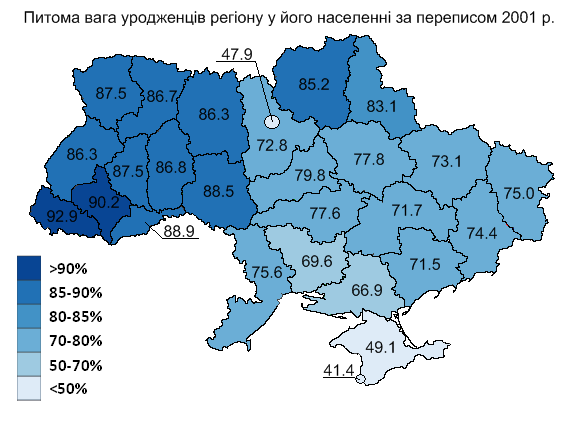
Питома вага уродженців регіону у населенні, 2001 рік

Зовнішня міграція для України була тривалий час бурхливим явищем, що мало своїм витоком драматичну історію українського народу, гноблення різноманітними окупантами та відсутність власної державності. Згідно з даними Національного інституту стратегічних досліджень, у 1990-х року з України щороку емігрувало 300 тисяч осіб (переважно євреїв та німців), одночасно щороку до України на постійне проживання прибувало близько 300 тисяч мігрантів із сусідніх країн. Наразі в Україні переважає еміграція. Найбільш інтенсивним залишається обмін населенням між Україною і колишніми республіками СРСР, проте його обсяги значно зменшилися. Так 2008 року брутто-міграція становила 44,8 тисячі осіб, тобто була майже в 15 разів меншою, ніж у перші роки після розпаду СРСР.
За січень — листопад 2017 року міграційний приріст населення України становив 7889 осіб. Міграційний приріст в Україні протягом тривалого часу був додатнім (до країни приїжджало більше людей, ніж виїжджало з неї:
- 1950—1960 +549 тис. осіб;
- 1961—1970 +530 тис. осіб;
- 1971—1980 +200 тис. осіб;
- 1981—1987 −228 тис. осіб.

За переписом 1989 року різниця між кількістю уродженців союзних республік СРСР, що проживали в УРСР, та кількістю уродженців УРСР в інших союзних республіках становила 396,3 тисяч осіб. Найбільше додатне сальдо міграції УРСР було з Російською РФСР (616,1 тис.) та Білоруської РСР (151,0 тис.), додатним воно було і з республіками Закавказзя (всього 89,8 тис.). З іншими республіками Союзу УРСР мала від'ємне сальдо міграції, найбільше — з Казахською РСР (167,0 тис.), Молдавською РСР (79,6 тис.) та Латвійською РСР (72,6 тис.).
Швидке міграційне зростання спостерігалось на початку 1990-х років, коли протягом 1990—1993 років населення країни збільшилося лише за рахунок іммігрантів на 572 тисячі осіб. Економічні труднощі, які виникли в Україні у зв'язку з переходом до ринкових відносин істотно вплинули на інтенсивність і територіальні напрями міграцій. З 1992 року міграційний приріст почав швидко зменшуватися — від 287,8 тис. до 54,5 тис. у 1993 році. У 1994 році вже спостерігалося міграційне убуття, яке становило 142,9 тис. За 1994—2001 роки кількість емігрантів з України перевищила кількість іммігрантів на 1155,8 тис. осіб, щорічне міграційне убуття становило 144 тисячі осіб. Найбільше людей з України емігрувало в Російську Федерацію, США, Німеччину, Канаду, Ізраїль. Значну частину емігрантів становили євреї та члени їх сімей: за 1990—2006 роки єврейська еміграція оцінюється у 0,5 млн осіб, з яких 314,5 тис. виїхали до Ізраїлю, 94,9 тис. до США та 55,8 тис. до Німеччини.

Міграційний приріст населення України
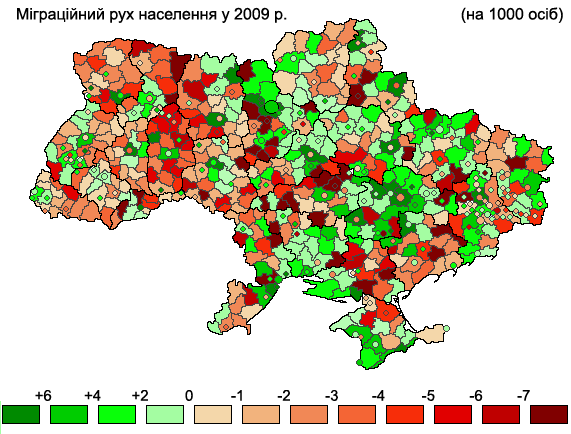
2009 рік
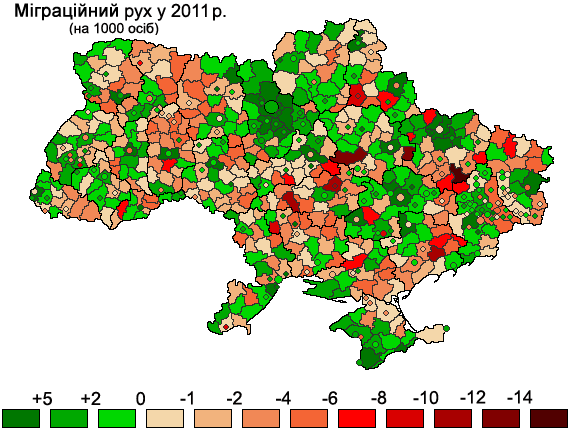
2011 рік
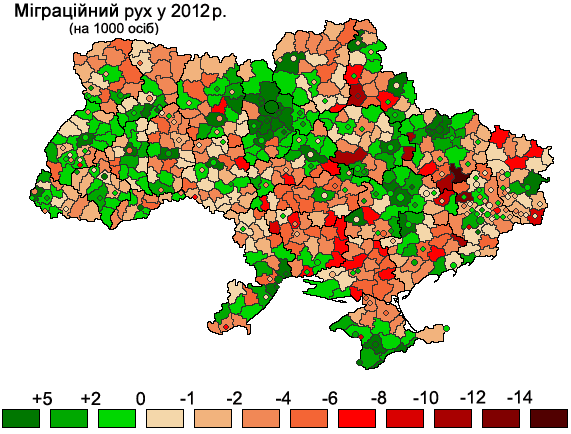
2012 рік

З 2002 року міграційне убуття швидко зменшувалось і за 2002—2004 роки становило 65,6 тис., або 22 тис. на рік. З 2005 року спостерігається міграційний приріст який за 2005—2013 становив 190,8 тис. осіб, в середньому 21,2 тис. на рік. Найбільший міждержавний міграційний приріст населення характерний для Києва, Одеської, Харківської областей та Криму.
| Міграційний приріст населення України (на 1000 осіб) | Міграційний приріст населення України (на 1000 осіб) | Міграційний приріст населення України (на 1000 осіб) | Міграційний приріст населення України (на 1000 осіб) | Міграційний приріст населення України (на 1000 осіб) | Міграційний приріст населення України (на 1000 осіб) | Міграційний приріст населення України (на 1000 осіб) | Міграційний приріст населення України (на 1000 осіб) | Міграційний приріст населення України (на 1000 осіб) | Міграційний приріст населення України (на 1000 осіб) | Міграційний приріст населення України (на 1000 осіб) | Міграційний приріст населення України (на 1000 осіб) | Міграційний приріст населення України (на 1000 осіб) | Міграційний приріст населення України (на 1000 осіб) | Міграційний приріст населення України (на 1000 осіб) | Міграційний приріст населення України (на 1000 осіб) | Міграційний приріст населення України (на 1000 осіб) | Міграційний приріст населення України (на 1000 осіб) |
| Рік | Рік                                                  | Рік                                                  | Рік                                                  | Рік                                                  | Рік                                                  | Рік                                                  | Рік                                                  | Рік                                                  | Рік                                                  | Рік                                                  | Рік                                                  | Рік                                                  | Рік                                                  | Рік                                                  | Рік                                                  | Рік                                                  | Рік                                                  |
| --- | ---------------------------------------------------- | ---------------------------------------------------- | ---------------------------------------------------- | ---------------------------------------------------- | ---------------------------------------------------- | ---------------------------------------------------- | ---------------------------------------------------- | ---------------------------------------------------- | ---------------------------------------------------- | ---------------------------------------------------- | ---------------------------------------------------- | ---------------------------------------------------- | ---------------------------------------------------- | ---------------------------------------------------- | ---------------------------------------------------- | ---------------------------------------------------- | ---------------------------------------------------- |
| |                                                      |                                                      |                                                      |                                                      |                                                      |                                                      |                                                      |                                                      |                                                      |                                                      |                                                      |                                                      |                                                      |                                                      |                                                      |                                                      |                                                      |
| 1950 | 1955                                                 | 1960                                                 | 1965                                                 | 1970                                                 | 1975                                                 | 1980                                                 | 1985                                                 | 1990                                                 | 1995                                                 | 2000                                                 | 2004                                                 | 2007                                                 | 2009                                                 | 2011                                                 | 2012                                                 | 2013                                                 | 2014¹                                                |
| 2,9 | –0,7                                                 | 1,1                                                  | 1,4                                                  | 1,9                                                  | 0,4                                                  | 0,1                                                  | 0,4                                                  | 1,5                                                  | –2,6                                                 | –2,7                                                 | –2,9                                                 | 0,3                                                  | 0,3                                                  | 0,4                                                  | 1,4                                                  | 0,7                                                  | 0,5                                                  |
| |                                                      |                                                      |                                                      |                                                      |                                                      |                                                      |                                                      |                                                      |                                                      |                                                      |                                                      |                                                      |                                                      |                                                      |                                                      |                                                      |                                                      |
| 2020² |                                                      |                                                      |                                                      |                                                      |                                                      |                                                      |                                                      |                                                      |                                                      |                                                      |                                                      |                                                      |                                                      |                                                      |                                                      |                                                      |                                                      |
| 0,96 |                                                      |                                                      |                                                      |                                                      |                                                      |                                                      |                                                      |                                                      |                                                      |                                                      |                                                      |                                                      |                                                      |                                                      |                                                      |                                                      |                                                      |
| Примітки: ¹ Без урахування тимчасово окупованої території АР Крим, м. Севастополя та адміністративних даних тимчасово окупованих районів у Донецькій та Луганській областях. ² Без урахування тимчасово окупованої території АР Крим, м. Севастополя та даних по Донецькій і Луганській областях. |                                                      |                                                      |                                                      |                                                      |                                                      |                                                      |                                                      |                                                      |                                                      |                                                      |                                                      |                                                      |                                                      |                                                      |                                                      |                                                      |                                                      |

62,5 % населення України проживає на місці свого постійного проживання все життя. Серед міського населення цей показник становить 57,8 %, серед сільського — 72,2 %. Найвищим він є у західних областях (70-87 %), найнижчим — у Автономній Республіці Крим — 39,4 %, Севастополі — 39,5 %, Києві — 47,2 %.
Крім виїзду за кордон власних громадян, включення у світові міграційні процеси після здобуття незалежності, виявилося для України в тому, що територія держави стала використовуватись в якості як транзитного коридору для нелегальних мігрантів, так і кінцевого місця призначення шукачів притулку громадян країн Африки й Азії.
Україна є членом Міжнародної організації з міграції (IOM).

### Внутрішні міграції
Постійні внутрішні міграції в Україні загалом відбувалися на початку 1990-х років між містами: 40 % — переважно з малих міст у великі, 30 % припадає на переселення з села в місто, 15 % — з міста в сільську місцевість і тільки 10 % — між селами. 70 % усіх цих потоків зосереджено в межах своїх областей. У середині 1990-х років ця загальна тенденція дещо порушилася через невизначеність з умовами проживання у містах у період економічної кризи, проте пізніше вона знову набрала попереднього вигляду.
Незначні міжобласні потоки мігрантів в основному спрямовуються із західного регіону на схід та у південні області. Частину з них в минулому становили організовані мігранти, переселення яких стимулювала держава. Найбільше додатне сальдо міжрегіональних міграцій 1999 року було характерне для Києва (6,7 ‰, тобто 6,7 на 1000 осіб) та Дніпропетровської, Черкаської, Полтавської областей, міста Севастополя (0,8 ‰), найменше — для Кіровоградської (-2,0 ‰).
Маятникові міграції, як правило, здійснюються у великі міста з сіл і малих міст. На території України сформувалися два великі райони інтенсивних маятникових трудових міграцій: східний (Донецька і Луганська області) та західний (Львівська, Івано-Франківська, Чернівецька, Закарпатська). Цьому сприяли густа сітка транспортних шляхів у них, а також високий рівень розвитку індустрії на Донбасі та велика густота сільського населення у західних областях.

### Еміграція

###### 1991-2014
За період 1991—2008 років з України до країн Заходу виїхало понад 600 тис. громадян. Пік еміграції припав на 1990 рік (понад 90 тис. осіб, понад 60 % становили євреї), 2008 року еміграція становила 7,5 тис. осіб (лише 5,6 % з них євреї). Окрім етнічного забарвлення змінилася і географія країн призначення: 1995 року до Ізраїлю прямували 38,9 % емігрантів, 2008 року — більше половини до США і Німеччини, до Ізраїлю лише 14,3 %.
Відкриття кордонів створило можливості для досягнення громадянами основної мети еміграції — підвищення рівня життя шляхом тимчасових поїздок за кордон з метою заробітку. Це спричинило зростання тимчасової трудової міграції, яка в 2010-х роках сягнула 2–3 млн осіб (Росія — 1 млн заробітчан, Польща — 300 тис. заробітчан, Італія — 200 тис., Чехія — 200 тис., Португалія — 150 тис., Іспанія — 100 тис., Туреччина — 35 тис., США — 20 тис. заробітчан). Масштаби сучасної трудової міграції з України оцінюються у 1,4-2,7 млн осіб, з них більше половини — нелегали. Основні країни трудової міграції — Росія (48 %), Чехія (12 %), Італія (13 %), Польща (8 %), Угорщина, Іспанія (3 %), Португалія (3 %). Станом на початок 2012 року громадяни України становили найбільшу групу легальних мігрантів у країнах ЄС. Трудова міграція забезпечує добробут багатьох сімей, є джерелом валютних надходжень (у 2010-х роках 4–6 млрд доларів США щорічно). Серйозною проблемою залишається нелегальна трудова міграція, торгівля людьми, зокрема, продаж жінок у сексуальне рабство.
За даними дослідження трудової міграції з України, 29,5 % трудових мігрантів перебувають у віці 15—29 років, 30,3 % у віці 30—39 років, 40,2 % у віці після 40 років. Повну, базову або неповну вищу освіту мали 31 % мігрантів, 59 % — повну середню освіту і 10 % — неповну середню освіту. Значні відмінності спостерігаються у напрямах трудових міграцій чоловіків та жінок. Так, жінки переважають серед мігрантів до Італії, Греції, Туреччини, Японії. Чоловіча міграція спрямована переважно до Росії, Португалії, Польщі, Чехії. Мігранти-чоловіки зайняті переважно у сфері будівництва. У Росії також спостерігається підвищена частка зайнятих у сфері зв'язку та транспорту, у Польщі — в сільському господарстві. Серед жінок, які працюють у Росії, найбільша зайнятість спостерігається у торгівлі та будівництві, у Чехії — в громадському харчуванні й промисловості, у Польщі та Італії — в сільському господарстві та як домашня прислуга.

###### 2014-2022
Річний рівень еміграції 2015 року становив 2,25 ‰ (171-ше місце у світі). Цей показник не враховує різниці між законними і незаконними мігрантами, між біженцями, трудовими мігрантами та іншими. Після падіння режиму Януковича та початку російсько-української війни зник суттєвий потік трудової міграції до РФ. Число дозволів на трудову діяльність для громадян України скоротилося із близько 400 тисяч у 2014 до 25 тисяч у 2020.
Станом на 2020 рік українську діаспору у світі УВКБ ООН оцінювало в 6.1 млн, зокрема в Європі - 5 млн.
Станом на кінець 2021 року 1.6 млн українських громадян мали легальний дозвіл на перебування у країнах ЄС (з яких 650 тис. у Польщі, 230 тис. в Італії та 193 тис. у Чехії), з них 1.2 млн дозвіл протягом 1 року та більше.
У 2022 році близько 30 тисяч громадян України отримали громадянство ЄС.

###### Після повномасштабного російського вторгнення
Згідно з даними ООН, станом на початок 2023 року в Україні було 5.9 млн внутрішньо переміщених осіб.
За даними Мінреінтеграції в Україні обліковано 4.8 млн внутрішньо переміщених осіб, однак їх реальна кількість становить (2023) майже 7 млн.
За даними ООН, станом на початок 2023 року в Україні було близько 8 млн осіб, що покинули Україну.

Станом на липень 2023 року було зареєстровано 4 млн українських громадян, які мали тимчасовий захист у країнах ЄС.

### Імміграція

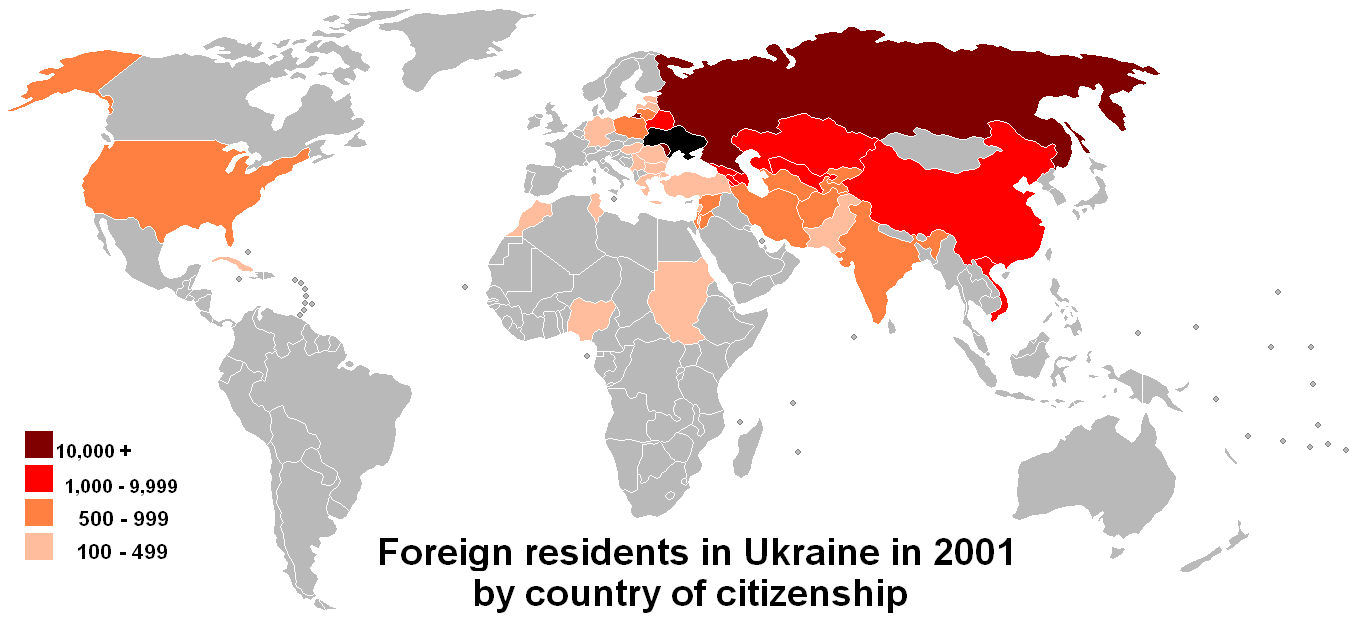
Країни походження іммігрантів в Україну

Для початку 1990-х років для України було типовим значне переважання в'їзду над виїздом; додатне міграційне сальдо швидко збільшувалося (1989 рік — 44,3 тисячі, 1992 рік — 288 тисяч осіб). Міграційний приріст забезпечувався передусім поверненням на батьківщину вихідців з України; з «гарячих точок» прибували представники корінного населення (62 тисячі біженців із Придністров'я (Молдова); 3 тисячі осіб з Абхазії (Грузія); 2 тисячі з Ічкерії (Росія); 5 тисяч осіб з Таджикистану. За період 1991—2008 років до України в'їхало приблизно 150 тисяч осіб із країн Заходу (більшість військовослужбовці Радянської армії, що виводилася з країн Центральної Європи). На батьківщину реемігрують українці з Росії, Далекого Сходу, Сибіру, Казахстану; до Криму повертаються депортовані кримські татари. У середині 1990-х відбулося значне скорочення імміграції, вперше за повоєнний період сальдо міграції було від'ємним (1994 рік — -142,9 тисячі осіб). Після стабілізації економіки міграція між новоутвореними республіками набула паритетного характеру, 1999 від'ємне сальдо впало до –0,5 тисяч, а від 2004 набуло додатного значення (2008 рік додатне сальдо у 15 тисяч осіб). За період 1991—2008 років до України з країн колишнього СРСР прибуло понад 2,2 мільйони осіб, вибуло приблизно 2 мільйони, додатне сальдо становило приблизно 250 тисяч осіб.
За переписом 2001 року, з 48,24 мільйонів жителів України 42,91 мільйони (88,9 %) народились на території України. На території держав СНД народились 4,837 мільйони (10,0 %), серед них в Росії — 3,6 мільйони (7,5 %), Білорусі — 270,75 тисяч (0,6 %), Казахстану — 245,07 тисяч (0,5 %). У державах Європи народились 288,5 тисяч (0,6 %), у тому числі 145,106 тисяч (0.3 %) — в Польщі. Народженими у країнах Америки є 3,16 тисячі осіб, 24,32 тисячі — Азії, 2,7 тисячі — Африки, 281 — Австралії та Океанії. Не вказали місце народження 175,19 тисяч осіб. Найвищий відсоток людей, народжених на території України, спостерігається у західних та центральних областях (без Києва) — 91—97 %. Меншим він є у східних — 85—87 %, південних — 65—87 %, а також у містах Києві — 87,0 % та Севастополі — 65,9 %.
У 2000-х роках в імміграційних потоках України переважає обмін населенням з країнами колишнього СРСР. За повідомленням Державного комітету статистики лише у 2011 році в Україну на постійне місце проживання приїхало 20 тисяч мешканців Росії. Ця країна посіла перше місце за кількістю іноземців, які переїхали до України. Серед нелегальних іммігрантів зросла частка уродженців з країн СНД — Молдови і Грузії, а також російських громадян із Чечні.

Населення регіонів України за країною народження (перепис 2001 року)
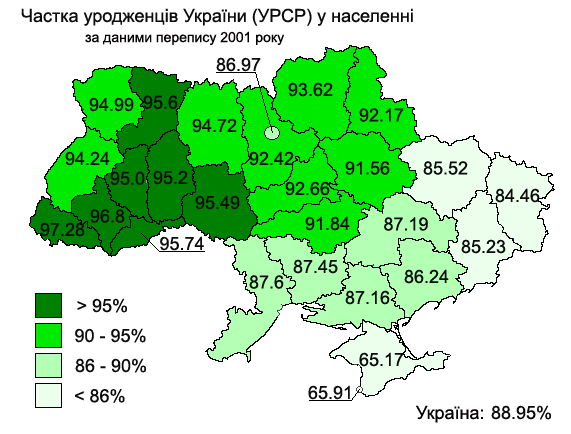
Україна
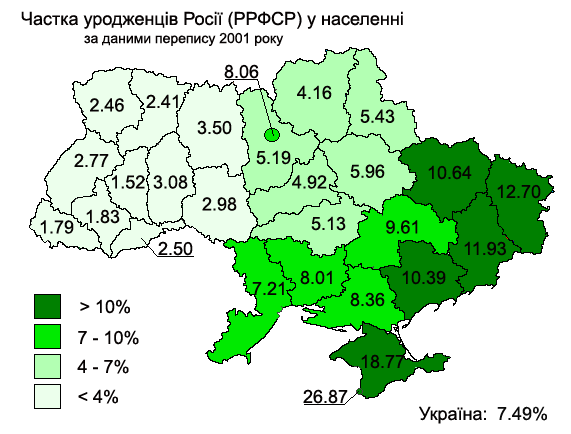
Росія
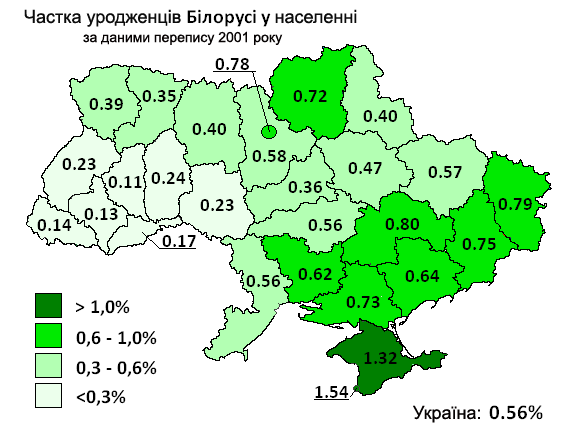
Білорусь
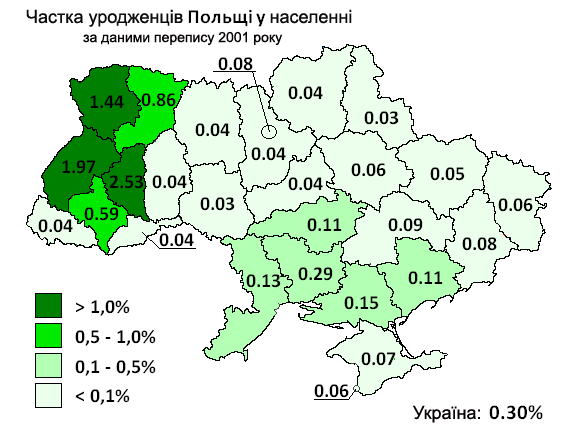
Польща

| Національність  | Загальна кількість | Народжених на території України | Частка народжених на території України (%) |
| --------------- | ------------------ | ------------------------------- | ------------------------------------------ |
| Українці        | 37 541 693         | 36 517 880                      | 97,3                                       |
| Росіяни         | 8 334 141          | 4 962 990                       | 59,6                                       |
| Білоруси        | 275 763            | 71 056                          | 25,8                                       |
| Молдовани       | 258 619            | 179 250                         | 69,3                                       |
| Кримські татари | 248 193            | 76 382                          | 30,8                                       |
| Болгари         | 204 574            | 194 276                         | 95,0                                       |
| Угорці          | 156 566            | 154 770                         | 98,9                                       |
| Румуни          | 150 989            | 149 448                         | 99,0                                       |
| Поляки          | 144 130            | 129 838                         | 90,1                                       |
| Інші            | 737 595            | 401 268                         | 54,4                                       |
| Не вказали      | 188 639            | 72 316                          | 38,3                                       |
| Загалом         | 48 240 902         | 42 909 474                      | 88,9                                       |

| Країна                    | 1989 | 2001 |
| ------------------------- | ---- | ---- |
| Україна                   | 86,2 | 88,9 |
| Росія                     | 10,1 | 7,5  |
| Білорусь                  | 0,8  | 0,6  |
| Казахстан                 | 0,7  | 0,5  |
| Інші країни СНД та Балтії | 1,2  | 1,6  |
| Інші країни               | 1,0  | 0,9  |

### Громадянство
У країні, станом на 2015 рік, мешкає 35 228 осіб без громадянства. Громадянами України за переписом 2001 року було 99,35 % населення України, громадянами країн СНД 0,33 %, 86,0 тис. осіб без громадянства (0,18 %). Законом України громадянство було надане автоматично усім, хто на час здобуття незалежності 1991 року проживав на території держави. Кримські татари, корейці, що прибули до країни після 1991 року, а також особи з паспортами СРСР, що вчасно не змінили їх на українські зіткнулись з певними проблемами в натуралізації. Проблеми репатрійованих кримських татар вирішувались на міждержавному рівні урядами України та Узбекистану.

### Біженці й вимушені переселенці
Близько 2 тисяч іноземців щорічно клопочуться про набуття статусу біженця в Україні. Офіційно в України перебувають біженці з понад 40 країн світу, найбільше серед них афганців. Упродовж 1991—2008 років на кордонах України було затримано понад 100 тис. нелегальних мігрантів (1991 рік — 148 осіб, 1999 рік — 14,6 тис. осіб). Найбільше серед них громадян Молдови, Російської Федерації, Індії, Пакистану, Афганістану. Посилення охорони державного кордону, удосконалення візового контролю дали змогу загальмувати наростання нелегальної міграції через Україну.
Станом на 2016 рік в Україні було офіційно зареєстровано 800 тисяч внутрішньо переміщених осіб (ВПО) через війну на сході — етап Російсько-української війни (з 2014). Точне число уточнюється Верховним комісаром ООН у справах біженців.

## Расово-етнічний склад

### Етноси
| Етнічний склад (2002 рік) | Етнічний склад (2002 рік) | Етнічний склад (2002 рік) | Етнічний склад (2002 рік) | Етнічний склад (2002 рік) |
| ------------------------- | ------------------------- | ------------------------- | ------------------------- | ------------------------- |
| Етнос:                    |                           |                           | Відсоток:                 |                           |
| українці                  | українці                  |                           | 77.8%                     | 77.8%                     |
| росіяни                   | росіяни                   |                           | 17.3%                     | 17.3%                     |
| білоруси                  | білоруси                  |                           | 0.6%                      | 0.6%                      |
| молдовани                 | молдовани                 |                           | 0.5%                      | 0.5%                      |
| кримські татари           | кримські татари           |                           | 0.5%                      | 0.5%                      |
| інші                      | інші                      |                           | 3.3%                      | 3.3%                      |

Основні етноси країни: українці — 77,8 %, росіяни — 17,3 %, білоруси — 0,6 %, молдовани — 0,5 %, кримські татари — 0,5 %, болгари — 0,4 %, угорці — 0,3 %, румуни — 0,3 %, поляки — 0,3 %, євреї — 0,2 %, інші — 1,8 % населення (перепис 2001 року).
За національним складом Україна належить до мононаціональних держав. Українці становлять абсолютну більшість населення України. Більшість українців проживає на своїх етнічних землях, де сформувався український народ. На цих землях українці завжди мали чисельну перевагу над іншими національними та етнічними групами. За даними першого всеукраїнського перепису населення 2001 року, в Україні проживало 37,5 млн українців, або 77,8 % загальної чисельності населення держави. Українці становлять абсолютну більшість (понад 90 %) у 13 з 27 регіонів України та переважну більшість (70-90 %) — в 7 регіонах. Частка українців знижується до 60 % лише у двох областях Донбасу та Одеській області. І тільки в Автономній Республіці Крим частка українців не досягає 50 % і становить 24,3 %. Майже моноетнічною є Тернопільська область, у якій українці становлять 97,8 % населення області.

Національний склад населення України
Секторна діаграма національного складу населення (англ.)
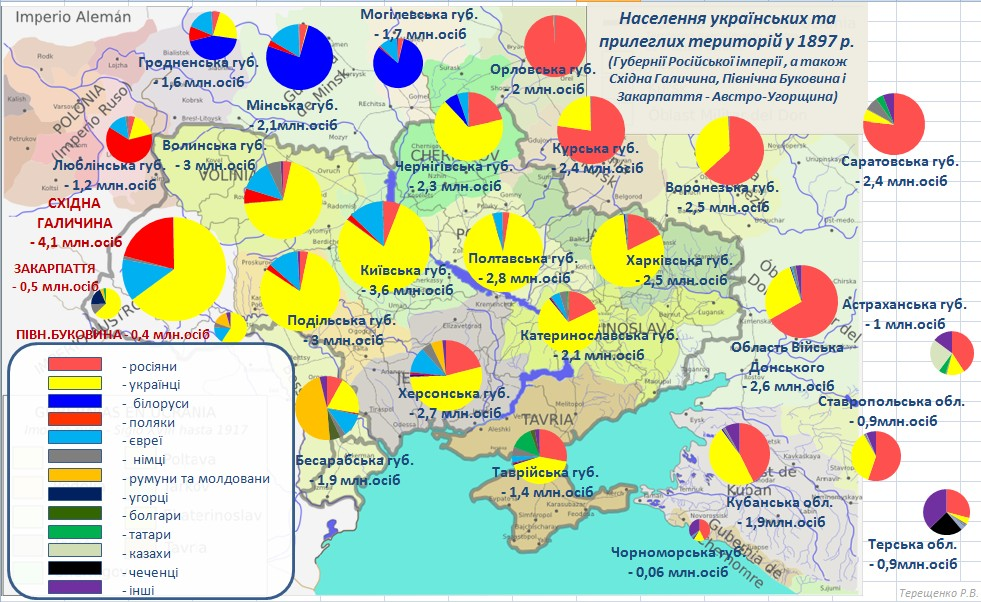
Мовний склад населення українських земель за переписом 1897 року
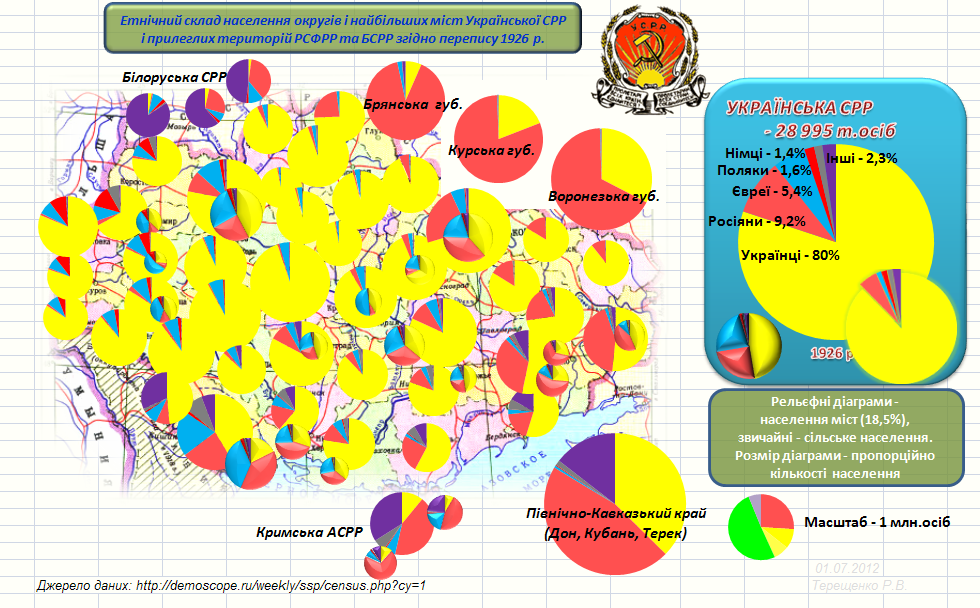
Перепис 1926 року
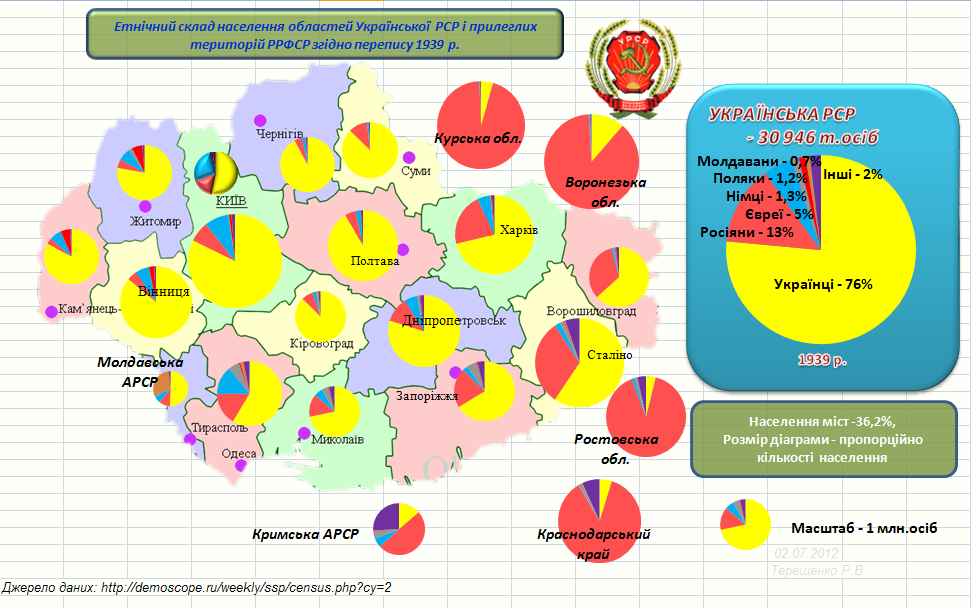
Перепис 1939 року
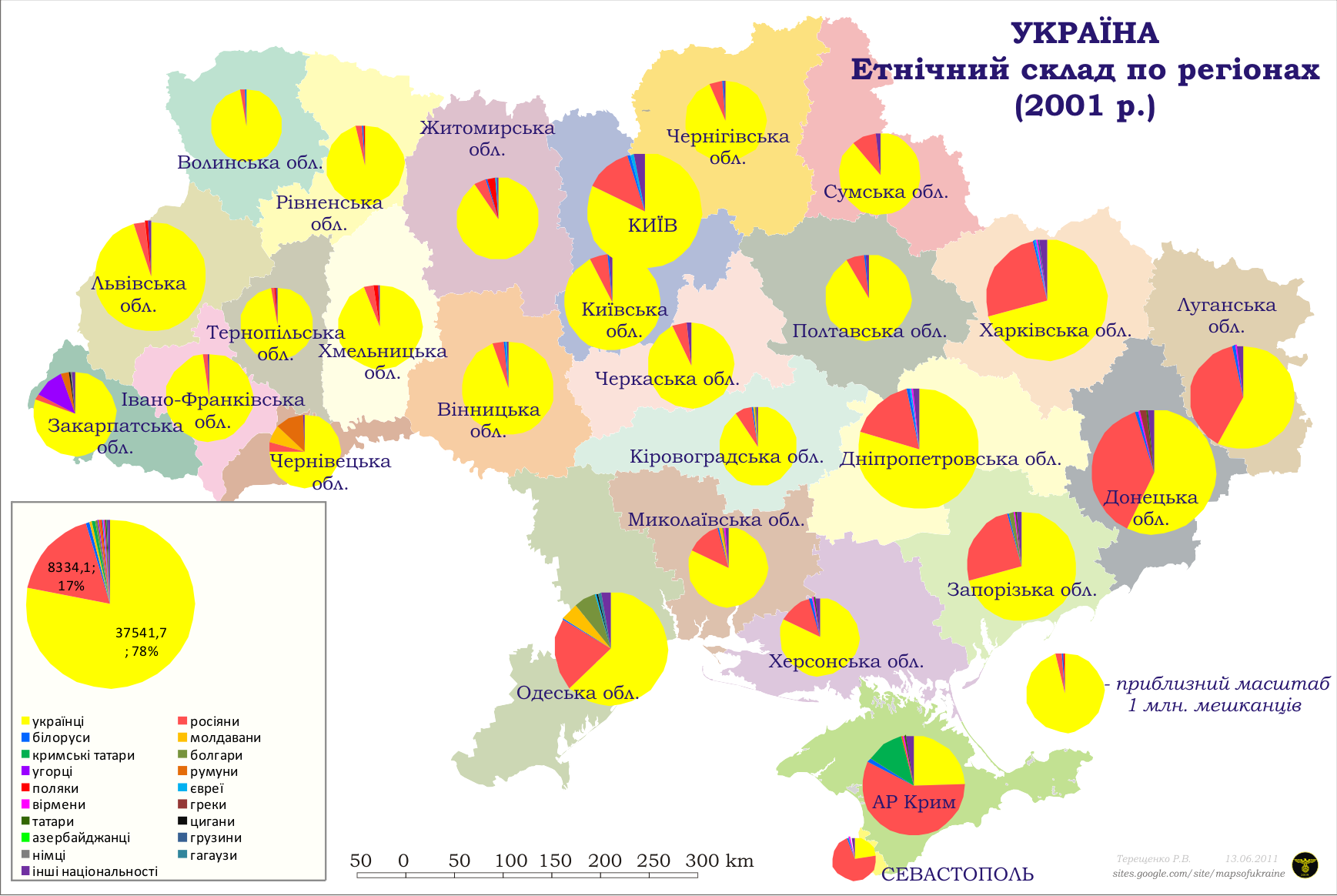
Перепис 2001 року

Частка українців у містах і селах за переписом 2001 року
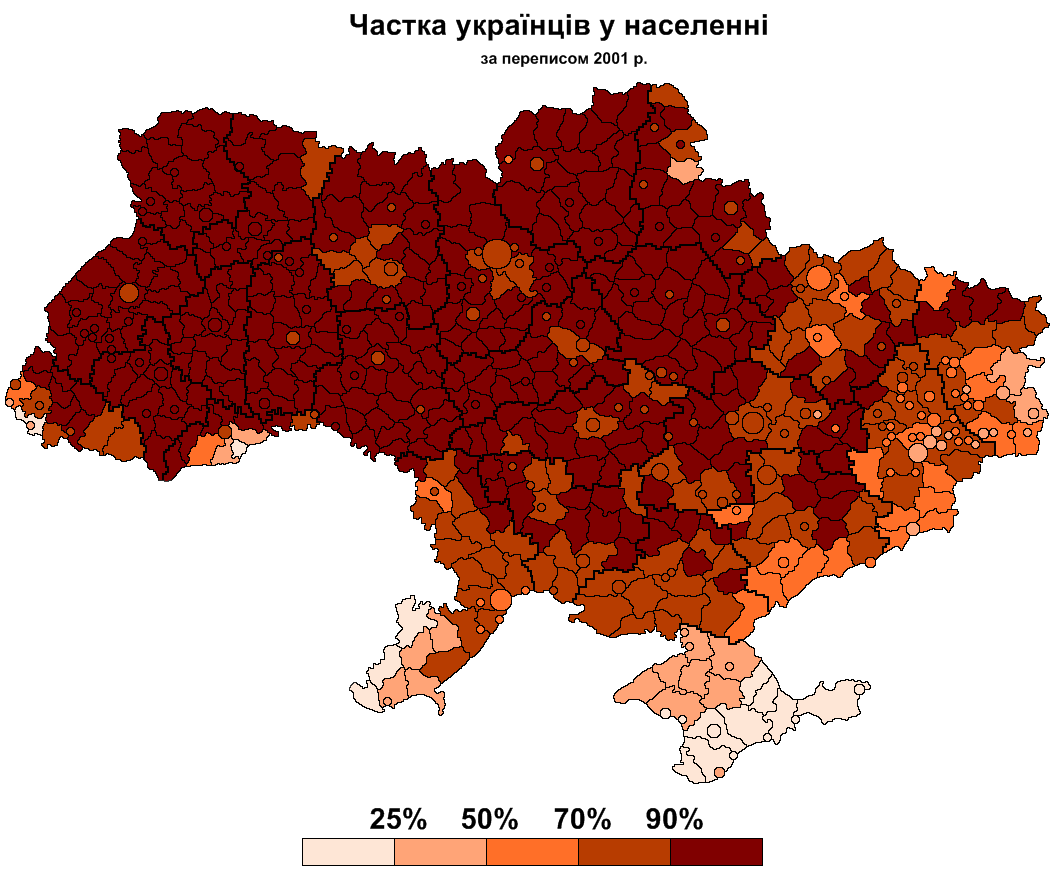
Все населення
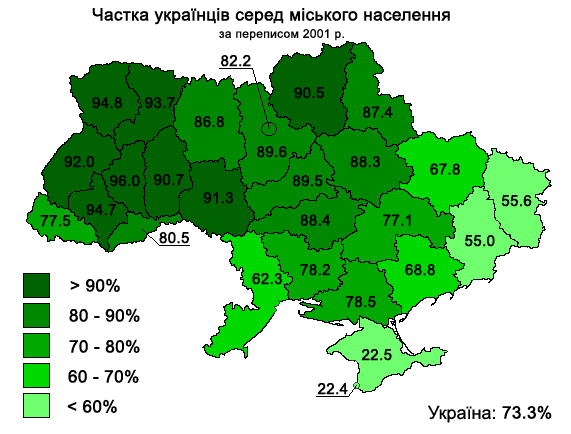
Частка в міському населенні
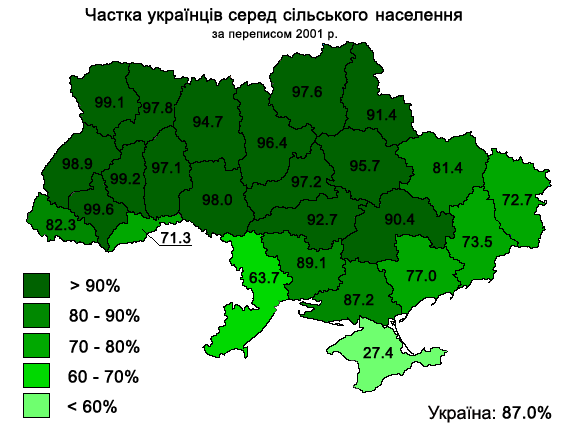
Частка в сільському населенні

| Національність  | Загалом    | %      | У містах   | %      | У селах    | %      |
| --------------- | ---------- | ------ | ---------- | ------ | ---------- | ------ |
| Українці        | 37 541 693 | 77,82  | 23 658 227 | 73,27  | 13 883 466 | 87,04  |
| Росіяни         | 8 334 141  | 17,28  | 7 236 704  | 22,41  | 1 097 437  | 6,88   |
| Білоруси        | 275 763    | 0,57   | 214 635    | 0,66   | 61 128     | 0,38   |
| Молдовани       | 258 619    | 0,54   | 73 593     | 0,23   | 185 026    | 1,16   |
| Кримські татари | 248 193    | 0,51   | 84 116     | 0,26   | 164 077    | 1,03   |
| Болгари         | 204 193    | 0,42   | 84 483     | 0,26   | 120 091    | 0,75   |
| Угорці          | 156 566    | 0,32   | 56 611     | 0,18   | 99 955     | 0,63   |
| Румуни          | 150 989    | 0,31   | 32 401     | 0,10   | 118 588    | 0,74   |
| Поляки          | 144 130    | 0,30   | 99 646     | 0,31   | 44 484     | 0,28   |
| Євреї           | 103 591    | 0,21   | 102 085    | 0,32   | 1 506      | 0,01   |
| Вірмени         | 99 894     | 0,21   | 79 145     | 0,25   | 20 749     | 0,13   |
| Греки           | 91 548     | 0,19   | 61 873     | 0,19   | 29 675     | 0,19   |
| Татари          | 73 304     | 0,15   | 58 954     | 0,18   | 14 350     | 0,09   |
| Цигани          | 47 587     | 0,10   | 33 432     | 0,10   | 14 155     | 0,09   |
| Азербайджанці   | 45 176     | 0,09   | 36 849     | 0,11   | 8 327      | 0,05   |
| Грузини         | 34 199     | 0,07   | 29 836     | 0,09   | 4 363      | 0,03   |
| Німці           | 33 302     | 0,07   | 24 605     | 0,08   | 8 697      | 0,05   |
| Гагаузи         | 31 923     | 0,07   | 8 554      | 0,03   | 23 369     | 0,15   |
| Інші            | 366 091    | 0,76   | 314 980    | 0,98   | 50 730     | 0,32   |
| Україна         | 48 240 902 | 100,00 | 32 290 729 | 100,00 | 15 950 173 | 100,00 |

| Етнічні групи    | 1897—1900 роки | 1926—1930 роки | 1959 рік | 1989 рік | 2001 рік | 2001 до 1897—1900 (%) |
| ---------------- | -------------- | -------------- | -------- | -------- | -------- | --------------------- |
| Українці         | 72,0           | 74,8           | 76,8     | 72,7     | 77,8     | 177,9                 |
| Росіяни          | 8,8            | 8,1            | 16,9     | 22,1     | 17,3     | 374,1                 |
| Євреї            | 9,0            | 6,5            | 2,0      | 0,9      | 0,2      | 4,0                   |
| Поляки           | 4,4            | 5,4            | 0,9      | 0,4      | 0,3      | 11,5                  |
| Німці            | 2,1            | 1,5            | 0,1      | 0,1      | 0,1      | 5,4                   |
| Молдовани/румуни | 1,0            | 1,1            | 0,8      | 0,9      | 0,8      | 97,7                  |
| Загалом          | 100,0          | 100,0          | 100,0    | 100,0    | 100,0    | 164,1                 |

За даними першого всеукраїнського перепису населення 2001 року, найчисельнішою етнічною меншиною в Україні є росіяни. Вони становлять близько 17,3 % загальної чисельності населення України. Найбільше росіян проживає в Автономній Республіці Крим. Це єдиний регіон України, де вони становлять більшість (58,3 %). До 40 % загальної чисельності населення регіонів становлять росіяни в Луганській та Донецькій областях і представляють близько третини усіх росіян України. З 1897 року по 2001 чисельність росіян в межах сучасної України збільшилась на 374,1 %.
Близько 5 % населення України представлене західними (поляки, чехи, словаки) та південними (болгари) слов'янами, романомовними (молдовани та румуни), фіно-угорцями (угорці та естонці), тюркомовними (татари, кримські татари, азербайджанці та гагаузи) народами. До окремих етнічних спільнот належать в Україні євреї, вірмени та греки. Проте кількість населення кожної з названих національностей в Україні не досягає 1 % загальної чисельності населення держави. За регіонами ці показники виглядають інакше. Так, 12 % населення Автономної Республіки Крим становлять кримські татари; 1,6 % населення Донецької області — греки; 3,5 % населення Житомирської та 1,6 % — Хмельницької областей — поляки. В Закарпатській області в структурі населення 12,1 % становлять угорці, 1,1 % — цигани, 2,6 % — румуни, на яких у Чернівецькій області припадає 12,5 %. У Запорізькій та Одеській областях проживають болгари (1,4 та 6,1 % відповідно). Молдовани становлять 5 % населення Одеської та понад 7 % — Чернівецької областей.

Національний склад населення України, перепис 2001 року
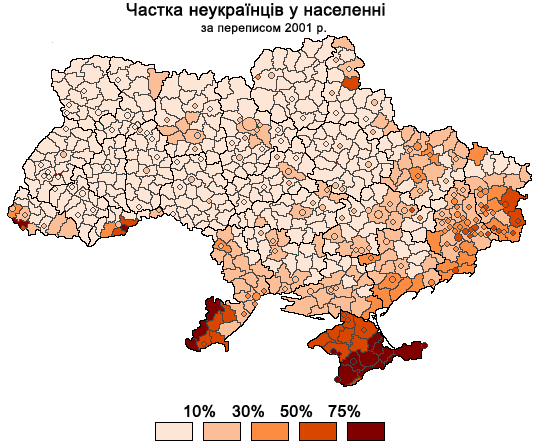
Частка етнічних меншин у населенні
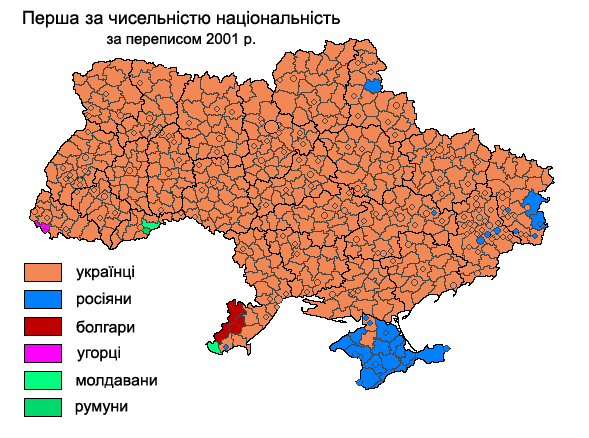
Перша за чисельністю національність
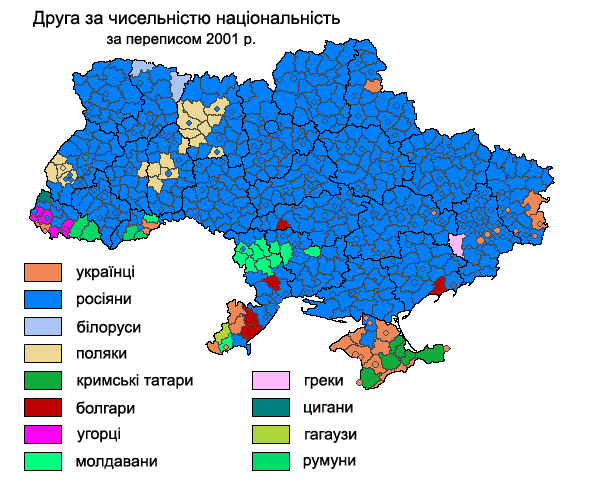
Друга за чисельністю національність
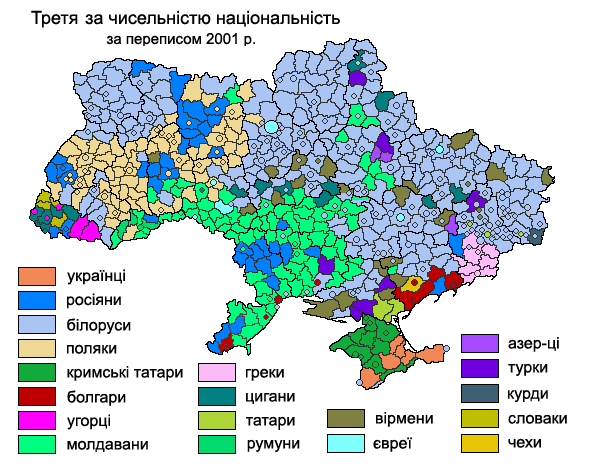
Третя за чисельністю національність

| Національність  | Уродженці України (%) | Іммігранти (%) | Населення загалом |
| --------------- | --------------------- | -------------- | ----------------- |
| Українці        | 85,1                  | 19,2           | 77,8              |
| Росіяни         | 11,6                  | 63,2           | 17,3              |
| Білоруси        | 0,2                   | 3,8            | 0,6               |
| Молдовани       | 0,4                   | 1,5            | 0,5               |
| Кримські татари | 0,2                   | 3,2            | 0,5               |
| Болгари         | 0,5                   | 0,2            | 0,4               |
| Угорці          | 0,4                   | 0,0            | 0,3               |
| Румуни          | 0,3                   | 0,0            | 0,3               |
| Поляки          | 0,3                   | 0,3            | 0,3               |
| Інші            | 0,9                   | 6,3            | 1,6               |
| Не вказано      | 0,2                   | 2,2            | 0,4               |

### Генетика
У антропологічному і генетичному відношенні населення України є відносно одноманітним. Населена переважно представниками східнослов'янських народів, що належать до великої європеоїдної раси. Більшість росіян, українців, білорусів і деяких інших народів, включно з кримськими татарами, відносяться до перехідних (між європеоїдною та монголоїдною) малих рас європеоїдів. Це є наслідком тривалого, майже два тисячоліття, проживання в контактній зоні Великого степу, своєрідного етнографічного коридору масованого переселення народів з Азії до Європи (гуни, тюрки, монголи, калмики). Представники негроїдної раси в населенні України — відсутні, максимум студенти із Африки та приїжджі заробітчани.
Антропологічні дослідження населення території сучасної України мають довгу історію. Перші його описи зафіксовані в античну епоху: у Геродота і Аристотеля про скіфів, Помпонія Мели про сарматів, Амміана Марцелліна та Йордана про аланів. Сучасний науковий підхід до антропологічних досліджень уперше був застосований українцем Павлом Чубинським; росіянами Анатолієм Богдановим, Дмитром Анучиним, Олексієм Івановським, Віктором Бунаком; поляками Ізидором Коперницьким, Ю. Талько-Гринцевичем і Яном Чекановським; французами Е. Амі й Жозефом Денікером; німцями Гансом Ґютером і Егоном Айкштедтом. Пік антропологічних досліджень народів, зокрема й України припав на першу половину XX століття і згас у 1940-х, внаслідок дискредитації таких досліджень нацистськими політичними колами. Перші систематичні антропологічні досліди на всіх українських землях провів український вчений Федір Вовк, пізніше дослідження продовжили представники його школи: Іван Раковський, Лев Ніколаїв, Анатолій Носов і Ростислав Єндик.

Антропологічні типи українців за Ф. Вовком
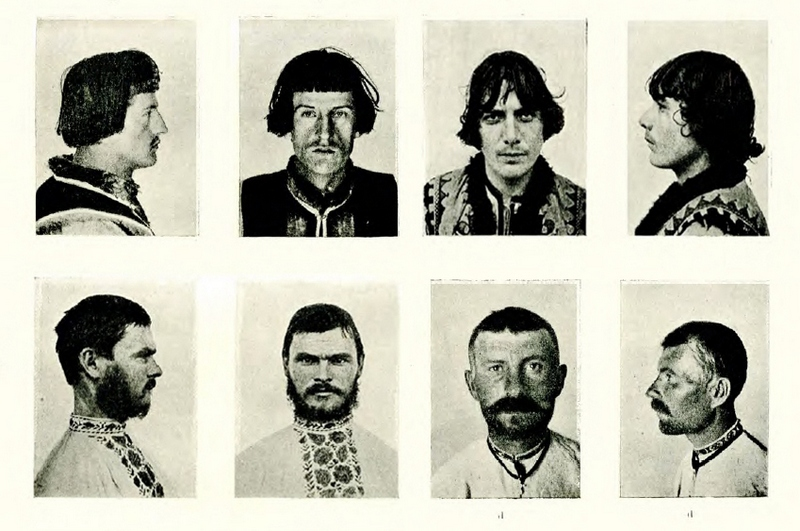
Чоловіки
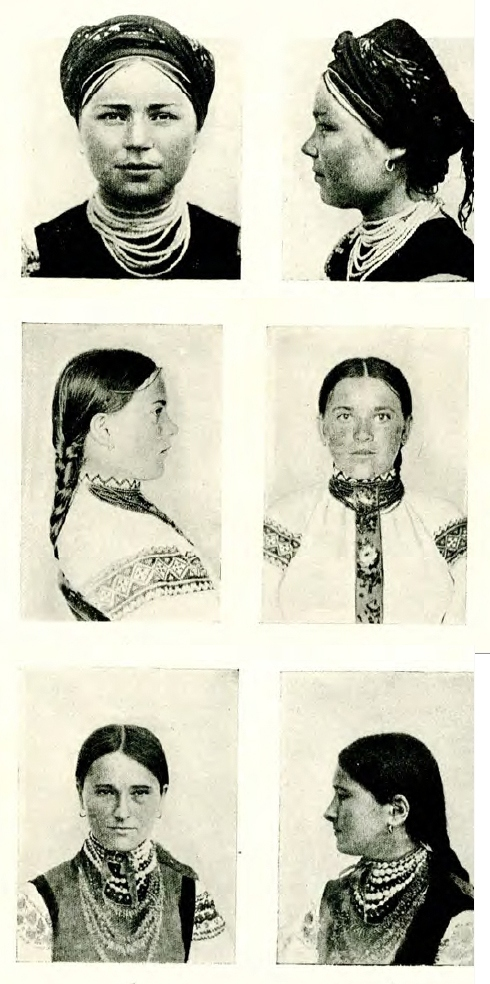
Жінки

Згідно з антропометричними дослідженнями Федора Вовка, населення України відносно однорідне з переважанням темноволосих, темнооких, вищого за середній зросту; круглоголове, розмірно високоголове (доліхокефальне), вузьколице, з рівним і досить вузьким носом, із розмірно короткими горішніми та довгими долішніми кінцівками. За цими ознаками українці виявляють найбільшу спорідненість із південними слов'янами. Він відносив українців до так званої ядранської раси (динарської), виділяючи окремі смуги антропологічних підтипів:
1. Північна. Полісся від Холмщини до Курщини. Населення здебільшого середнього росту, зі світлим волоссям й очами, переважно півкруглоголові, доліхокефальні, середньолиці, ніс широкий, часто кирпатий[83].
2. Середня. Від Волині та Східної Галичини до Східної Слобожанщини та Вороніжчини. Населення вищого за середній зросту, темніше волосся й очі, голови круглясті, доліхокефальні, лице середньо-широке, ніс вузький, переважно рівного профілю[83].
3. Південна. Від Закарпаття, Бойківщини, Гуцульщини, через південь Поділля, Причорномор'я, Запоріжчину до Криму й Кубані. З анклавом Бачка (Сербія). Населення високого зросту, темноволосі й кароокі, голова кругла й висока, лице — середньошироке, видовжене, ніс вузький, у профілі переважно рівний, часом орлиний[83].

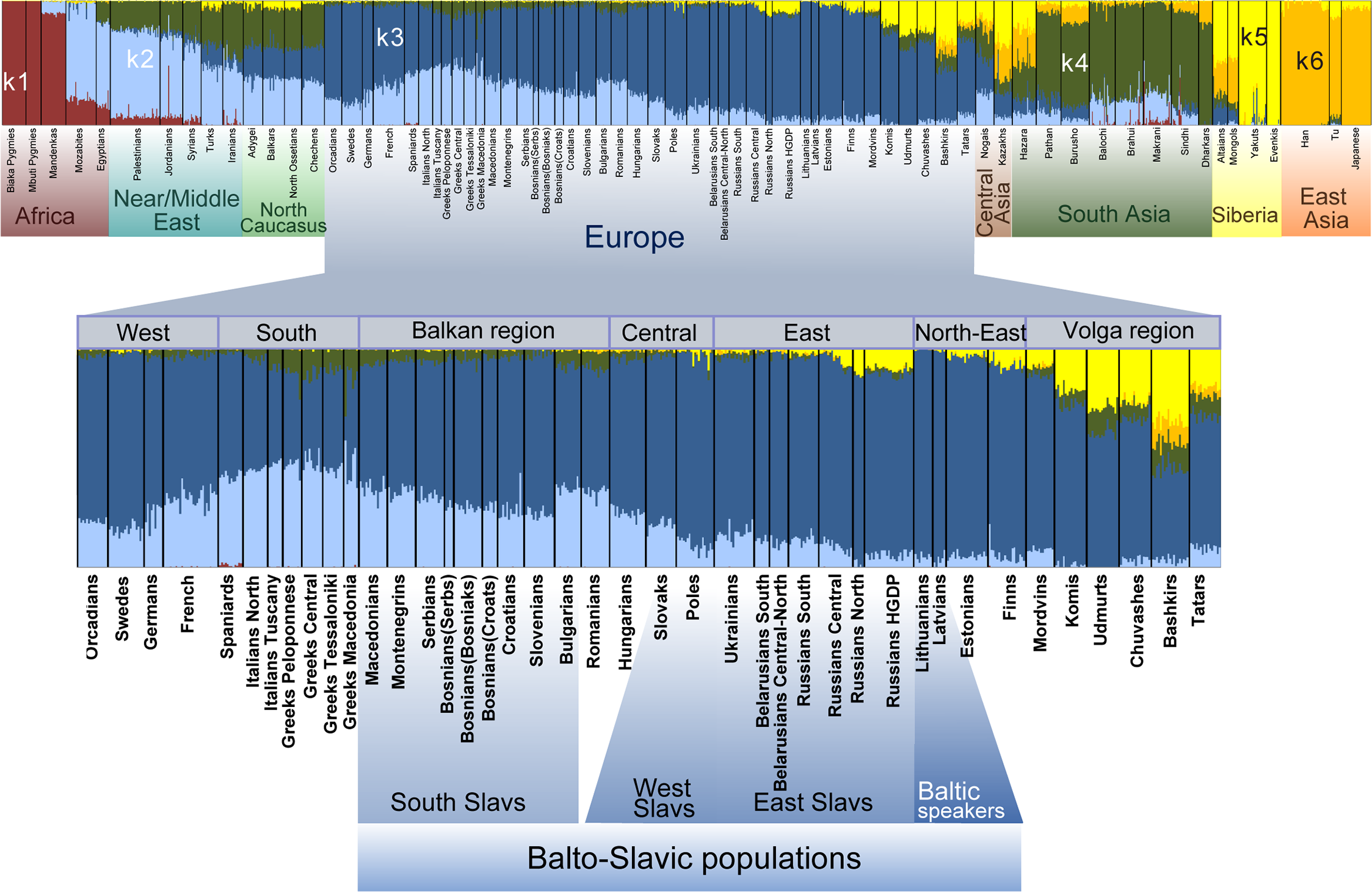
Спадкові компоненти балто-слов'янської популяції (англ.)
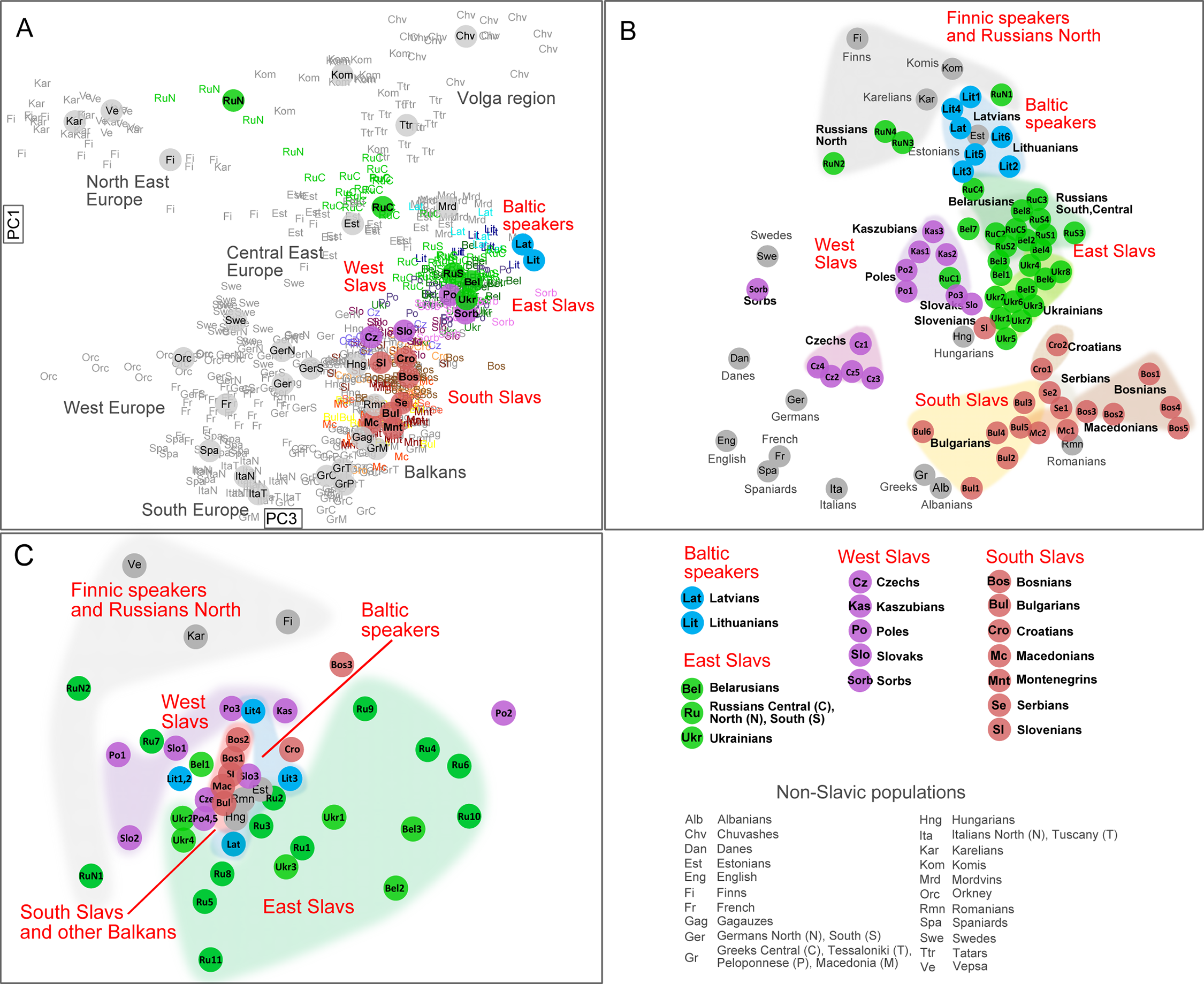
Генетична структура балто-слов'янської популяції (англ.)

Згідно останніх генетичних досліджень єдина балто-слов'янська гілка підродини індоєвропейських народів дві тисячі років зазнала швидкої дивергенції внаслідок просторової експансії з Центральної Європи на схід та південь (Балканський півострів), особливо в часи раннього Середньовіччя. Це розширення призвело до включення генетичних компонентів численних автохтонних популяцій до слов'янського генофонду. Для сучасного населення України таким елементом слугував субстрат іранських народів (скіфів-землеробів, сарматів), що населяли Північне Причорномор'я та Середнє Подніпров'я. Генетичні відстані серед популяцій балто-слов'янських народів, заснованих на аутосомних та Y-хромосомних локусах, показують високу кореляцію як між собою (0,9), так і з географією розселення (0,7), мітохондріальною ДНК та мовною приналежністю. Різноманітність сучасних слов'янських народів була сформована вже на місцях, завдяки місцевим автохтонними субстратами.

## Мови
| Мови України (2001 рік) | Мови України (2001 рік) | Мови України (2001 рік) | Мови України (2001 рік) | Мови України (2001 рік) |
| ----------------------- | ----------------------- | ----------------------- | ----------------------- | ----------------------- |
| Мова:                   |                         |                         | Відсоток:               |                         |
| українська              | українська              |                         | 67.5%                   | 67.5%                   |
| російська               | російська               |                         | 29.6%                   | 29.6%                   |
| інші                    | інші                    |                         | 2.9%                    | 2.9%                    |

Офіційна мова: українська — розмовляє 67,5 % населення країни. Інші мови: російська (офіційна регіональна в деяких південних і східних областях) — 29,6 %, інші мови (кримськотатарська, румунська, угорська) — 2,9 % (оцінка 2001 року). Конституція України гарантує вільний розвиток мов національних та етнічних меншин що проживають на території України. Статус регіональної для мов нацменшин, згідно з законом 2012 року, може бути наданий в окремих адміністративних одиницях, якщо кількість носіїв цієї мови перевищує 10 %. Регіональна мова може на рівних застосовуватись в судочинстві, державних органах влади, закладах освіти. Україна як член Ради Європи 2 травня 1996 року підписала і ратифікувала 19 вересня 2005 року Європейську хартію регіональних мов (вступила в дію 1 січня 2006 року). Регіональними мовами визнані: білоруська, болгарська, кримськотатарська, гагаузька, грецька, німецька, угорська, іврит, їдиш, румунська, польська, російська, словацька.

Найбільші розповсюджені рідні мови, 2001 рік
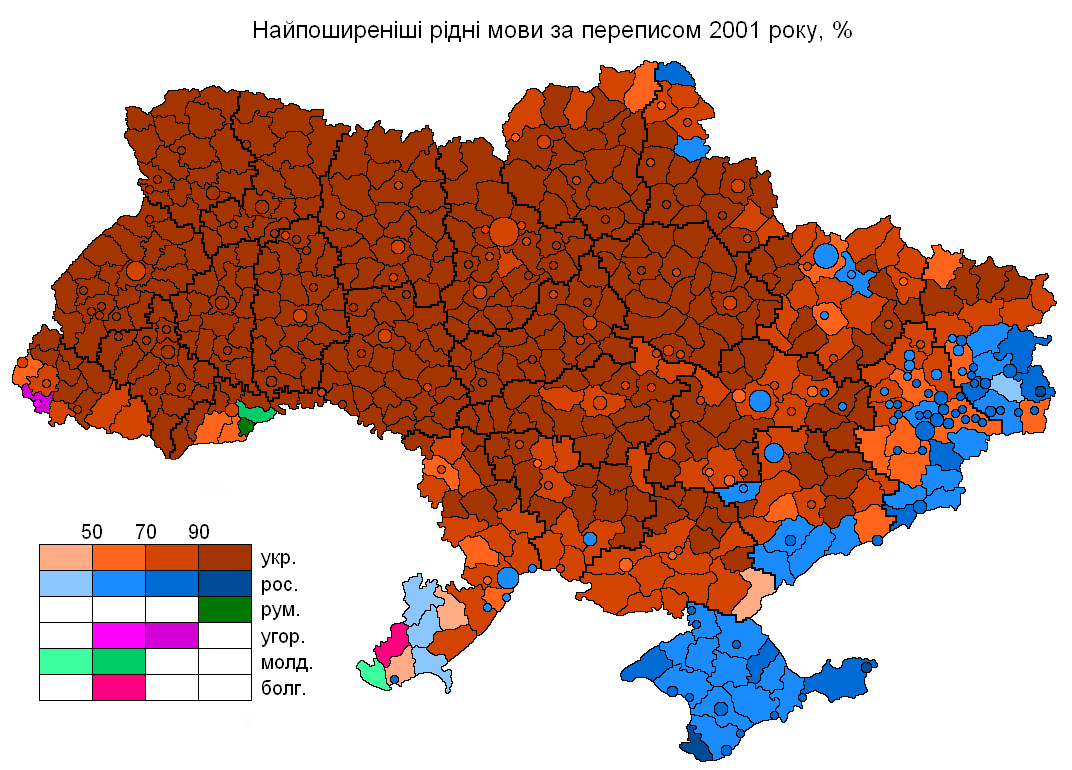
У районах та містах обласного підпорядкування
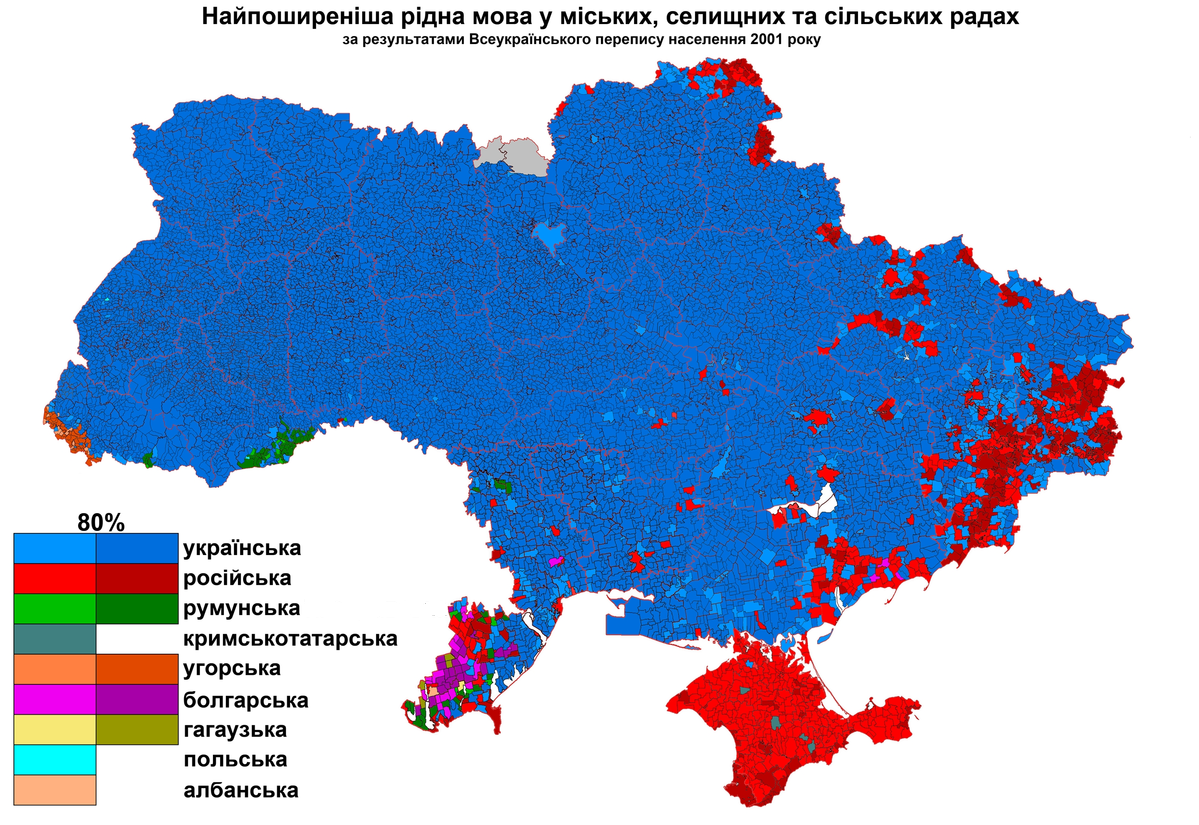
У міських, селищних та сільських радах

| Рік перепису | Українська | Російська | Інша |
| ------------ | ---------- | --------- | ---- |
| 1897-1900    | 70,7       | 9,6       | 19,7 |
| 1920-1926    | 71,3       | 11,9      | 16,8 |
| 1959         | 73,0       | 24,3      | 2,7  |
| 1970         | 69,4       | 28,1      | 2,5  |
| 1979         | 66,4       | 31,3      | 2,3  |
| 1989         | 64,7       | 32,8      | 2,5  |
| 2001         | 67,5       | 29,6      | 2,9  |

| Мова              | Кількість носіїв | %     |
| ----------------- | ---------------- | ----- |
| Українська        | 32 577 468       | 67,53 |
| Російська         | 14 273 670       | 29,59 |
| Кримськотатарська | 231 382          | 0,48  |
| Молдовська        | 185 032          | 0,38  |
| Угорська          | 161 618          | 0,34  |
| Румунська         | 142 671          | 0,30  |
| Болгарська        | 134 396          | 0,28  |
| Білоруська        | 56 249           | 0,12  |
| Вірменська        | 51 847           | 0,11  |
| Гагаузька         | 23 765           | 0,05  |
| Циганська         | 22 603           | 0,05  |
| Інша              | 178 764          | 0,38  |
| Не вказали        | 201 437          | 0,42  |

### Українська
В Україні єдина державна мова — українська. У світі, нею користуються близько 45 млн людей, і вона належить до третього десятка найпоширеніших мов світу. За даними Всеукраїнського Перепису Населення України 2001 року, українську мову вважають за рідну 67,5 % населення України, що на 2,8 % більше, ніж за даними перепису населення 1989 року. Українською мовою вільно володіють 87,8 % громадян. Найвищий відсоток осіб, які вільно володіють українською мовою, спостерігається серед населення західних (99-89 %), північних (99-95 %) та центральних (понад 70 %) областей. Російською мовою володіє дві третини населення України. Вона більше поширена на півдні та сході України. У великих містах сходу й півдня України помітна перевага російської мови в щоденному спілкуванні, попри значну частку населення, що вказало українську як рідну мову.

Рідна мова, перепис 2001 року
Українська мова як рідна
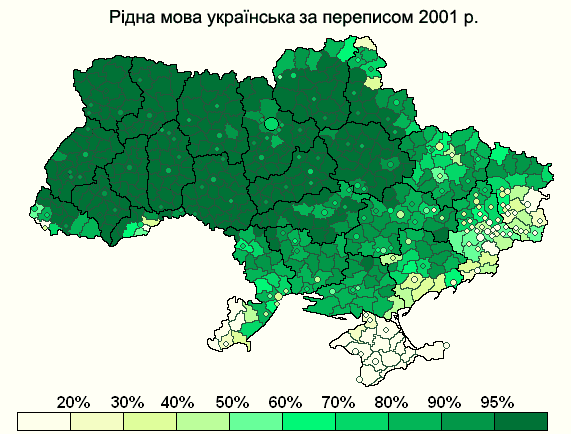
Українська мова як рідна за районами
Російська мова як рідна
Діаграма співвідношення

### Інші
За даними першого Всеукраїнського Перепису населення 2001 року, понад 85 % українців (78 % міських та 97 % сільських жителів), близько 96 % росіян та 92 % кримських татар назвали рідною мову своєї національності. Загалом у більшості областей України простежується тенденція до збереження етнічними спільнотами мови своєї національності при поширенні дво- та багатомовності.

Рідні мови національних меншин, перепис 2001 року
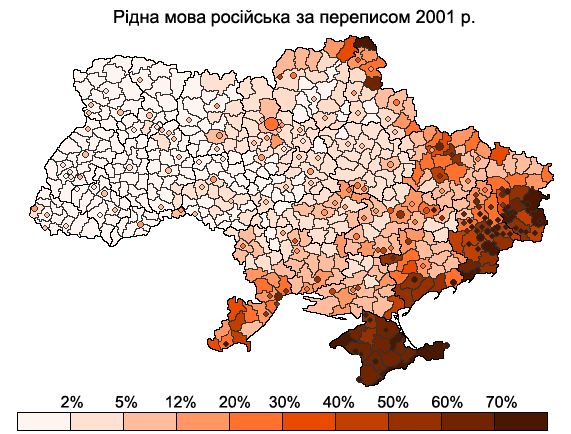
Російська
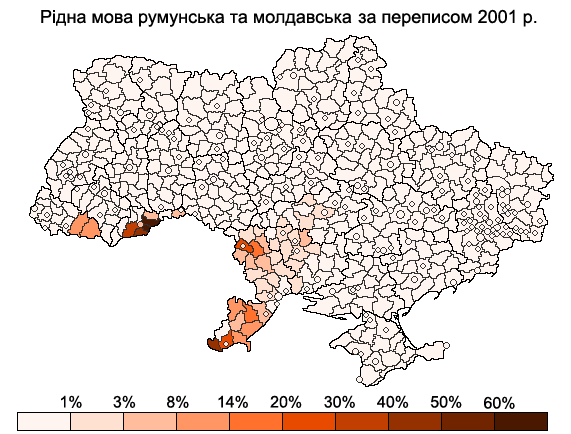
Румунська і молдовська
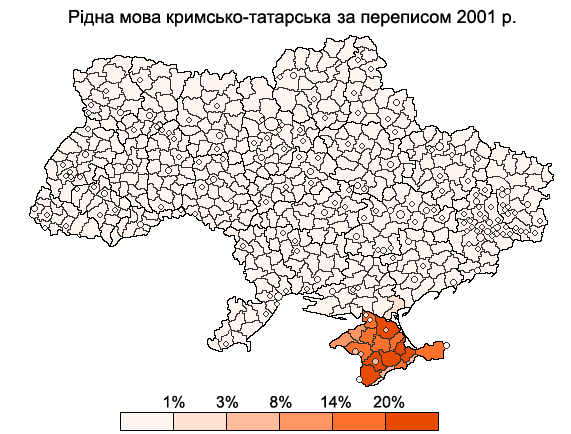
Кримськотатарська
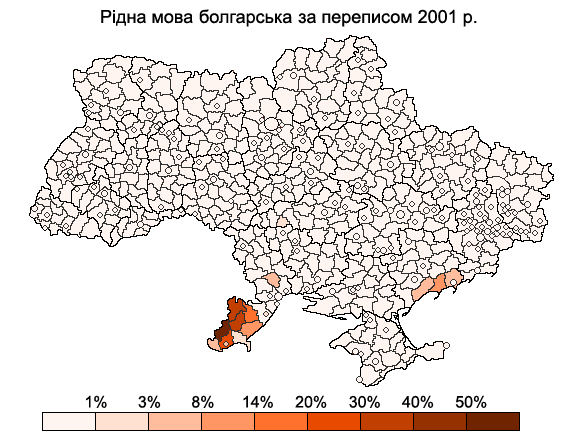
Болгарська
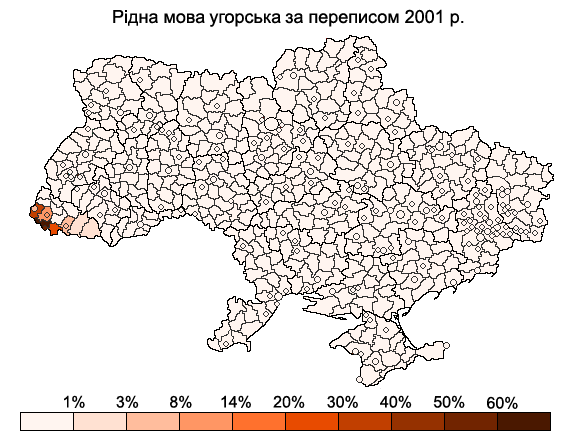
Угорська

## Релігії
| Релігії в Україні (2009 рік) | Релігії в Україні (2009 рік) | Релігії в Україні (2009 рік) | Релігії в Україні (2009 рік) | Релігії в Україні (2009 рік) |
| ---------------------------- | ---------------------------- | ---------------------------- | ---------------------------- | ---------------------------- |
| Віросповідання:              |                              |                              | Відсоток:                    |                              |
| православні                  | православні                  |                              | 27%                          | 27%                          |
| греко-католики               | греко-католики               |                              | 10%                          | 10%                          |
| католики                     | католики                     |                              | 4.7%                         | 4.7%                         |
| протестанти                  | протестанти                  |                              | 15%                          | 15%                          |
| мусульмани                   | мусульмани                   |                              | 1%                           | 1%                           |
| юдаїзм                       | юдаїзм                       |                              | 0.5%                         | 0.5%                         |
| інші                         | інші                         |                              | 1.5%                         | 1.5%                         |
| агностики                    | агностики                    |                              | 40%                          | 40%                          |

Основні релігії й вірування, які сповідує, і конфесії та церковні організації, до яких відносить себе населення країни: православ'я (Православна церква України (ПЦУ), Українська православна церква Московського патріархату (УПЦ-МП)), греко-католицтво — 8-10 %, римо-католицтво, протестантизм, іслам — менше 1 %, юдаїзм — менше 1 % (станом на 2013 рік). Населення України в переважній своїй більшості християнське, до двох третин з них ідентифікують себе православними.
| Рік  | Всього | Греко-католики | Православні | Православні | Православні | Протестанти | Католики | Інші конфесії |
| Рік  | Всього | Греко-католики | УПЦ МП      | УПЦ КП      | УАПЦ        | Протестанти | Католики | Інші конфесії |
| ---- | ------ | -------------- | ----------- | ----------- | ----------- | ----------- | -------- | ------------- |
| 2000 | 23 400 | 3 268          | 8 951       | 2 760       | 1 013       | 5 751       | 798      | 859           |
| 2001 | 24 919 | 3 289          | 9 423       | 3 010       | 1 052       | 6 376       | 818      | 951           |
| 2002 | 26 343 | 3 292          | 9 950       | 3 186       | 1 107       | 6 943       | 840      | 1 025         |
| 2003 | 27 569 | 3 328          | 10 310      | 3 352       | 1 154       | 7 355       | 854      | 1 216         |
| 2004 | 28 481 | 3 386          | 10 566      | 3 484       | 1 172       | 7 530       | 870      | 1 473         |
| 2005 | 29 262 | 3 438          | 10 763      | 3 685       | 1 164       | 8 008       | 872      | 1 332         |
| 2006 | 29 913 | 3 476          | 10 972      | 3 824       | 1 154       | 8 209       | 883      | 1 395         |
| 2007 | 30 670 | 3 526          | 11 233      | 3 963       | 1 178       | 8 417       | 895      | 1 458         |
| 2008 | 31 257 | 3 566          | 11 444      | 4 093       | 1 183       | 8 574       | 901      | 1 496         |
| 2009 | 31 940 | 3 597          | 11 704      | 4 251       | 1 194       | 8 733       | 904      | 1 557         |
| 2010 | 33 977 | 3 825          | 12 251      | 4 508       | 1 227       | 9 360       | 1 081    | 1 725         |
| 2011 | 34 586 | 3 881          | 12 536      | 4 594       | 1 248       | 9 479       | 1 089    | 1 759         |

Частка релігійних громад (зареєстрованих та незареєстрованих) по регіонах України, 2010 рік
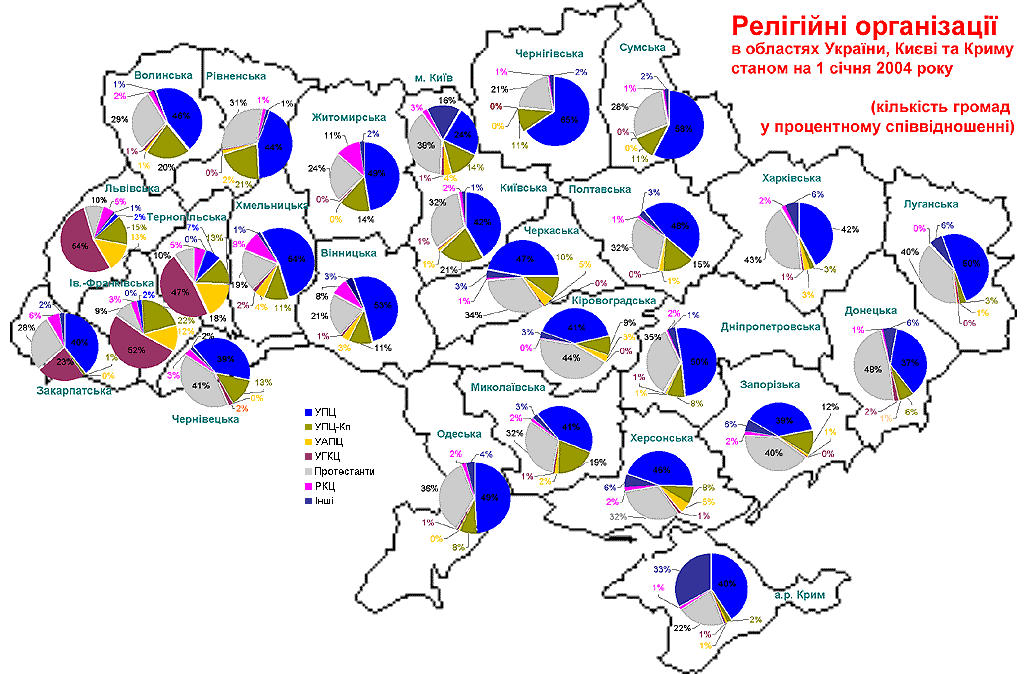
Кількість релігійних громад в Україні, 2004 рік
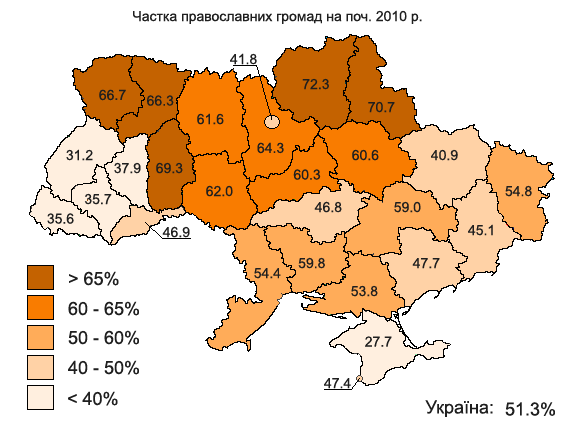
Православні (УПЦ, УПЦ-КП, УАПЦ)
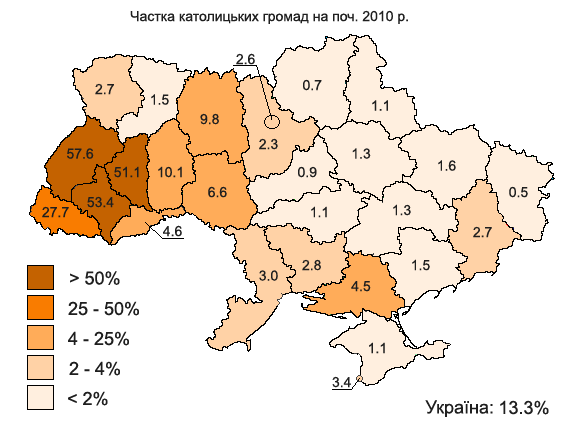
Католицькі (УГКЦ, РКЦ)
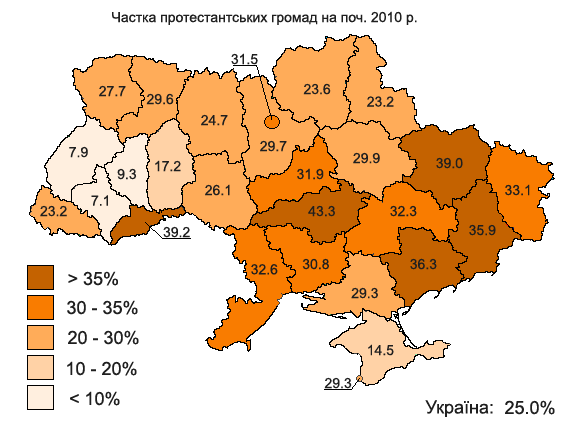
Протестантські (баптисти, п'ятидесятники, харизмати, адвентисти та ін.)
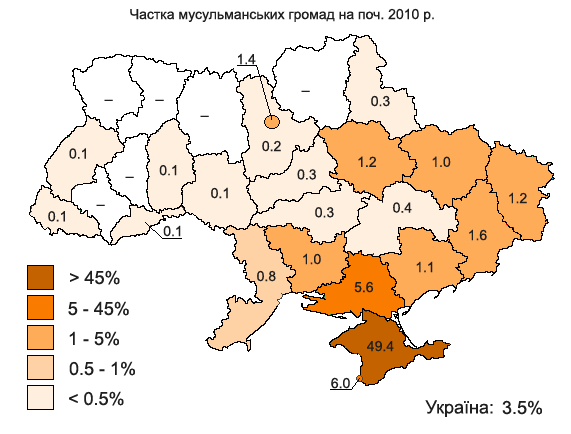
Ісламські

## Освіта
Рівень письменності 2015 року становив 99,8 % дорослого населення (віком від 15 років): 99,8 % — серед чоловіків, 99,7 % — серед жінок. Державні витрати на освіту становлять 6 % ВВП країни, станом на 2014 рік (35-те місце у світі). Середня тривалість освіти становить 15 років, для хлопців — до 15 років, для дівчат — до 16 років (станом на 2017 рік). Населення України відзначається порівняно високим рівнем освіти. Станом на 2001 рік з 45 802 450 осіб старше 5 років наявного населення країни мали освіту:
- повну вищу — 5 658 192 осіб (12,9 %);
- базову вищу — 309 247 осіб (0,7 %);
- неповну вищу — 8 024 682 осіб (17,5 %);
- повну загальну середню — 15 249 889 осіб (33,3 %);
- неповну загальну середню — 13 304 905 осіб (29,0 %);
- не мають початкової загальної — 3 110 813 осіб (6,8 %);
- неписьменні — 269 624 осіб (0,6 %).

| Рік  | Повна вища | Неповна вища | Повна середня | Базова середня | Початкова |
| ---- | ---------- | ------------ | ------------- | -------------- | --------- |
| 1959 | 21         | 55           | 64            | 233            | 299       |
| 1970 | 40         | 79           | 138           | 236            | 278       |
| 1979 | 65         | 119          | 225           | 222            | 252       |
| 1989 | 95         | 179          | 285           | 172            | 203       |
| 2001 | 136        | 177          | 349           | 160            | 142       |

| Населення | Повна вища | Базова вища | Неповна вища | Повна середня | Базова середня | Початкова |
| --------- | ---------- | ----------- | ------------ | ------------- | -------------- | --------- |
| Міське    | 166        | 9           | 204          | 348           | 136            | 114       |
| Сільське  | 54         | 4           | 119          | 350           | 212            | 202       |

За результатами перепису 2001 року, письменними є понад 99 % населення після 10 років. Серед неграмотного населення, якого налічувалося 151 217 осіб, абсолютно переважали жінки (135 455 осіб; 89,6 %) та сільські жителі (100 879 осіб; 66,7 %).
| Рік перепису | 1897 | 1920 | 1926 | 1939 | 1959 | 1970 | 1979 | 1989 | 2001 |
| ------------ | ---- | ---- | ---- | ---- | ---- | ---- | ---- | ---- | ---- |
| Загалом      | 27,9 | 51,9 | 63,6 | 88,2 | 99,1 | 99,8 | 99,9 | 99,9 | 99,9 |
| Міське       | 53,9 | 73,8 | 82,1 | 94,2 | 99,1 | 99,9 | 99,9 | 99,9 | 99,9 |
| Сільське     | 23,5 | 44,8 | 58,7 | 85,0 | 99,1 | 99,7 | 99,9 | 99,9 | 99,9 |

### Середня
В Україні запроваджено систему загальної обов'язкової шкільної освіти на базі державних і приватних ліцензованих закладів. Система середньої загальної освіти країни, станом на 2017 рік, представлена 16 719 закладами денного навчання, в яких навчається 3,9 млн учнів 1-11 класів, яким викладають 438 тис. педагогів. На фоні скорочення дітей шкільного віку відбувається скорочення шкільних закладів, їхнє укрупнення та централізація. У 2008—2009 навчальному році в країні в 20 047 денних загальноосвітніх навчальних закладах навчалось 4,4 млн учнів. Для підготовки педагогічних кадрів у кожному обласному центрі діє педагогічний виш, що забезпечує випуск повного спектра вчителів для середніх шкіл. Загальними теоретичними і прикладними питаннями педагогічної науки займається створена Національна академія педагогічних наук України.

### Вища
Станом на січень 2017 року в Україні налічується 358 вишів (з них 232 державних і 126 приватних) III—IV рівнів акредитації та 593 виші (з них 517 державних і 76 приватних) I—II рівнів. Серед них 176 університетів (з них 141 державної та 35 приватної форми власності), 61 академія (52 та 9 відповідно), 121 інститут і консерваторія (39 та 82 відповідно), 183 коледжі (128 та 55 відповідно), 249 технікумів (231 та 18 відповідно) і 162 училища (158 та 3 відповідно).

Провідні університети України
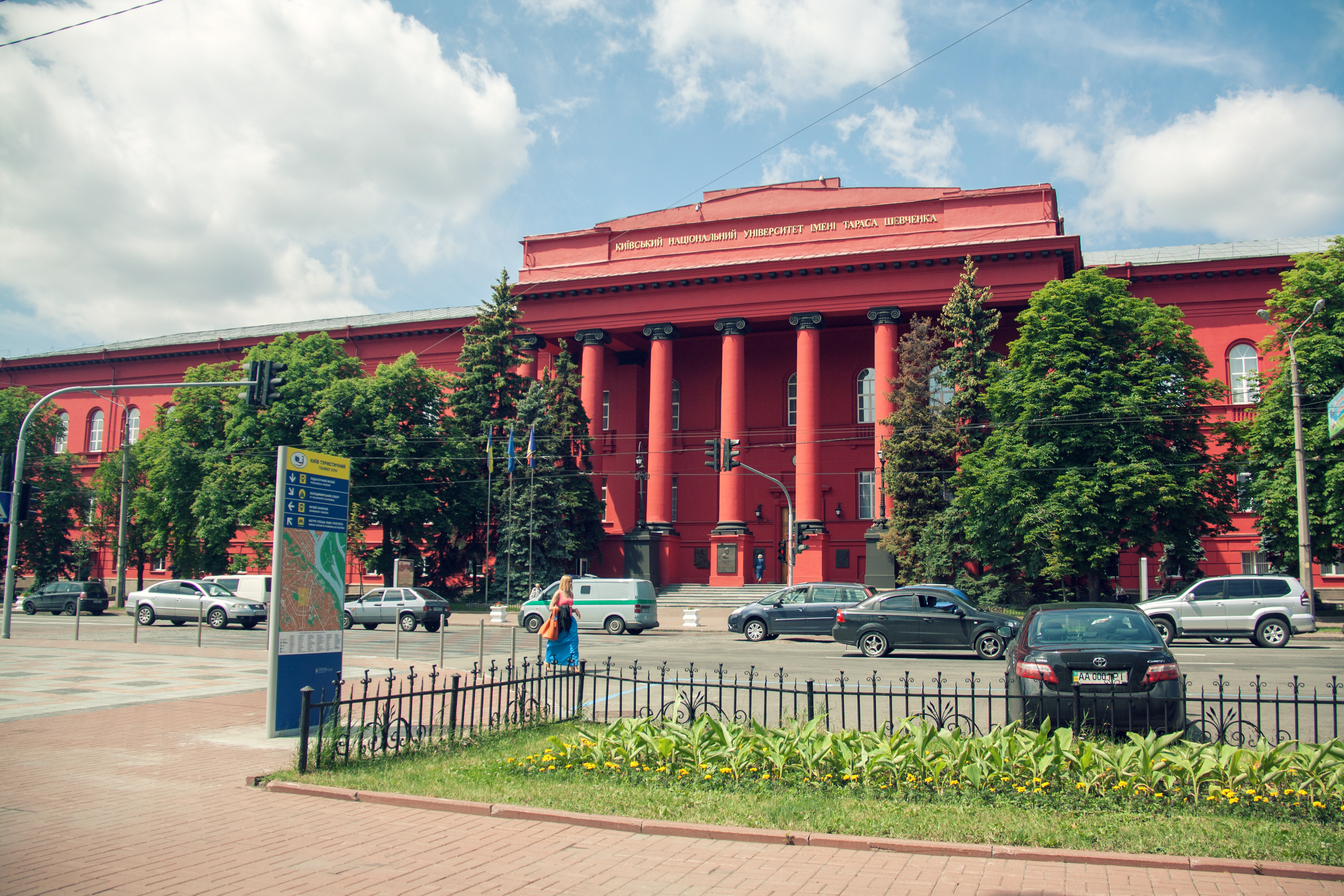
Київський
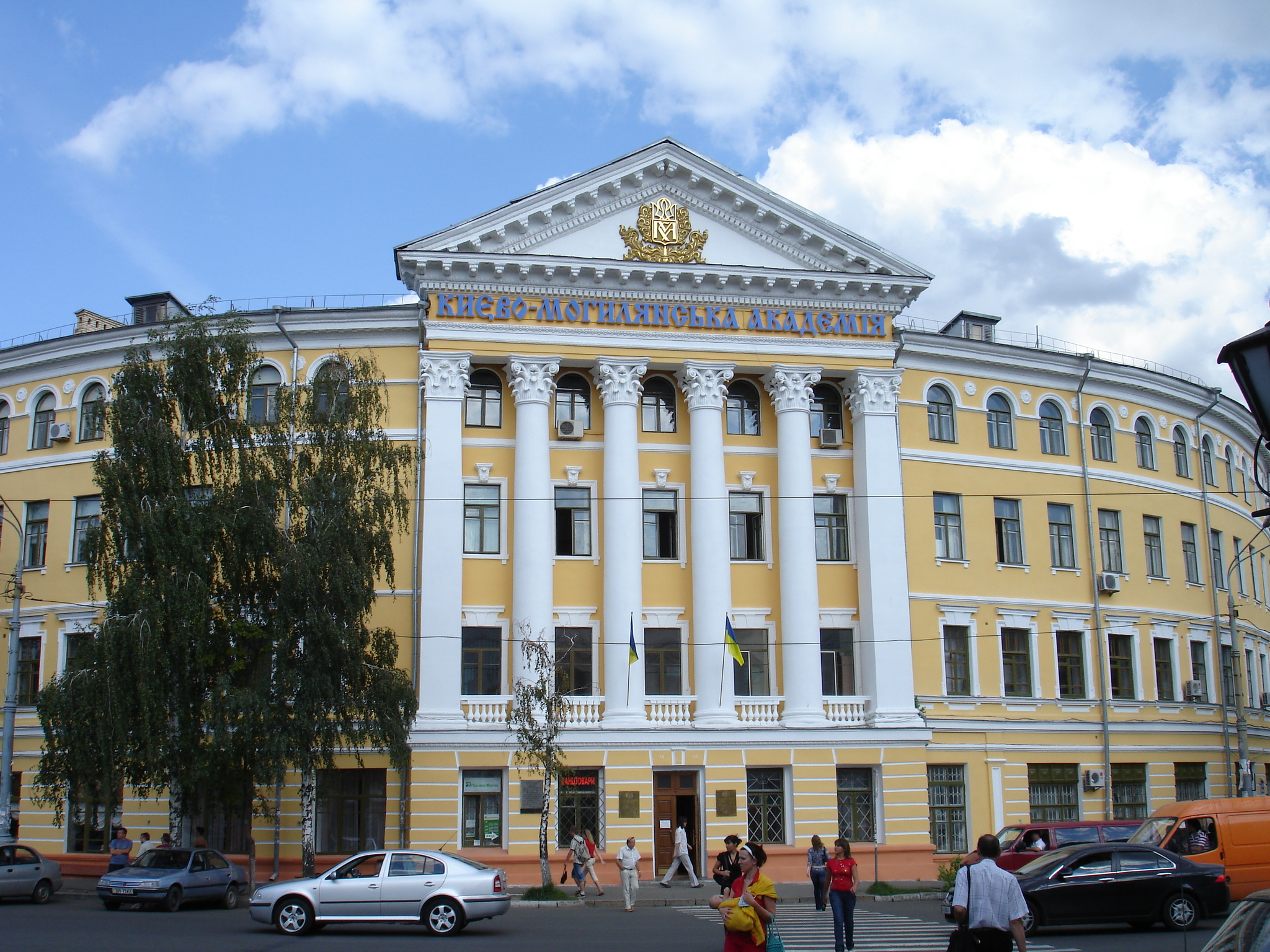
Києво-Могилянська академія
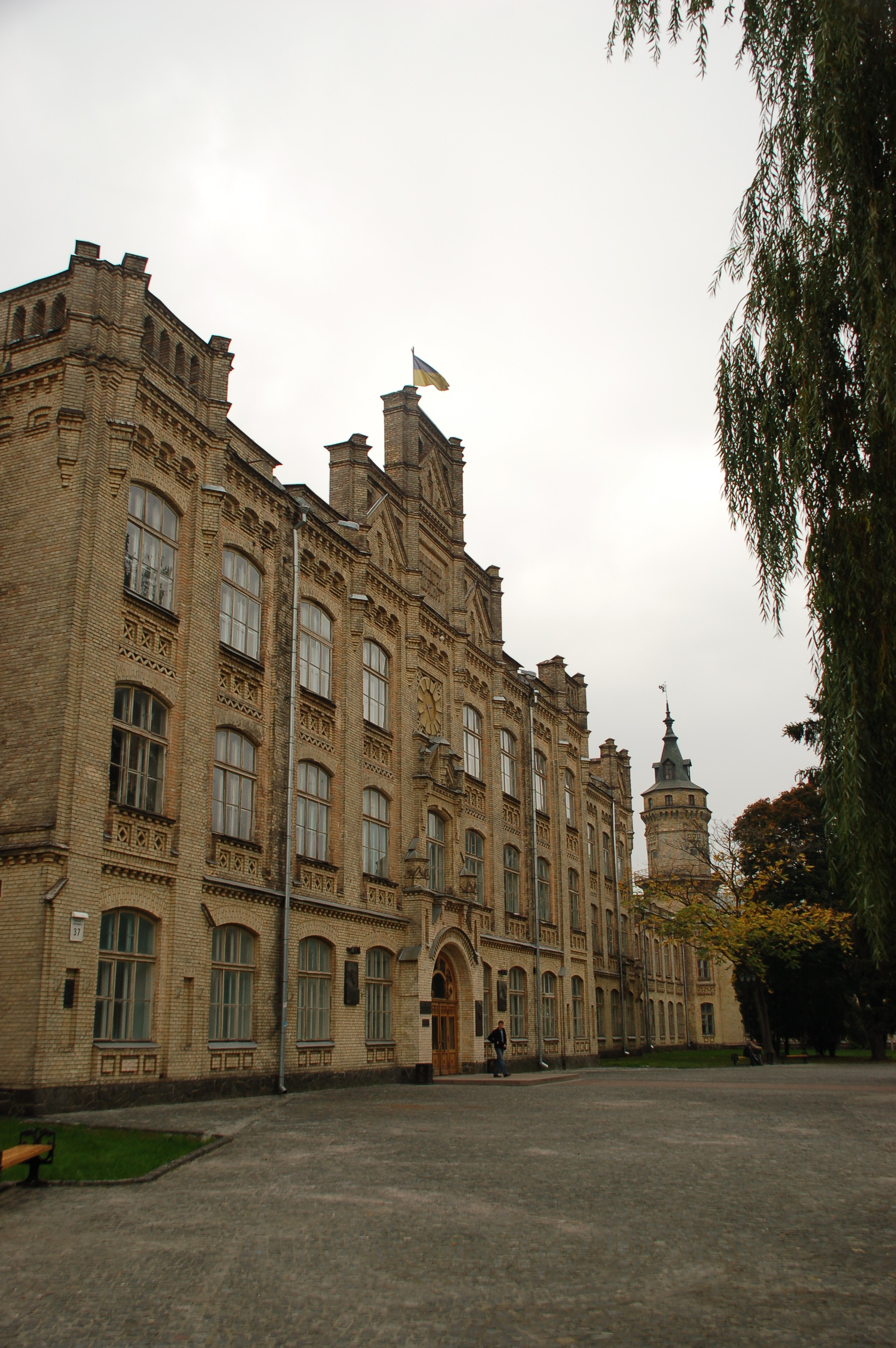
Київська політехніка
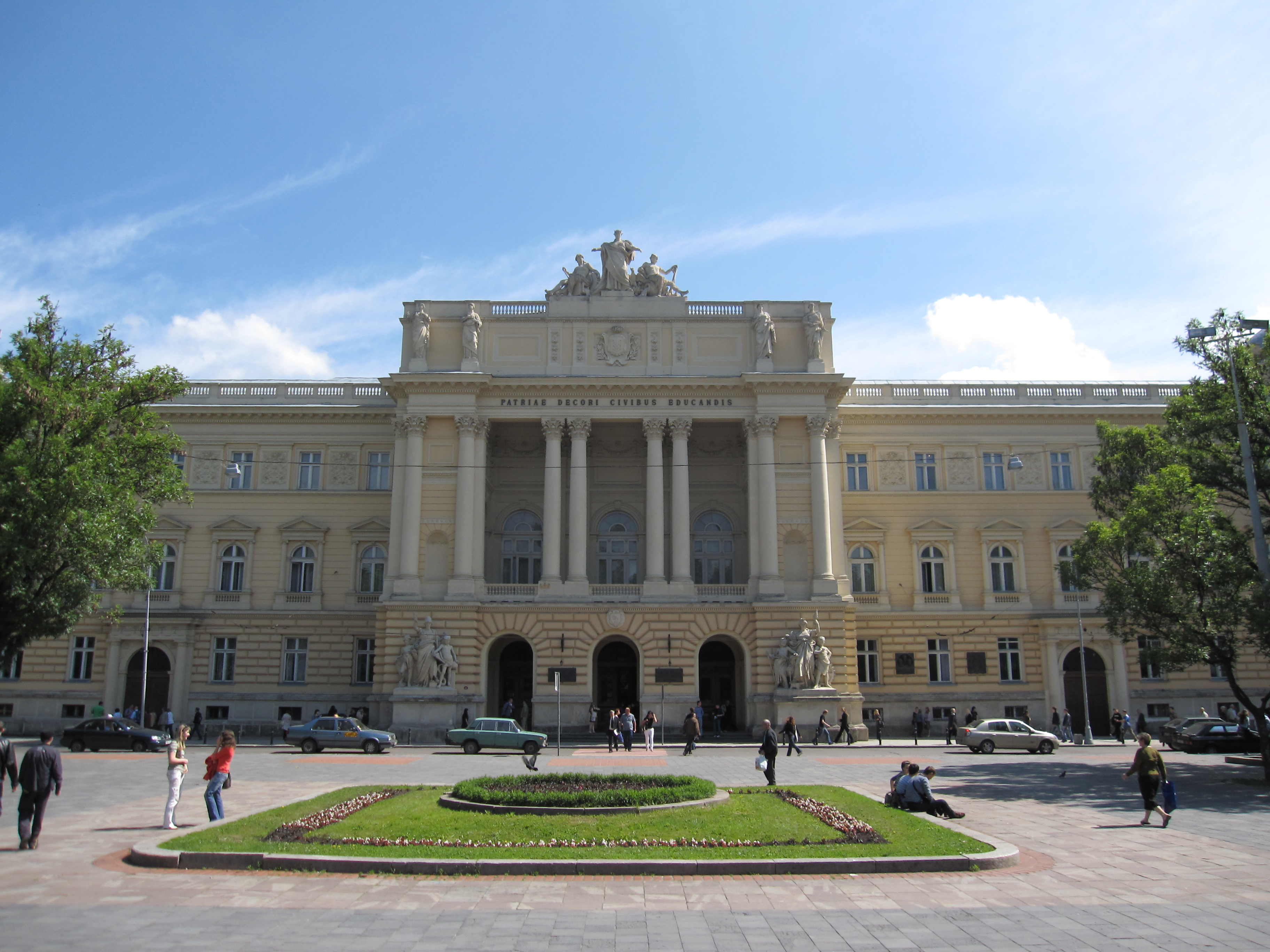
Львівський
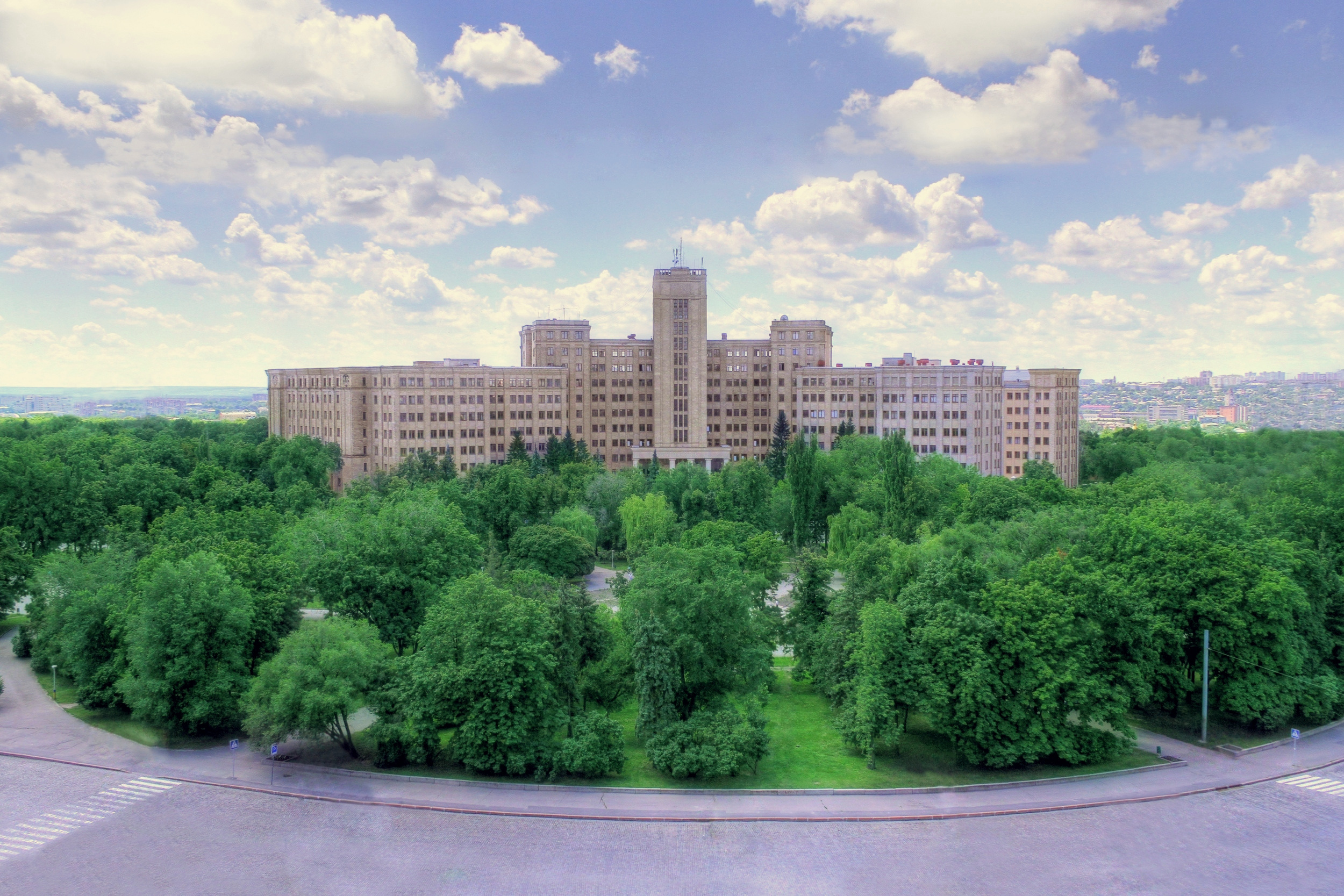
Харківський
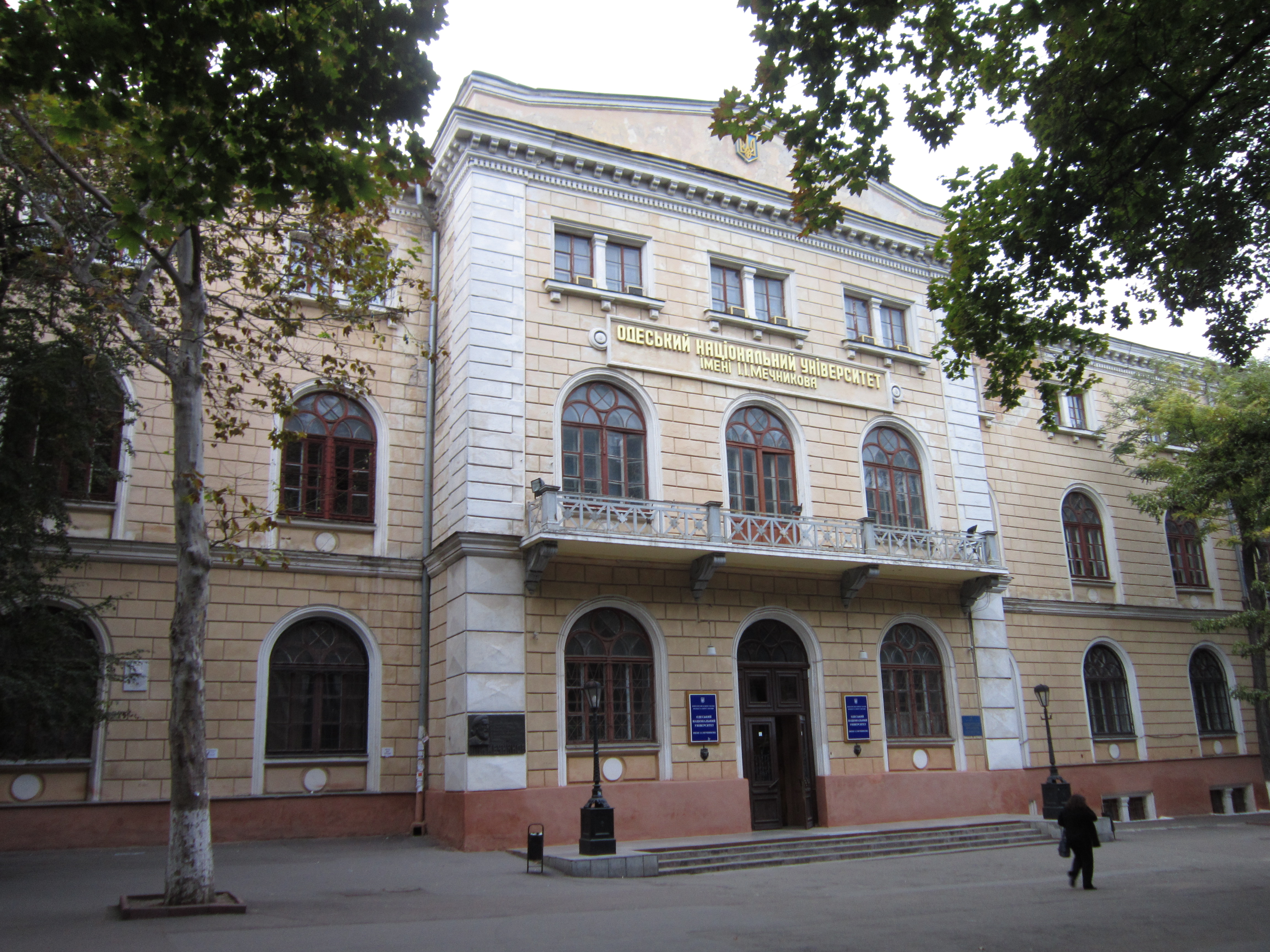
Одеський

## Охорона здоров'я
Забезпеченість лікарями в країні на рівні 3,54 лікаря на 1000 мешканців (станом на 2013 рік). Забезпеченість лікарняними ліжками в стаціонарах — 9,0 ліжка на 1000 мешканців (станом на 2012 рік). Загальні витрати на охорону здоров'я 2014 року становили 7,1 % ВВП країни (66-те місце у світі).
Смертність немовлят до 1 року, станом на 2017 рік, становила 7,8 ‰ (158-ме місце у світі); хлопчиків — 8,7 ‰, дівчаток — 6,9 ‰. Рівень материнської смертності 2017 року становив 24 випадки на 100 тис. народжень (125-те місце у світі).
Україна входить до складу ряду міжнародних організацій: Міжнародного руху (ICRM) і Міжнародної федерації товариств Червоного Хреста і Червоного Півмісяця (IFRCS), Дитячого фонду ООН (UNISEF), Всесвітньої організації охорони здоров'я (WHO).

### Захворювання
Чисельність виявлених хворих на СНІД збільшується, 2016 року було зареєстровано 240,0 тис. ВІЛ-інфікованих (23-тє місце у світі), це 0,9 % населення в репродуктивному віці 15-49 років (46-те місце у світі). Смертність від цієї хвороби поступово знижується, 2016 року померло 8,5 тис. осіб (22-ге місце у світі).
Частка дорослого населення з високим індексом маси тіла 2017 року становила 24,1 % (61-ше місце у світі).

### Санітарія
Доступ до облаштованих джерел питної води 2015 року мало 95,5 % населення в містах і 97,8 % в сільській місцевості; загалом 96,2 % населення країни. Відсоток забезпеченості населення доступом до облаштованого водовідведення (каналізація, септик): в містах — 97,4 %, в сільській місцевості — 92,6 %, загалом по країні — 95,9 % (станом на 2015 рік). Споживання прісної води, станом на 2010 рік, дорівнює 19,24 км³ на рік, або 415,7 тонни на одного мешканця на рік: з яких 24 % припадає на побутові, 69 % — на промислові, 7 % — на сільськогосподарські потреби.

## Соціально-економічне положення
Співвідношення осіб, що в економічному плані залежать від інших, до осіб працездатного віку (15—64 роки) загалом становить 44, % (станом на 2017 рік): частка дітей — 21,8 %; частка осіб похилого віку — 23 %, або 4,3 потенційно працездатного на 1 пенсіонера. Загалом ці показники характеризують рівень потрібності державної допомоги в секторах освіти, охорони здоров'я та пенсійного забезпечення, відповідно. За межею бідності 2010 року перебувало 24,1 % населення країни.
Станом на 2017 рік, уся країна була електрифікована, усе населення мало доступ до електромереж.

### Трудові ресурси
Загальні трудові ресурси 2015 року становили 17,4 млн осіб (37-ме місце у світі). Зайнятість економічно активного населення у господарстві країни розподіляється так:
- аграрне, лісове і рибне господарства — 5,8 %;
- промисловість і будівництво — 26,5 %;
- сфера послуг — 67,8 % (оцінка на 2014 рік)[2].

356,21 тис. дітей у віці від 5 до 14 років (7 % загальної кількості) 2005 року були залучені до дитячої праці.
Безробіття з початку економічної кризи 2014 року різко збільшилось з 9,5 % до 22,4 % працездатного населення (67-ме місце у світі); 22,7 % серед чоловіків, 21,9 % серед жінок. Серед молоді у віці 15-24 років ця частка становила 23,1 %, серед юнаків — 23,7 %, серед дівчат — 22,4 % (67-ме місце у світі). Реальний незареєстрований рівень безробіття значно більший, велика кількість працездатного постійно або тимчасово працює закордоном.
| Сфера зайнятості                                                         | 2008 рік             | 2008 рік | 1897 рік             | 1897 рік |
| Сфера зайнятості                                                         | Зайнятих (тис. осіб) | %        | Зайнятих (тис. осіб) | %        |
| ------------------------------------------------------------------------ | -------------------- | -------- | -------------------- | -------- |
| Торгівля, сфера обслуговування                                           | 4744,4               | 22,6     | 1054,8               | 17,8     |
| Промисловість, ремесла                                                   | 3871,4               | 18,4     | 664,9                | 11,2     |
| Сільське, лісове господарство                                            | 3222,1               | 15,4     | 3353,3               | 56,4     |
| Освіта                                                                   | 1702,4               | 8,1      | 45,8                 | 0,8      |
| Транспорт, зв'язок                                                       | 1465,8               | 7,0      | 120,5                | 2,0      |
| Охорона здоров'я                                                         | 1369,9               | 6,5      | 23,8                 | 0,4      |
| Операції з нерухомістю, оренда, інжиніринг та надання послуг підприємцям | 1150,4               | 5,5      | —                    | —        |
| Державне управління, збройні сили                                        | 1067,5               | 5,1      | 271,2                | 4,6      |
| Будівництво                                                              | 1043,4               | 5,0      | 110,7                | 1,9      |
| Комунальні послуги, культура та спорт                                    | 840,1                | 4,0      | 4,6                  | 0,1      |
| Фінансова діяльність                                                     | 394,9                | 1,9      | 203,9                | 3,4      |
| Зайняте населення                                                        | 20972,3              | 100,0    | 5940,6               | 100,0    |

### Демографічне навантаження

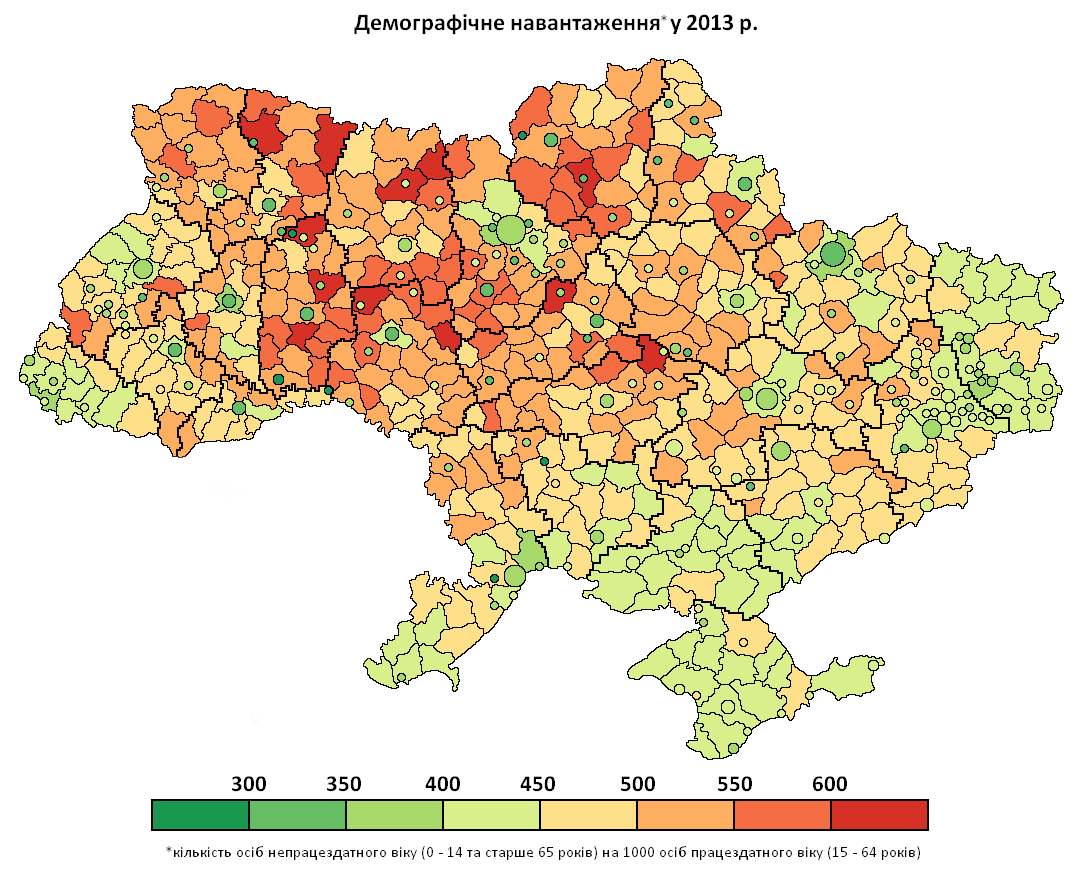
Демографічне навантаження за районами та містами обласного підпорядкування у 2013 році. Кількість населення у віці 0—14 і за 65 років на 1000 осіб працездатного віку (15—64 роки)

Демографічне навантаження на працездатне населення вище у сільського населення — 792 на 1000 працездатних проти 592 у міського. Це є наслідком більшої частки населення молодшого за працездатний вік (312 проти 226 у міського населення) та старшого за працездатний вік (480 і 366 відповідно). Найбільше демографічне навантаження на 1 січня 2009 спостерігалося в областях центральної України — Чернігівській (743 на 1000 працездатних), Вінницькій (735), Житомирській (720), що пов'язано з високою часткою осіб старших за працездатний вік. Найменше демографічне навантаження спостерігається у Києві, де на 1000 працездатних припадає лише 528 осіб непрацездатного віку.
Найбільше демографічне навантаження особами у віці, молодшому за працездатний вік, зафіксовано у західних областях — Волинській (334 на 1000), Рівненській (347), Закарпатській (329). Найнижче — у місті Києві (207 на 1000), Севастополі (219), а також у Донецькій (214), Харківській, Луганській областях (по 208).
Найбільше навантаження особами у віці, старшому за працездатний вік, спостерігається у центральних областях — Чернігівській (503 на 1000), Кіровоградській (453), Вінницькій (454), Полтавській (447). Найменше — у м. Києві (321 на 1000 працездатних) і західних областях — Закарпатській (303), Рівненській (331), Волинській (348).
| Роки                             | 1989 | 1991 | 1993 | 1995 | 1997 | 1999 | 2001 | 2003 | 2005 | 2007 | 2009 | 2011 | 2013 | 2014 |
| -------------------------------- | ---- | ---- | ---- | ---- | ---- | ---- | ---- | ---- | ---- | ---- | ---- | ---- | ---- | ---- |
| Особами у віці 0-14 років        | 323  | 322  | 319  | 311  | 298  | 275  | 250  | 229  | 215  | 205  | 201  | 202  | 208  | 212  |
| Особами у віці 65 років і старше | 176  | 185  | 195  | 206  | 211  | 207  | 205  | 218  | 230  | 236  | 228  | 217  | 217  | 220  |
| Загальне                         | 499  | 507  | 514  | 517  | 509  | 482  | 455  | 447  | 445  | 441  | 429  | 419  | 425  | 432  |

Станом на 2011 рік у пенсійній системі України на 10 платників страхових внесків припадало 9 пенсіонерів. Хоча в останні роки рівень старіння дещо знизився через підвищення народжуваності, в найближчі роки процес старіння населення прискориться (за прогнозними розрахунками, протягом 2011—2015 років середньорічна чисельність наявного населення України буде зменшуватися приблизно на 160 тис. осіб щороку (з 45,73 млн осіб — у 2011 році до 45,09 млн осіб — у 2015 році). Крім того, після 2010 року (коли у працездатний вік почне входити покоління громадян, які народилися у період низької народжуваності 90-х років) відбудеться не тільки кількісне скорочення працездатного населення, але і якісне погіршення — старіння його економічно активної частини.
На структуру та динаміку всієї чисельності населення України найближчим часом дуже впливатимуть також демографічні «хвилі», закладені у попередні роки.

## Кримінал

### Наркотики

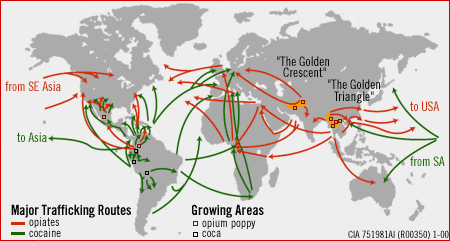
Світові маршрути наркотрафіку

Обмежене вирощування конопель і опійного маку на ринок СНД; виробництво синтетичних наркотиків на західний ринок. Обмежена державна боротьба з вирощуванням наркотичних рослин. Перевантажний пункт наркотрафіку з Африки, Латинської Америки й Туреччини до Європи й Російської Федерації. Після поліпшення контролю по боротьбі з відмиванням грошей, країну було виключено з чорного списку ФАТФ в лютому 2004 року.

### Торгівля людьми
Україна — країна-постачальник, транзитний пункт (до країн Європи) і кінцеве місце призначення для чоловіків, жінок і дітей (переважно з країн Азії) призначених для примусової праці і сексуальної експлуатації. Громадяни України стають жертвами торгівлі людьми здебільшого в країнах колишнього СРСР (Росія, Казахстан, Молдова), Європи (Польща, Іспанія, Чехія, Португалія, Італія, Чорногорія, Велика Британія, Греція, Кіпр), Близького Сходу (Туреччина, Ірак, Ізраїль, Об'єднані Арабські Емірати), Східної Азії (Китай, Південна Корея) та Африки (Сейшельські Острови, Туніс). Головним постачальником трудових ресурсів на нелегальний ринок праці стають сільські регіони, де обмежені перспективи знайти роботу. Для цього широко застосовуються методи шахрайства, примусу та боргової кабали. Невелика кількість іноземців з Молдови, Росії, В'єтнаму, Узбекистану, Пакистану, Камеруну та Азербайджану стають жертвами експлуатації в самій країні.

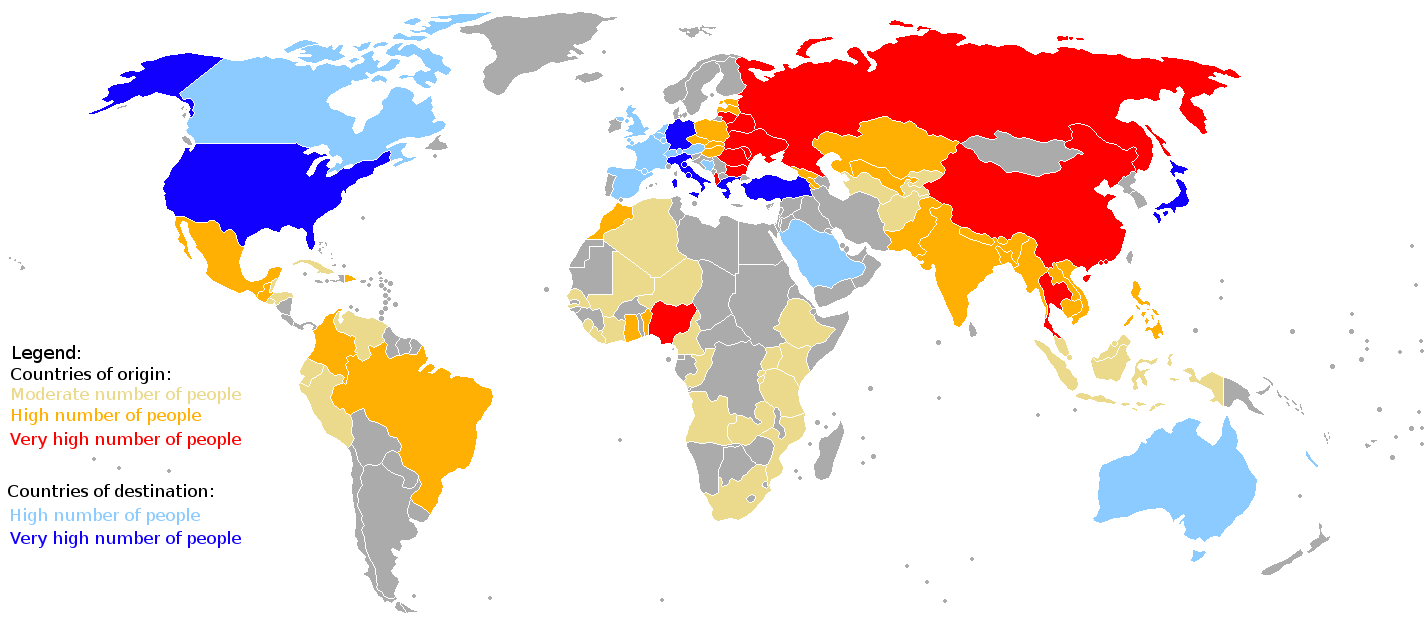
Країни-донори (червоний) і країни-реципієнти кримінальних потоків (англ.)
Глобальна боротьба з торгівлею людьми (англ.)

Згідно зі щорічною доповіддю про торгівлю людьми (англ. Trafficking in Persons Report) Управління з моніторингу та боротьби з торгівлею людьми Державного департаменту США, уряд України докладає значних зусиль у боротьбі з явищами примусової праці, сексуальної експлуатації, незаконною торгівлею внутрішніми органами, але не в повній мірі, країна перебуває у списку спостереження другого рівня. Зусилля правоохоронних органів щодо розслідування випадків торгівлі людьми були ослаблені з 2014 року через виклики зовнішньої безпеки з боку Росії. За 2014—2015 роки не проводилося жодних великих розслідувань, переслідувань чи впливу на відповідальних державних службовців, незважаючи на повідомлення про їхню співучасть в процесах сексуальної експлуатації, торгівлі дітьми, що перебувають на утриманні в державних закладах. Головні зусилля в боротьбі з такими явищами та допомозі жертвам було перекладено на плечі неурядових громадських організацій та окремих волонтерів.

## Демографічні дослідження
Демографічні дослідження в країні ведуться низкою державних і наукових установ:
- Державна служба статистики України.
- Інститут демографії та соціальних досліджень імені М. В. Птухи НАН України.

### Переписи
Перші дані про чисельність людності на теренах сучасної України доходять з перших спроб перепису часів Київської Русі, що відбувалися, аби визначити данину, але не раніше часів княгині Ольги, що першою спробувала впорядкувати розмір данини й спосіб її збирання. У часи Російської імперії імператор Петро I видав наказ від 26 листопада 1718 року, який запровадив державні ревізії, яких було 10 у період з 1719 по 1858 роки. 1763 року відбулося остаточне закріпачення селян за місцем приписки. Перший перепис населення в сучасному розумінні цього слова відбувся в Російській імперії 9 лютого 1897 року. Перший радянський загальний перепис відбувся 17 грудня 1926 року. Подальші успішні переписи відбувалися 17 січня 1939 року — третій, 15 січня 1959 року — четвертий, 15 січня 1970 року — п'ятий, 17 січня 1979 року — шостий, 12 січня 1989 року — останній, сьомий. На західноукраїнських землях до Другої світової війни польською владою було проведено два загальнодержавних переписи населення 30 вересня 1921 року — перший, 9 грудня 1931 року другий.
5 грудня 2001 року в Україні відбувся перший Всеукраїнський перепис населення за часів незалежної України. На 2020 рік, згідно з рекомендаціями ООН, заплановано наступний перепис населення.

### Демографічні прогнози
Інституції оновлюють прогнози кожні 2—3 роки.
| База 2011 рік | Фертильність | Тривалість життя | Міграція  | 2014   | 2020   | 2030   | 2040   | 2050   | 2060   |
| ------------- | ------------ | ---------------- | --------- | ------ | ------ | ------ | ------ | ------ | ------ |
| 45 598        | середня      | середня          | середня   | 45 110 | 44 302 | 42 822 | 40 964 | 39 195 | 37 147 |
| 45 598        | висока       | висока           | висока    | 45 199 | 44 852 | 44 430 | 44 094 | 44 245 | 44 370 |
| 45 598        | низька       | низька           | низька    | 44 950 | 43 193 | 39 828 | 36 385 | 33 224 | 29 836 |
| 45 598        | константа    | константа        | константа | 44 976 | 43 374 | 39 804 | 36 007 | 31 989 | 27 927 |
| 45 598        | середня      | середня          | відсутня  | 45 059 | 44 079 | 41 919 | 39 322 | 36 873 | 34 210 |
| 45 598        | висока       | низька           | висока    | 45 008 | 43 753 | 41 634 | 39 796 | 38 935 | 38 465 |
| 45 598        | низька       | висока           | низька    | 45 141 | 44 288 | 42 594 | 40 602 | 38 358 | 35 392 |

Інститутом демографії та соціальних досліджень імені М. В. Птухи НАН України з 2006 року проводиться прогнозування основних демографічних компонентів, що визначають чисельність і статево-вікову структуру населення у перспективі. За даними останнього перерахунку 2011 року, населення України за середнім варіантом прогнозу становитиме 2020 року 44,3 млн осіб і зменшиться до 39,2 млн 2050 року, та до 37,1 млн 2060 року. Низький варіант прогнозу передбачає до 2060 року зменшення чисельності населення України на 35 % порівняно з 2011 роком до 29,8 млн осіб, тоді як за високим варіантом це зменшення становитиме лише 3 %.
Станом на 1 січня 2014 року населення України за даними Держкомстату становило 45,4 млн осіб, що на 200—450 тис. більше, ніж за прогнозними даними.
За демографічним прогнозом ООН чисельність населення України за середнім прогнозом зменшиться до 40 млн наприкінці 2020-х і до 30 млн на початку 2060-х років. Проте в Інституті демографії та соціальних досліджень НАНУ не погоджуються з таким песимістичним прогнозом ООН, пояснюючи це тим, що за останні роки прогнози постійно коригуються на користь більш оптимістичних варіантів. Це пов'язано з поступовим покращенням демографічних показників: підвищенням тривалості життя, зростанням народжуваності, скороченням депопуляції населення.
| Варіант прогнозу         | 2010 | 2011 | 2012 | 2014 | 2020 | 2025 | 2030 | 2035 | 2040 | 2045 | 2050 | 2055 | 2060 |
| ------------------------ | ---- | ---- | ---- | ---- | ---- | ---- | ---- | ---- | ---- | ---- | ---- | ---- | ---- |
| Високий                  | 1,43 | 1,45 | 1,47 | 1,51 | 1,68 | 1,84 | 1,93 | 1,97 | 1,98 | 1,98 | 1,99 | 1,99 | 1,99 |
| Середній                 | 1,43 | 1,43 | 1,46 | 1,50 | 1,58 | 1,63 | 1,64 | 1,64 | 1,65 | 1,67 | 1,69 | 1,70 | 1,70 |
| Низький                  | 1,43 | 1,41 | 1,44 | 1,47 | 1,49 | 1,46 | 1,46 | 1,46 | 1,47 | 1,48 | 1,49 | 1,49 | 1,46 |
| Факт (дані Держкомстату) | 1,44 | 1,46 | 1,53 | 1,50 | 1,22 |      |      |      |      |      |      |      |      |

| Варіант прогнозу | Стать    | 2010  | 2011 | 2012 | 2013 | 2014 | 2020 | 2025 | 2030 | 2035 | 2040 | 2045 | 2050 | 2055 | 2060 |
| ---------------- | -------- | ----- | ---- | ---- | ---- | ---- | ---- | ---- | ---- | ---- | ---- | ---- | ---- | ---- | ---- |
| Високий          | Чоловіки | 65,21 | 65,9 | 66,6 | 67,2 | 67,8 | 70,9 | 72,9 | 74,4 | 75,8 | 77,0 | 77,9 | 78,7 | 79,5 | 80,2 |
| Високий          | Жінки    | 75,20 | 75,7 | 76,1 | 76,5 | 76,9 | 78,9 | 80,1 | 81,2 | 82,0 | 82,7 | 83,3 | 83,8 | 84,3 | 84,8 |
| Середній         | Чоловіки | 65,21 | 65,6 | 65,9 | 66,3 | 66,6 | 68,3 | 69,4 | 70,2 | 70,9 | 71,6 | 72,2 | 72,8 | 73,3 | 73,9 |
| Середній         | Жінки    | 75,20 | 75,4 | 75,6 | 75,8 | 76,0 | 76,9 | 77,5 | 78,0 | 78,5 | 78,9 | 79,3 | 79,8 | 80,2 | 80,6 |
| Низький          | Чоловіки | 65,21 | 65,0 | 64,9 | 64,9 | 64,8 | 64,6 | 64,9 | 65,5 | 65,9 | 66,4 | 66,8 | 67,1 | 67,3 | 67,6 |
| Низький          | Жінки    | 75,20 | 75,1 | 75,0 | 74,9 | 74,8 | 74,6 | 74,7 | 74,9 | 75,2 | 75,5 | 75,8 | 76,0 | 76,3 | 76,5 |

| Варіант прогнозу | 2015   | 2020   | 2025   | 2030   | 2035   | 2040   | 2045   | 2050   | 2055   | 2060   |
| ---------------- | ------ | ------ | ------ | ------ | ------ | ------ | ------ | ------ | ------ | ------ |
| Високий          | 45 061 | 44 173 | 43 207 | 43 207 | 40 906 | 40 051 | 39 509 | 39 137 | 38 793 | 38 463 |
| Середній         | 44 646 | 43 164 | 41 560 | 39 842 | 38 135 | 36 554 | 35 084 | 33 658 | 32 244 | 30 859 |
| Низький          | 44 231 | 42 155 | 39 914 | 37 644 | 35 392 | 33 176 | 30 960 | 28 731 | 26 528 | 24 388 |

## Чисельність населення за даними Держстату
Станом на 1 жовтня 2021 року, в Україні проживали 41,320 млн осіб.
Станом на 1 грудня 2021 року чисельність наявного населення в Україні становила 41 208 106 осіб.

## Вплив повномасштабного вторгнення
За даними Інституту демографії та соціальних досліджень імені М. В. Птухи НАНУ, під впливом подій російсько-української війни, а саме її повномасштабного етапу, населення України (включно з усіма окупованими територіями) скоритилося до 35 млн, що приблизно відповідає рівневі 1948 р.. Це пов’язано зокрема тим, що з початком повномасштабної війни за кордоном опинилися близько 6,5 мільйонів українських біженців.
За оцінкою МВФ наявне населення України скоротилося з 41,0 млн. осіб у 2021 році до 34,5 млн осіб у 2022 році, до 34,0 млн. осіб у 2023 році, до 33,3 млн. у 2024 році.

### Українською
- Національний атлас України / гол. ред. Л. Г. Руденко ; голова ред. кол. Б. Є. Патон. — К. : НАН України, Інститут географії, ДНВП «Картографія», 2007. — 440 с. — 5 тис. прим. — ISBN 978-966-475-067-4.
- Атлас. 9 клас. Економічна і соціальна географія України / упорядники : О. Я. Скуратович. — К. : ДНВП «Картографія», 2010. — ISBN 978-966-475-617-1.
- Балушок В. Чи «перегнала» Україна СРСР за кількістю національностей? // Дзеркало тижня : щотижневик. — К., 2005. — № 568 (14 жовтня — 21 жовтня). Архівовано з джерела 9 лютого 2018. Процитовано 9 лютого 2018 року.
- Безуглий В. В., Козинець С. В. Регіональна економічна і соціальна географія світу : Навчальний посібник. — видання 2-ге, доп., перероб. — К. : ВЦ «Академія», 2007. — 688 с. — ISBN 966-580-144-9.
- Вовк Х. К. [Студії з української етнографії та антропології ] — П. : УГВФ, 1928. — 354 с.
- Гудзеляк І. І. Географія населення: Навчальний посібник / І. Гудзеляк. — Л. : Видавничий центр ЛНУ імені Івана Франка, 2008. — 232 с. — ISBN 978-966-613-599-8.
- Дахно І. І. Країни світу: Енциклопедичний довідник / І. І. Дахно, С. М. Тимофієв. — К. : Мапа, 2011. — 606 с. — (Бібліотека нового українця) — ISBN 978-966-8804-23-6.
- Джаман В. О. Регіональні системи розселення: демографічні аспекти. — Чернівці : Рута, 2003. — 392 с. — ISBN 9665685988.
- Домогосподарства України за даними Всеукраїнського перепису населення 2001 року / за ред. О. Г. Осауленка. — К., 2004.
- Дорошенко Л. С. Демографія: Навчальний посібник. — К. : МАУП, 2005. — 112 с. — ISBN 966-608-442-2.
- Дубович І. А. Країнознавчий словник-довідник. — 5-те вид., перероб. і доп. — К. : Знання, 2008. — 839 с. — ISBN 978-966-346-330-8.
- Єндик Ростислав. Антропологічні прикмети українського народу. — Л., 1934.
- Заставний Ф. Д. Географія України. У 2-х кн / Ред. M. П. Парцей. — Л. : Світ, 1994. — 472 с. — ISBN 5-7773-0043-8.
- Економічна і соціальна географія країн світу. Навчальний посібник / За ред. Кузика С. П. — Л. : Світ, 2002. — 672 с. — ISBN 966-603-178-7.
- Жінки і діти України за даними Всеукраїнського перепису населення 2001 року. Статистичний збірник. — К., 2004. — 289 с.
- Загальна медична географія світу / В. О. Шевченко [та ін.] — К. : [б.в.], 1998. — 178 с.
- Комплексний демографічний прогноз України на період до 2050 р / за ред. чл.-кор. НАНУ, д. е. н., проф. Е. М. Лібанової. — К. : Український центр соціальних реформ, 2006. — 138 с. — ISBN 966-8998-22-7.
- Крисаченко В. С. Динаміка населення: Популяційні, етнічні та глобальні виміри. — К. : Видавництво Національного інституту стратегічних досліджень, 2005. — 368 с. — ISBN 966-554-083-1.
- Кульчицький С. В. Демографічні втрати України [Архівовано 9 червня 2016 у Wayback Machine.] // Енциклопедія історії України : у 10 т. / редкол.: В. А. Смолій (голова) та ін. ; Інститут історії України НАН України. — К. : Наукова думка, 2004. — Т. 2 : Г — Д. — С. 322. — ISBN 966-00-0405-2.
- Кульчицький С. В. Демографічні втрати України [Архівовано 10 червня 2016 у Wayback Machine.] // Енциклопедія сучасної України / ред. кол.: І. М. Дзюба [та ін.] ; НАН України, НТШ. — К. : Інститут енциклопедичних досліджень НАН України, 2001–2025. — ISBN 966-02-2074-X.
- Лозинський Р. М. Мовна ситуація в Україні (суспільно-географічний погляд). — Л. : Вид-во ЛНУ імені І. Франка, 2008. — 502 с.
- Любіцева О. О., Мезенцев К. В., Павлов С. В. Географія релігій. — К. : АртЕК, 1999. — 504 с. — ISBN 966-505-006-0.
- Масляк П. О. Країнознавство. — К. : Знання, 2007. — 292 с. — (Вища освіта XXI століття)
- Масляк П. О., Дахно І. І. Економічна і соціальна географія світу / П. О. Масляк, І. І. Дахно ; за ред. П. О. Масляка. — К. : Вежа, 2003. — 280 с. — ISBN 966-7091-53-8.
- Населення України за місцем народження та громадянством за даними Всеукраїнського перепису населення 2001 року. — К. : Державна служба статистики України, 2004.
- Населення України за 2011 рік. Демографічний щорічник. — К. : Державна служба статистики України, 2012.
- Регіони України 2009. Статистичний збірник. — К., 2009. — Т. 1.
- Хомич Л. В. Зовнішня трудова міграція населення України: масштаби, сучасні ознаки та географія // Регіональні проблеми України : Географічний аналіз та пошук шляхів вирішення : зб. наук. пр. — Херсон : ПП Вишемирский, 2007. — 360 с.
- Чорний С. М. Національний склад населення України в XX столітті. Довідник. — К. : ДНВП «Картографія», 2001. — 88 с. — (Україна на межі тисячоліть) — ISBN 966-631-111-9.

### Російською
- (рос.) Украинская Советская Социалистическая Республика // Демографический энциклопедический словарь / главн. ред. Валентей Д. И. — М. : Советская энциклопедия, 1985. — 608 с.
- (рос.) Украина // Страны и народы. Советский Союз. Республики Прибалтики. Белоруссия. Украина. Молдавия / Редкол. : Г. М. Лаппо (отв. ред.) и др. — М. : "Мысль", 1984. — 349 с. — (Страны и народы) — 180 тис. прим.
- (рос.) Атлас народов мира / Отв. ред. С. И. Брук и В. С. Апенченко. — М. : ГУГК ГГК СССР и Институт этнографии им. Н. Н. Миклухо-Маклая АН СССР, 1964. — 185 с. — 20 тис. прим.
- (рос.) Боярский А. Я. Население и методы его изучения. — М., 1975.
- (рос.) Численность и расселение народов мира. Этнографические очерки / под ред. С. И. Брука. — М. : Издательство АН СССР, 1962. — 487 с.
- (рос.) Вишневский А. Г., Волков А. Г. Воспроизводство населения СССР. — М., 1983.
- (рос.) Городские поселения в Российской империи. — СПб., 1860.
- (рос.) Естественное движение населения Союза ССР в 1926 г. — М. : Издание ЦСУ СССР, 1929. — Т. I. Выпуск 2. — 180 с.
- (рос.) Кабузан В. М. Украинцы в мире: динамика численности и расселения. 20-е годы XVIII века — 1989 год: Форм. этн. и политических границ укр. этноса. — М. : Наука, Институт российской истории РАН, 2006. — 658 с. — ISBN 5-02-033991-1.
- (рос.) Константинов В. Еврейское население бывшего СССР в XX веке : социально-демографический анализ. — Иерусалим : Издательство ЛИРА, 2007. — 307 с. — ISBN 9657088585.
- (рос.) Лаппо Г. М. География городов: Учебное пособие для географических факультетов вузов. — М. : Туманит, изд. центр ВЛАДОС, 1997. — 476 с. — ISBN 5-691-00047-0.
- (рос.) В. де Ливрон. Статистическое обозрение Российской империи. — СПб., 1874.
- (рос.) Миронов Б. Н. История в цифрах. Математика в исторических исследованиях. — СПб. : Наука, 1991. — 165 с.
- (рос.) Новосельський С. А. Смертность и продолжительность жизни в России. — П., 1916.
- (рос.) Народное хозяйство СССР 1922—1982 : Юбилейный статистический ежегодник. — М., 1982.
- (рос.) Численность, состав и движение населения СССР. — М. : Статистика, 1965. — 565 с.
- (рос.) Население СССР (Численность, состав и движение населения). 1973. Статистический сборник / Отв. за выпуск Р. М. Дмитриева. — М. : Статистика, 1975. — 208 с.
- (рос.) Птуха М. В. Очерки по статистике населения. — М. : Госстатиздат ЦСУ СССР, 1960. — 459 с.
- (рос.) Рашин А. Г. Население России за 100 лет (1811—1913 гг.) / под ред. академика С. Г. Струмилина. — М., 1956.
- (рос.) Статистический ежегодник России 1913 г. — СПб., 1914.
- (рос.) Смертность и продолжительность жизни населения 1926—1927 гг : Таблицы смертности. — М.-СПб., 1930. — С. 124—125, 128—129, 132—133.
- (рос.) Статистика поземельной собственности и населенных мест Европейской России. — СПб., 1880.
- (рос.) Тройницкий Н. А. Первая всеобщая перепись населения Российской Империи, 1897 г. — СПб., 1899—1904.
- (рос.) Урланис Б. Ц. Рост населения в Европе (опыт исчисления). — М. : ОГИЗ-Госполитиздат, 1941. — 436 с.
- (рос.) Численность и состав населения СССР (По данным Всесоюзной переписи населения 1979 года). — М., 1984.
- (рос.) Ягельский А. География населения. — М. : Прогресс, 1980. — 383 с.